# JKT48
JKT48（ジェーケーティー フォーティーエイト）は、ジャカルタを中心に活動しているインドネシアの女性アイドルグループ。秋元康の総合プロデュースにより、2011年に結成された。日本国外で最初に結成されたAKB48グループである。

## 概要
日本で活動するAKB48の姉妹グループとして結成された。コンセプトはAKB48をモチーフにしつつ、インドネシア独自の文化に合わせたアイドルグループになる。運営事務局（JKT48 Operation Team）は、電通の子会社である電通メディア・グループ・インドネシアに置き、AKB48からの移籍者を除く全メンバーの所属事務所としても機能している。当グループ発足時点で日本国内では、AKB48のほかにSKE48、SDN48、NMB48およびHKT48の計5つのAKB48グループが結成されていたが、日本国外への進出はJKT48が初となった。

## 特徴

### 文化的配慮
インドネシアはイスラム教圏にあり、ムスリムがおよそ9割を占めることから、JKT48ではイスラム教上の文化を重んじる傾向が見られる。ラマダン中には、通常の公演は休止されJKT48劇場などで関連イベントを実施したりする。またその期間中は、素足を見せないなど衣装も配慮される。2018年開催のAKB48 53rdシングル 世界選抜総選挙にはJKT48メンバーにも立候補権が与えられたが、ラマダン明けの祭日であるレバランと開票イベント日が重なっていることを理由に全メンバーの立候補を見送った。

### オリジナル楽曲
日本国外のAKB48グループは原則としてオリジナル楽曲が与えられることがなかった。JKT48も例外ではなく、日本のAKB48グループの楽曲をインドネシア語に翻訳したものを発表している。この現状については反発もあり、2017年9月に行われた握手会イベントにおいて「Kami Butuh Single Original（私たちはオリジナルシングルを必要としている）」という横断幕を掲げたファンが現れたことがある。メンバー自身もオリジナル曲の実現をグループとしての目標に掲げていた。2018年12月22日、グループ初のオリジナル楽曲を制作することが発表され、2019年11月に『JKT48 オリジナルシングル選抜総選挙』を開催するに至った。

## 略歴

### 2011年
- 9月11日、AKB48の22ndシングル「フライングゲット」劇場盤握手会においてグループの誕生が発表される[2]。
- 9月中旬、第1期生の募集を開始。
- 11月2日、1期生28名お披露目。

### 2012年

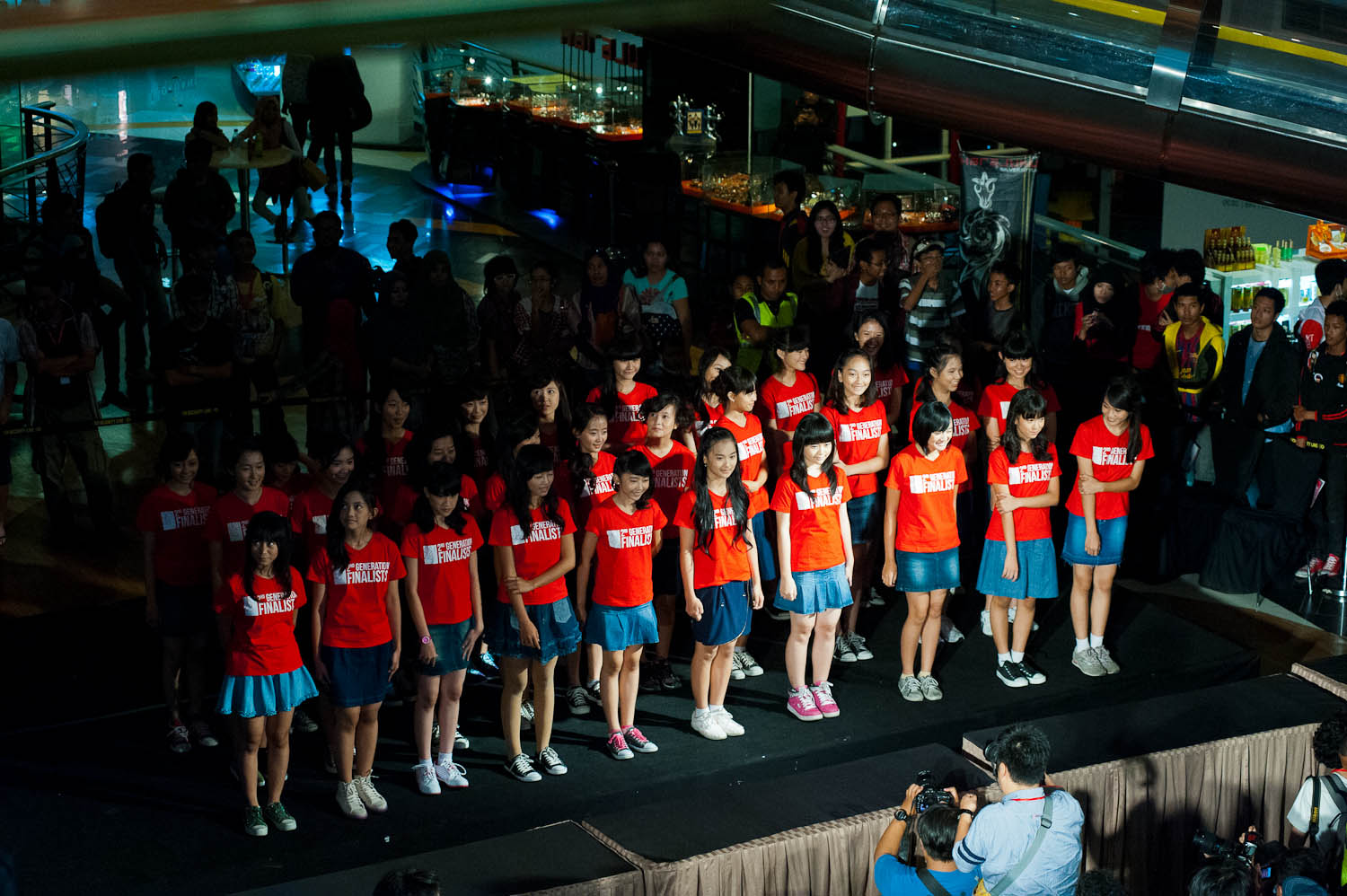
JKT48 2期生

- 1月14日、「Heavy Rotation（ヘビーローテーション）」のMV発表会を開催。
- 2月11日、「会いたかった」をGlobal TVにおいてテレビ初披露。
- 2月15日、AKB48の25thシングル「GIVE ME FIVE!」がリリースされ、メロディー・ヌランダニ・ラクサニがカップリング曲「NEW SHIP」を歌うスペシャルガールズAのメンバーとして初選抜。SKE48チームSの松井珠理奈とともにダブルセンターを務める。
- 3月10日、「君のことが好きだから」をGlobal TVにてテレビ初披露。
- 4月15日、Global TVで初の冠番組『JKT48 School』が放映開始。毎週30分・全8回。
- 5月17日、ジャカルタ市内の仮設劇場でJKT48 1st Stage「パジャマドライブ」公演の上演開始。
- 7月9日、「ポニーテールとシュシュ」をRCTIにおいてテレビ初披露。
- 7月11日、公式ファンクラブ設立を発表。
- 7月17日、RCTIのライブ番組『Mega Konser JKT48』に出演。10曲を披露。
- 8月13日、第2期生の募集を開始。
- 8月24日、『AKB48 in TOKYO DOME 〜1830mの夢〜』に参加。AKB48チームAの高城亜樹、仲川遥香のJKT48への移籍を発表[13]。
- 9月8日、ジャカルタ市内のショッピングモール・fXスディルマン内に専用劇場をオープン[14][15]。
- 11月1日、AKB48から高城亜樹、仲川遥香が移籍。
- 11月3日、2期生31名の加入を発表。
- 11月24日、『Yahoo! OMG Awards 2012』でベストグループ賞を受賞。
- 12月23日、1期生と高城、仲川の24名によりチームJを結成。キャプテンにはデフィ・キナル・プトゥリが就任。

### 2013年
- 2月16日、1stアルバム『Heavy Rotation』発売。
- 4月21日、『Selebrita Awards』でNew Comer of the Yearを受賞。
- 5月11日、1stシングル「RIVER」発売。
- 6月18日、野澤玲奈（Rena Nozawa）のAKB48との兼任が発表される[16]。
- 6月23日、初のコンサートツアー『はじめまして。JKT48と申します。』がスタート。7月4日まで、全5都市7公演。
- 6月25日、2期生18名によりチームKIII（ケースリー）の結成を発表[17]。
- 7月3日、コンサート『はじめまして。JKT48と申します。』ジャカルタ1日目公演にてチームKIIIキャプテンにシンタ・ナオミの就任が発表される。および、2ndシングル「Yuuhi wo Miteiruka?」発売。
- 8月21日、3rdシングル「Fortune Cookie in Love」発売。
- 8月26日、メロディー・ヌランダニ・ラクサニが日本の岡山県から「おかやまフルーツ大使」を委嘱される[18]。
- 11月3日、第3期生の募集を開始。
- 11月26日、4thシングル「Manatsu no Sounds Good!」発売。
- 12月21日、『JKT48 2nd Anniversary Live in Concert "Performing All Out! Terima kasih telah menjadi temanku"』開催。昼公演にて、お笑いコンビCOWCOWがサプライズ出演。夜公演にて、チームJのメロディー・ヌランダニ・ラクサニがJKT48グループキャプテンに就任することが発表された[19]。

### 2014年

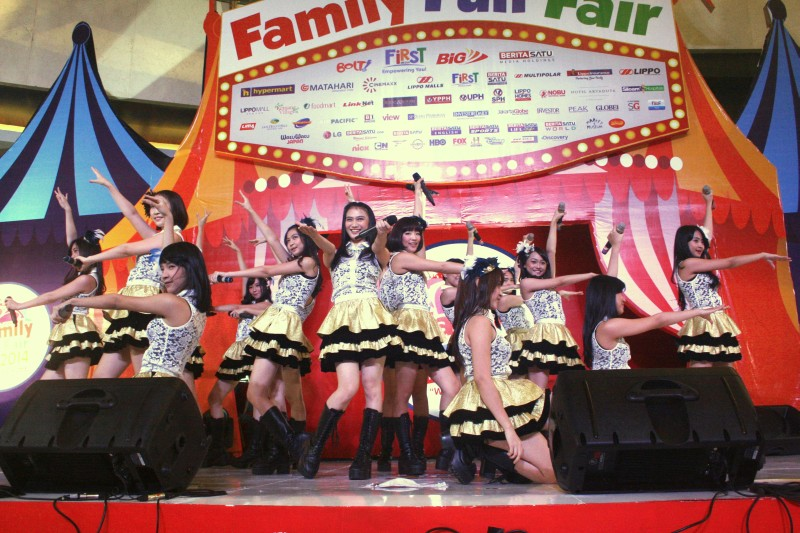
2014年

- 2月23日、『Musim Panas Handshake Festival』開催。研究生ジェニファー・ラヘル・ナタシャとタリア・イファンカ・エリサベスのチームJ昇格を発表[20]。
- 2月24日、『AKB48グループ大組閣祭り』にて、高城と野澤のJKT48兼任解除、およびAKB48チームK・近野莉菜のJKT48への移籍を発表[21]。
- 3月5日、5thシングル「Flying Get」発売。
- 3月15日、3期生32名の加入を発表[22]。
- 3月 - 4月、『JKT48 6thシングル選抜総選挙〜みんなが決める、16人選抜メンバー〜　大事なことはみんなで決めよう!』（第1回選抜総選挙）を実施[23]。メロディー・ヌランダニ・ラクサニが1位となり、6thシングル（Gingham Check）のセンターポジションを獲得[23]。
- 12月27・28両日、ジャカルタ市のスナヤン室内競技場で結成3周年記念コンサートを開催。この席で2015年2月をめどにAKB48とのジョイントコンサートを開催する方針を発表した[24]。

### 2015年
- 1月10日、第4期生の募集を開始[25]。
- 1月24日、この日劇場で行われた研究生参加のイベントで3期生16名によりチームTの結成を発表、翌25日の同じイベントで初お披露目。[26]
- 3月 - 4月、『JKT48 10thシングル選抜総選挙〜みんなが決める、16人選抜メンバー〜　大事なことはみんなで決めよう!』（第2回選抜総選挙）を実施。5月2日、ジェシカ・フェランダが1位となり10thシングル（Refrain Penuh Harapan）のセンターポジションを獲得。[27]
- 5月17日、『Pareo wa Emerald Handshake festival』にて4期生12名がお披露目。
- 6月13日、『JKT48 LIVE in CONCERT「JKT48色んな味がするよ、どの味が一番お好き？」』にて、メロディー・ヌランダニ・ラクサニがJKT48劇場支配人に[注釈 4]、シャニア・ジュニアナタがチームJキャプテンに、現チームJキャプテンのデフィ・キナル・プトゥリがチームKIIIキャプテンに、チームJの仲川遥香がチームTキャプテンに就任することが発表。また、現チームKIIIキャプテンのシンタ・ナオミとチームTのイレィン・ハルタントがチームJへ移動することも発表された[28]。

### 2016年
- 4月1日、第5期生の募集を開始[29]。

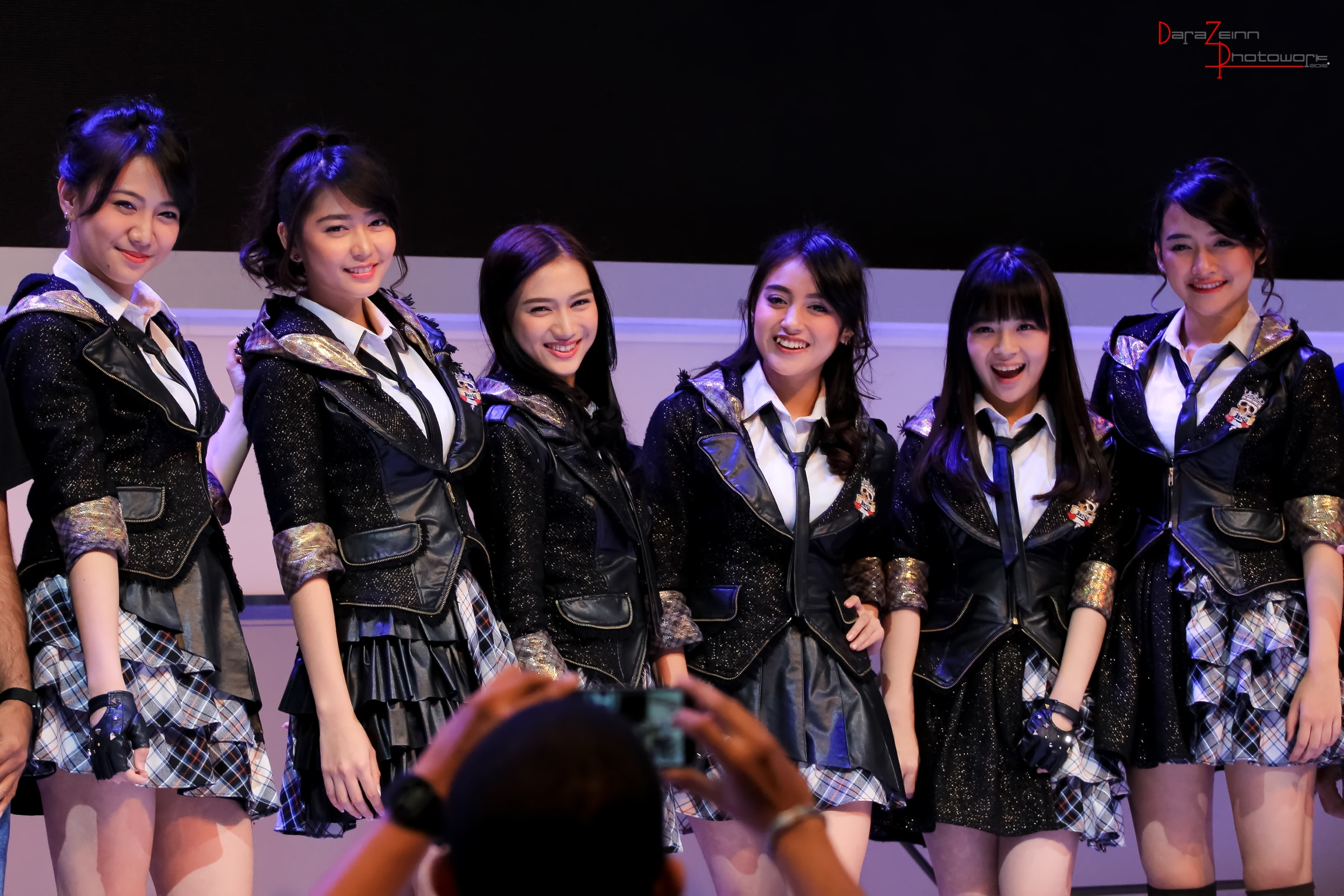
2016年、インドネシア国際モーターショー

- 3月 - 5月、『JKT48 13thシングル選抜総選挙 〜何かが変わる〜』（第3回選抜総選挙）を実施。5月7日、昨年に続きジェシカ・フェランダが1位となり13thシングル（Hanya Lihat ke Depan）のセンターポジションを獲得[30]。
- 5月28日、『Mahagita Handshake festival』にて5期生17名がお披露目。
- 8月19日、『JKT48 JANKEN SENBATSU 2016』（第1回じゃんけん大会）を開催。シンカ・ジュリアニが優勝し、14thシングル（LOVE TRIP）のセンターポジションを獲得。また、9月11日の『Hanya Lihat ke Depan Handshake festival』にて組閣が行われることが発表された。
- 9月9日、10月15・16日にAKB48劇場での初の出張公演を行うことが発表された[31]。
- 9月11日、『Hanya Lihat ke Depan Handshake festival』にて組閣が行われた[32]。
- 12月1日、新体制に移行。
- 12月31日、仲川遥香 卒業。

### 2017年
- 3月21日、JKT48発足時から運営に携わってきたゼネラルマネージャーが死去[33][34]。
- 3月 - 4月、『JKT48 17thシングル選抜総選挙 〜新しい時代を創るのは誰だ?〜』（第4回選抜総選挙）を実施。4月22日、シャニ・インディラ・ナティオが1位となり17thシングルのセンターポジションを獲得[35]。
- 10月1日、第6期生の募集を開始[36]。
- 10月12日、ラトゥ・フィエンニ・フィトゥリリアがチームKIIIキャプテンを辞任、および研究生に降格[37]。

### 2018年
- 3月24日、メロディー・ヌランダニ・ラクサニの卒業記念コンサートが行われた。また、メロディーは劇場支配人に専任、現チームJキャプテンのシャニア・ジュニアナタがグループキャプテンに、プリシリア・サリ・デウィがチームJキャプテンに就任することが発表された（4月1日より実施）。
- 3月27日、『AKB48 53rdシングル 世界選抜総選挙』の開票日である6月16日が宗教上の祭日レバランと被ることから全員が立候補しないことを発表[5][6][38]。
- 4月8日、JKT48 Operation Teamゼネラルマネージャーとなったメロディーが劇場公演後にイベントを開き、第6期生をお披露目するとともに、RE:BOOSTと題した改革を発表した[39]。
  - 各チームの人員を16名に戻す。
  - 研究生システムを改革し、「JKT48アカデミー」を設置する[40]。
  - 活動コンセプトを「会いに行くアイドル」に転換し、インドネシア国内巡業を行う。
  - ラマダーン期間中に劇場改装を行い、最新技術を導入。
  - レバラン明けの6月末をもって新体制を稼働させるが、旧研究生と第6期生は先行してアカデミー生とする。
- 9月より「日本インドネシア国交樹立60周年親善サポーター」として、チームJのステファニー・プリシラ・インダルト・プトゥリがAKB48へ、AKB48の川本紗矢がJKT48へ1か月間の短期交換留学を実施[41]。
- 9月 - 11月、『JKT48 20thシングル選抜総選挙 RE:BOOST』（第5回選抜総選挙）を実施。11月18日、シンディ・ユフィアが1位となり20thシングル『High Tension』のセンターポジションを獲得。

### 2019年
- 7月5日、SKE48の劇場支配人であった湯浅洋がJKT48のスペシャルアドバイザーに就任する。
- 9月 - 11月、『JKT48 オリジナルシングル選抜総選挙』（第6回選抜総選挙）を実施[12]。11月30日、シャニ・インディラ・ナティオが1位となり21stシングル（初のオリジナル）のセンターポジションを獲得[42]。

### 2021年
- 1月11日、JKT48の公式ウェブサイトで、コロナ禍でグループ存続が難しくなったことにより、メンバー65人中26人のリストラを発表[43][44]。

### 2022年
- 8月6日、『JKT48 10th Anniversary Concert “HEAVEN”』開催。最後まで残った1期生ガブリエラ・マルガレット・ワラオーの卒業セレモニーが行われる[45]。

### 2023年
- 10月29日、AKB48グループ初のグローバルユニットとして発足した『Quadlips』（クアドリップス）のメンバーに、JKT48代表としてフェニ・フィトゥリヤンティの参加が発表される[注釈 5]。

## メンバー
JKT48の正規メンバーは、原則「チームJ」「チームKIII」「チームT」の3つのチームのうち、いずれか一つに所属していたが、2021年3月15日付でグループ新体制を開始したため、チームJ、チームKIII、チームT、 アカデミークラスの体制を無くし、一つのチームとして活動を続けている。

### 正規メンバー
| 名前                | 日本語よみ                 | ニックネーム         | 生年月日               | 出身地                                         | 加入期 | 昇格日         | 備考 | 総選挙 最高 順位 | 総選挙 最新 順位 |
| ------------------- | -------------------------- | -------------------- | ---------------------- | ---------------------------------------------- | ------ | -------------- | --- | ---------------- | ---------------- |
| Alya Amanda         | アリア・アマンダ           | アリア Alya          | 2006年8月26日（18歳）  | ジャカルタ                                     | 11期   | 2024年11月01日 | | -                | -                |
| Amanda Sukma        | アマンダ・スクマ           | アマンダ Amanda      | 2004年12月17日（20歳） | 東ジャワ州マラン                               | 10期   | 2023年05月07日 | | -                | -                |
| Angelina Christy    | アンジェリナ・クリスティ   | クリスティ Christy   | 2005年12月5日（19歳）  | ジャカルタ                                     | 7期    | 2019年07月21日 | 元チームKIII（ヨナ・グラシア）                                                                                             | 13位             | 13位             |
| Anindya Ramadhani   | アニンディア・ラマダニ     | アニンディア Anindya | 2005年10月18日（19歳） | 西ジャワ州デポック                             | 11期   | 2024年11月01日 | | -                | -                |
| Aurellia            | アウレリア                 | リア Lia             | 2002年10月29日（22歳） | ジャカルタ                                     | 10期   | 2023年05月07日 | | -                | -                |
| Cathleen Nixie      | キャスリーン・ニクシー     | キャシー Cathy       | 2009年5月28日（16歳）  | 東ジャワ州スラバヤ                             | 11期   | 2024年11月01日 | | -                | -                |
| Celline Thefani     | セリーヌ・テファニ         | エリン Elin          | 2007年4月9日（18歳）   | バンテン州タンゲラン                           | 11期   | 2024年11月01日 | | -                | -                |
| Chelsea Davina      | チェルシー・ダヴィナ       | チェルシー Chelsea   | 2009年12月23日（15歳） | オーストラリアニューサウスウェールズ州シドニー | 11期   | 2024年11月01日 | | -                | -                |
| Cornelia Vanisa     | コルネリア・ファニサ       | オニエル Oniel       | 2002年7月26日（23歳）  | バンテン州タンゲラン                           | 8期    | 2020年08月22日 | 元チームT（セリーヌ） | -                | -                |
| Cynthia Yaputera    | シンティア・ヤプテラ       | シンティア Cynthia   | 2003年11月22日（21歳） | ジャカルタ                                     | 11期   | 2024年11月01日 | | -                | -                |
| Dena Natalia        | デナ・ナタリア             | ダネラ Danella       | 2005年12月16日（19歳） | 西ジャワ州ブカシ                               | 11期   | 2024年11月01日 | デシー・ナタリア（JKT48・11期生）と双子姉妹                                                                                | -                | -                |
| Desy Natalia        | デシー・ナタリア           | デイシー Daisy       | 2005年12月16日（19歳） | 西ジャワ州ブカシ                               | 11期   | 2024年11月01日 | デナ・ナタリア（JKT48・11期生）と双子姉妹                                                                                  | -                | -                |
| Febriola Sinambela  | フェブリオラ・シナンベラ   | オラ Olla            | 2005年2月26日（20歳）  | ジャカルタ                                     | 7期    | 2020年08月22日 | 元チームT（セリーヌ） | -                | -                |
| Feni Fitriyanti     | フェニ・フィトゥリヤンティ | フェニ Feni          | 1999年1月16日（26歳）  | 西ジャワ州チアンジュール                       | 3期    | 2015年01月24日 | 元チームT（初代・仲川） 元チームJ（シャニア〈第1次〉・シシル・ゲビー・フリスカ） JKT48最年長                               | 02位             | 02位             |
| Fiony Alveria       | フィオニー・アルフェリア   | フィオニー Fiony     | 2002年2月4日（23歳）   | ジャカルタ                                     | 8期    | 2020年08月22日 | 元チームT（セリーヌ） | -                | -                |
| Freya Jayawardana   | フレヤ・ジャヤワルダナ     | フレヤ Freya         | 2006年2月13日（19歳）  | バンテン州タンゲラン                           | 7期    | 2020年08月22日 | 元チームT（セリーヌ） | -                | -                |
| Gabriela Abigail    | ガブリエラ・アビゲール     | エラ Ela             | 2006年8月7日（18歳）   | ジャカルタ                                     | 10期   | 2023年05月07日 | | -                | -                |
| Gendis Mayrannisa   | ゲンディス・マイランニサ   | ゲンディス Gendis    | 2010年6月23日（15歳）  | ジャカルタ                                     | 11期   | 2024年11月01日 | | -                | -                |
| Gita Sekar Andarini | ギタ・スカル・アンダリニ   | ギタ Gita            | 2001年6月30日（24歳）  | ジャカルタ                                     | 6期    | 2019年07月21日 | 元チームKIII（ヨナ・グラシア）                                                                                             | -                | -                |
| Grace Octaviani     | グレース・オクタヴィアニ   | グラシー Gracie      | 2007年10月18日（17歳） | バンテン州タンゲラン                           | 11期   | 2024年02月01日 | | -                | -                |
| Greesella Adhalia   | グリーセラー・アダリア     | グリーセル Greesel   | 2006年1月10日（19歳）  | 西ジャワ州ボゴール                             | 11期   | 2024年02月01日 | | -                | -                |
| Helisma Putri       | ヘリスマ・プトリ           | エリ Eli             | 2000年6月15日（25歳）  | 西ジャワ州バンドン                             | 7期    | 2019年08月05日 | 元チームKIII（ヨナ・グラシア）                                                                                             | 15位             | 15位             |
| Indah Cahya         | インダー・チャヤ           | インダー Indah       | 2001年3月20日（24歳）  | ジャンビ州ジャンビ                             | 9期    | 2021年03月15日 | | -                | -                |
| Indira Seruni       | インディラ・セルニ         | インディラ Indira    | 2004年4月26日（21歳）  | 西ジャワ州バンドン                             | 10期   | 2023年05月07日 | | -                | -                |
| Jessica Chandra     | ジェシカ・チャンドラ       | ジェシ Jessi         | 2005年9月23日（19歳）  | ジャカルタ                                     | 7期    | 2020年08月22日 | 元チームT（セリーヌ） | -                | -                |
| Jesslyn Elly        | ジェスリン・エリー         | リーン Lyn           | 2001年9月13日（23歳）  | ジャカルタ                                     | 10期   | 2023年05月07日 | | -                | -                |
| Kathrina Irene      | カトリナ・アイリン         | カトリナ Kathrina    | 2006年7月26日（19歳）  | 西ジャワ州ブカシ                               | 9期    | 2021年03月15日 | 姉はステファニー・プリシラ・インダルト・プトゥリ（元JKT48・3期生）                                                         | -                | -                |
| Lulu Salsabila      | ルル・サルサビラ           | ルル Lulu            | 2002年10月23日（22歳） | バンテン州セラン                               | 8期    | 2020年08月22日 | 元チームT（セリーヌ） | -                | -                |
| Marsha Lenathea     | マーシャ・レナテェア       | マーシャ Marsha      | 2006年1月9日（19歳）   | ジャカルタ                                     | 9期    | 2021年03月15日 | | -                | -                |
| Michelle Alexandra  | ミシェル・アレクサンドラ   | ミチー Michie        | 2006年8月26日（18歳）  | ジャカルタ                                     | 11期   | 2024年11月01日 | | -                | -                |
| Mutiara Azzahra     | ムティアラ・アザフラ       | ムテ Muthe           | 2004年7月12日（21歳）  | ジャカルタ                                     | 7期    | 2019年08月05日 | 元チームKIII（ヨナ・グラシア）                                                                                             | -                | -                |
| Raisha Syifa        | ライシャ・シファ           | ライシャ Raisha      | 2007年11月11日（17歳） | ジャカルタ                                     | 10期   | 2023年05月07日 | 姉はカリスタ・アリフィア（元JKT48・10期生）                                                                                | -                | 33               |
| Shania Gracia       | シャニア・グラシア         | グラシア Gracia      | 1999年8月31日（25歳）  | ジャカルタ                                     | 3期    | 2015年01月24日 | JKT48（5代目）キャプテン 元チームT（初代・仲川） 元チームKIII（フィニ・ヨナ・グラシア） 元チームKIII（グラシア）キャプテン | 04位             | 10位             |

### 研究生
| 名前                 | 日本語よみ                   | ニックネーム        | 生年月日               | 出身地                       | 加入期 | 備考 |
| -------------------- | ---------------------------- | ------------------- | ---------------------- | ---------------------------- | ------ | ---- |
| Abigail Rachel       | アビガイル・ラチェル         | アラリー Aralie     | 2008年8月6日（16歳）   | ジャカルタ                   | 12期   |      |
| Adeline Wijaya       | アデリヌ・ウィジャヤ         | デリンヌ Delynn     | 2007年9月1日（17歳）   | ジャカルタ                   | 12期   |      |
| Aurhel Alana         | アウレル・アラナ             | ラナ Lana           | 2006年9月14日（18歳）  | ジャカルタ                   | 12期   |      |
| Catherina Vallencia  | カトリーヌ・ヴァレンシア     | エリン Erine        | 2007年8月21日（17歳）  | 西ジャワ州ブカシ             | 12期   |      |
| Fritzy Rosmerian     | フリッツィー・ロスメリアン   | フリッツィー Fritzy | 2008年7月28日（17歳）  | ジャカルタ                   | 12期   |      |
| Hillary Abigail      | ヒラリー・アビガイル         | リリー Lily         | 2007年10月19日（17歳） | アメリカニューハンプシャー州 | 12期   |      |
| Jazzlyn Trisha       | ジャッズリン・トリシャ       | ミチー Trisha       | 2011年2月16日（14歳）  | ジャカルタ                   | 12期   |      |
| Michelle Levia       | ミシェル・レヴィア           | レヴィ Levi         | 2009年1月24日（16歳）  | バンテン州タンゲラン         | 12期   |      |
| Nayla Suji           | ナイラ・スジ                 | ナイラ Nayla        | 2007年6月18日（18歳）  | 熊本県                       | 12期   |      |
| Nina Tutachia        | ニナ・トゥータチア           | ナチア Nachia       | 2009年10月16日（15歳） | バリ州デンパサール           | 12期   |      |
| Oline Manuel         | オリヌ・マヌエル             | オリヌ Oline        | 2007年11月3日（17歳）  | ジャカルタ                   | 12期   |      |
| Regina Wilian        | レギナ・ウィリアン           | レギー Regie        | 2009年12月10日（15歳） | 中部ジャワ州スラカルタ       | 12期   |      |
| Ribka Budiman        | リブカ・ブディマン           | リブカ Ribka        | 2009年1月13日（16歳）  | 西ジャワ州バントン           | 12期   |      |
| Shabilqis Naila      | シャビルキス・ナイラ         | ナラ Nala           | 2008年9月1日（16歳）   | ジャカルタ                   | 12期   |      |
| Victoria Kimberly    | ヴィクトリア・キムベルリー   | キミー Kimmy        | 2010年3月8日（15歳）   | ジャカルタ                   | 12期   |      |
| Astrella Virgiananda | アストレラ・ヴィルジアナンダ | ヴィルジ Virgi      | 2010年8月6日（14歳）   |                              | 13期   |      |
| Aulia Riza           | アウリア・リザ               | Auwia アウウィア    | 2007年7月14日（18歳）  |                              | 13期   |      |
| Bong Aprilli         | ボン・アプリリ               | Rilly リリー        | 2010年4月1日（15歳）   |                              | 13期   |      |
| Hagia Sopia          | ハギア・ソピア               | Giaa ギアァ         | 2008年7月1日（17歳）   |                              | 13期   |      |
| Humaira Ramadhani    | フマイラ・ラマダニ           | Maira マイラ        | 2011年8月13日（13歳）  |                              | 13期   |      |
| Jacqueline Immanuela | ジャクリーン・インマヌエラ   | Ekin エキン         | 2009年7月9日（16歳）   |                              | 13期   |      |
| Jemima Evodie        | ジミマ・エヴォディ           | Jemima ジミマ       | 2009年11月9日（15歳）  |                              | 13期   |      |
| Mikaela Kusjanto     | ミカエラ・クシャント         | Mikaela ミカエラ    | 2007年12月15日（17歳） |                              | 13期   |      |
| Nur Intan            | ヌル・インタン               | Intan インタン      | 2006年2月24日（19歳）  |                              | 13期   |      |

### 元メンバー

#### 元正規メンバー
| 名前                                            | 日本語よみ                                                     | ニックネーム                       | 生年月日               | 出身地                               | 加入期 | 最終所属 | 最終在籍日     | 備考 | 総選挙 最高 順位 |
| ----------------------------------------------- | -------------------------------------------------------------- | ---------------------------------- | ---------------------- | ------------------------------------ | ------ | -------- | -------------- | --- | ---------------- |
| Alissa Galliamova                               | アリサ・ガリアモファ                                           | モファ Mova                        | 1993年8月28日（31歳）  | 西ジャワ州バンドン                   | 1期    | J        | 2013年1月21日  | 辞退 元チームJ（初代） | -                |
| Intar Putri Kariina                             | インタル・プトゥリ・カリーナ                                   | カリーン Kariin                    | 1997年10月23日（27歳） | 西ジャワ州バンドン                   | 2期    | KIII     | 2013年9月9日   | 辞退 元チームKIII（初代） | -                |
| Diasta Priswarini                               | ディアスタ・プリスワリニ                                       | ニャシュ Nyash                     | 1991年9月9日（33歳）   | 西ジャワ州バンドン                   | 1期    | J        | 2013年12月22日 | 当日卒業公演 元チームJ（初代） 少女コンプレックスの元メンバー（卒業後） MCIPホールディングス（吉本興業出資）所属 夫はお笑い芸人のアキラ・コンチネンタル・フィーバー | -                |
| Sonya Pandarmawan                               | ソニャ・パンダルマワン                                         | パンダ Panda                       | 1996年5月18日（29歳）  | ジャカルタ                           | 1期    | J        | 2013年12月22日 | 当日卒業公演 元チームJ（初代） 台湾名はPan Meijun（潘美君） | -                |
| Stella Cornelia                                 | ステラ・コルネリア                                             | ステラ Stella                      | 1994年11月3日（30歳）  | 中部ジャワ州スマラン                 | 1期    | J        | 2013年12月28日 | 当日卒業公演元チームJ（初代） 本名はステラ・コルネリア・ウィナルト 妹はソニア・ナタリア（元JKT48・1期生） | -                |
| Octi Sevpin                                     | オクティ・セフピン                                             | オクティ Octi                      | 1997年10月7日（27歳）  | ジャカルタ                           | 2期    | KIII     | 2014年1月23日  | 辞退 元チームKIII（初代） | -                |
| Cindy Gulla                                     | シンディ・グラ                                                 | シンディー Cindy                   | 1997年5月29日（28歳）  | ジャカルタ                           | 1期    | J        | 2014年2月16日  | 解雇 元チームJ（初代） 本名はシンディ・クリスティーナ・グラ | -                |
| 高城亜樹 (Aki Takajo)                           | たかじょう あき                                                | あきちゃ Akicha                    | 1991年10月3日（33歳）  | 東京都                               | -      | J        | 2014年4月24日  | 元チームJ（初代） 2013年4月28日から兼任解除までAKB48チームB（梅田）兼任 元AKB48チームA（初代・'10高橋） アイエス・フィールド所属 | -                |
| 野澤玲奈 (Rena Nozawa)                          | のざわ れな                                                    | レナチャン Rena-Chan               | 1998年5月6日（27歳）   | 東京都                               | 1期    | J        | 2014年4月24日  | AKB48へ移籍 元チームJ（初代） 2013年6月18日から兼任解除までAKB48チームK（大島）兼任 AKB48グループ初の在留邦人メンバー JKT48加入前は東京都・愛知県居住経験あり | -                |
| Rica Leyona                                     | リカ・レヨナ                                                   | リカ Rica                          | 1991年8月19日（33歳）  | 西ジャワ州ボゴール                   | 1期    | J        | 2014年12月7日  | 辞退 元チームJ（初代） | 7位              |
| Noella Sisterina                                | ノエラ・システリナ                                             | ノエラ Noella                      | 1997年11月16日（27歳） | 東ジャワ州スラバヤ                   | 2期    | KIII     | 2015年2月27日  | 辞退 元チームKIII（初代） | -                |
| Novinta Dhini                                   | ノフィンタ・ディニ                                             | ノビチャン/ノフィ Nobi-Chan / Novi | 1995年11月26日（29歳） | バリ州デンパサール                   | 2期    | KIII     | 2015年8月17日  | 辞退 元チームKIII（初代・キナル） | -                |
| Thalia                                          | タリア                                                         | タタ Tata                          | 1996年12月22日（28歳） | ジャカルタ                           | 2期    | KIII     | 2015年8月26日  | 辞退 元チームKIII（初代・キナル） | 13位             |
| Andela Yuwono                                   | アンデラ・ユウォノ                                             | アンデラ Andela                    | 1997年4月25日（28歳）  | 中部ジャワ州スマラン                 | 3期    | T        | 2015年9月4日   | 辞退 元チームT（初代・仲川） | 4位              |
| Nina Hamidah                                    | ニナ・ハミダ                                                   | ニナ Nina                          | 2000年3月2日（25歳）   | ジャカルタ                           | 3期    | T        | 2016年2月1日   | 辞退 元チームT（仲川） | -                |
| Delima Rizky                                    | ドゥリマ・リズキー                                             | ドゥリマ Delima                    | 1997年10月25日（27歳） | 西ジャワ州ボゴール                   | 1期    | J        | 2016年3月18日  | 解雇 元チームJ（初代・シャニア〈第1次〉） | -                |
| Elaine Hartanto                                 | イレィン・ハルタント                                           | イレィン Elaine                    | 1996年4月3日（29歳）   | ジャカルタ                           | 3期    | J        | 2016年4月3日   | 当日卒業公演 元チームT（初代） 元チームJ（シャニア〈第1次〉） | 17位             |
| Martha Graciela                                 | マルタ・グラシエラ                                             | グレース Grace                     | 1999年3月5日（26歳）   | リアウ州プカンバル                   | 3期    | T        | 2016年4月22日  | 当日卒業公演 元チームT（初代・仲川） 本名はグリモニア・マルタ・グラシエラ | -                |
| Sofia Meifaliani                                | ソフィア・メイファリアニ                                       | ソフィア Sofia                     | 1998年4月23日（27歳）  | 西ジャワ州ブカシ                     | 3期    | J        | 2016年4月27日  | 当日卒業公演 元チームJ（シャニア〈第1次〉） | -                |
| Chikita Ravenska Mamesah                        | チキタ・ラフェンスカ・マムサ                                   | チカ Chika                         | 1996年3月18日（29歳）  | ジャカルタ                           | 3期    | T        | 2016年5月29日  | 当日卒業公演 元チームT（初代・仲川） | -                |
| Rezky Wiranti Dhike                             | レズキー・ウィランティ・ディク                                 | ディク/イキー Dhike / Ikey         | 1995年11月22日（29歳） | ブンクル州ケパヒアン                 | 1期    | J        | 2016年9月13日  | 当日卒業公演 元チームJ（初代・シャニア〈第1次〉） | 30位             |
| Jennifer Hanna                                  | ジェニファー・ハンナ                                           | ハンナ Hanna                       | 1998年1月26日（27歳）  | 南カリマンタン州バンジャルマシン     | 2期    | KIII     | 2016年9月27日  | 当日卒業公演 元チームKIII（初代・キナル） | 15位             |
| Ghaida Farisya                                  | ガイダ・ファリシャ                                             | ガイダ Ghaida                      | 1995年5月29日（30歳）  | バンテン州パンデグラン               | 1期    | J        | 2016年11月20日 | 当日卒業公演 元チームJ（初代・シャニア〈第1次〉） AKB48グループ初の卒業撤回者 | 2位              |
| Sendy Ariani                                    | センディ・アリアニ                                             | センディ Sendy                     | 1993年8月12日（31歳）  | 西ジャワ州ボゴール                   | 1期    | J        | 2016年12月1日  | 解雇 元チームJ（初代・シャニア〈第1次〉） センディ・セニア名義で歌手活動経験あり | 15位             |
| 仲川遥香 (Haruka Nakagawa)                      | なかがわ はるか                                                | はるか Haruka                      | 1992年2月10日（33歳）  | 東京都                               | -      | J        | 2016年12月30日 | 当日卒業公演 元チームJ（初代・シャニア〈第2次〉） 元チームT（仲川） 元チームT（仲川）キャプテン 元AKB48チームB（初代） 元AKB48チームA（'10高橋） 電通インドネシア所属 | 2位              |
| Nadhifa Salsabila                               | ナディファ・サルサビラ                                         | ナツ Nadse                         | 1999年3月7日（26歳）   | 西スマトラ州パダン                   | 3期    | J        | 2017年2月16日  | 辞退 元チームT（初代・仲川） 元チームJ（シャニア〈第2次〉） | 32位             |
| Yansen Indiani                                  | ヤンセン・インディアニ                                         | チェセン Cesen                     | 1999年6月15日（26歳）  | ジャカルタ                           | 3期    | J        | 2017年3月2日   | 元チームT（仲川） 元チームJ（シャニア〈第2次〉） | -                |
| Jessica Vania                                   | ジェシカ・ファニア                                             | ジェジェ Jeje                      | 1996年1月22日（29歳）  | ジャカルタ                           | 1期    | J        | 2017年3月12日  | 当日卒業公演 元チームJ（初代・シャニア〈第1・2次〉） 本名はジェシカ・ファニア・ウィジャヤ | 16位             |
| Jessica Veranda                                 | ジェシカ・フェランダ                                           | フェ Ve                            | 1993年8月19日（31歳）  | ジャカルタ                           | 1期    | J        | 2017年5月25日  | 当日卒業公演 元チームJ（初代・シャニア〈第1・2次〉） 本名はジェシカ・フェランダ・タヌミハルジャ 電通インドネシア所属 | 1位              |
| Christi                                         | クリスティ                                                     | クリスティ Christi                 | 1999年11月14日（25歳） | ジャカルタ                           | 4期    | T        | 2017年10月21日 | 当日卒業公演 元チームT（メロディー） | -                |
| Nabilah Ratna Ayu Azalia                        | ナビラ・ラトナ・アユ・アザリア                                 | ナビラ/アユチン Nabilah / Ayu-chin | 1999年11月11日（25歳） | ジャカルタ                           | 1期    | J        | 2017年10月31日 | 辞退 元チームJ（初代・シャニア〈第1・2次〉） | 6位              |
| Regina Angelina                                 | レギナ・アンジェリナ                                           | ギナ Gina                          | 2001年5月9日（24歳）   | ジャカルタ                           | 5期    | T        | 2017年11月1日  | 解雇 元チームT（メロディー） | -                |
| Sri Lintang                                     | スリ・リンタン                                                 | リンタン Lintang                   | 2000年11月5日（24歳）  | ジャカルタ                           | 4期    | J        | 2017年12月7日  | 辞退 元チームT（メロディー） 元チームJ（シャニア〈第2次〉） | -                |
| Zahra Yuriva Dermawan                           | ザフラ・ユリヴァ・デルマワン                                   | ユリ Yuri                          | 2000年7月10日（25歳）  | 西ジャワ州バンドン                   | 4期    | J        | 2018年2月10日  | 辞退 元チームT（メロディー） 元チームJ（シャニア〈第2次〉） | -                |
| 近野莉菜 (Rina Chikano)                         | ちかの りな                                                    | チカチャン Chika-chan              | 1993年4月23日（32歳）  | 東京都                               | -      | KIII     | 2018年3月25日  | 3月17日卒業公演 元チームKIII（初代・キナル・フィニ・ヨナ） 元AKB48チームK（初代・大島） 元AKB48チームB（柏木） | 6位              |
| Fakhiryani Shafariyanti                         | ファヒルヤニ・シャファリヤンティ                               | シャファ Shafa                     | 1995年7月14日（30歳）  | 西ジャワ州デポック                   | 2期    | KIII     | 2018年3月25日  | 3月18日卒業公演 元チームKIII（初代・キナル・フィニ・ヨナ） | 28位             |
| Melody Nurramdhani Laksani                      | メロディー・ヌランダニ・ラクサニ                               | メロディ Melody                    | 1992年3月24日（33歳）  | 西ジャワ州バンドン                   | 1期    | J/T      | 2018年3月31日  | 当日卒業公演 JKT48劇場支配人（在籍時から現職） 元JKT48（初代）キャプテン 元チームJ（初代・シャニア〈第1・2次〉） 元チームT（メロディー）兼任 元チームT（メロディー）キャプテン 妹はフリスカ・アナスタシア・ラクサニ（元JKT48・1期生） 国立パジャジャラン大学で農業技術を学んだ 日本・ASEAN食料・農業友好親善大使 元おかやまフルーツ大使 | 1位              |
| Dena Siti Rohyati                               | デナ・シティ・ロヒャティ                                       | デナ Dena                          | 1997年3月15日（28歳）  | 西ジャワ州デポック                   | 2期    | 研       | 2018年4月5日   | 辞退 元チームJ（初代・シャニア〈第1・2次〉） 2017年12月1日降格 | 14位             |
| Elizabeth Gloria Setiawan                       | エリザベス・グロリア・セティアワン                             | オリ Ori                           | 2002年2月14日（23歳）  | バンテン州タンゲラン                 | 5期    | T        | 2018年4月13日  | 辞退 元チームT（メロディー・アヤナ） | -                |
| Amanda Dwi Arista                               | アマンダ・ドウィ・アリスタ                                     | マンダ Manda                       | 1997年3月24日（28歳）  | ジャカルタ                           | 3期    | クラスA  | 2018年5月23日  | 辞退 元チームT（初代・仲川） 元チームKIII（フィニ） 2017年12月1日研究生降格 2018年4月15日から辞退までJKT48アカデミークラスA所属 | -                |
| Citra Ayu Pranajaya Wibrado                     | チトラ・アユ・プラナジャヤ・ウィブラド                         | チトラ Citra                       | 1999年8月25日（25歳）  | ジャカルタ                           | 5期    | T        | 2018年5月23日  | 辞退、6月30日挨拶 元チームT（メロディー・アヤナ） | -                |
| Ruth Damayanti Sitanggang                       | ルート・ダマヤンティ・シタンガン                               | るっちゃん Ru-chan                 | 1998年11月12日（26歳） | バンテン州タンゲラン                 | 5期    | T        | 2018年5月23日  | 辞退、6月30日挨拶 元チームT（メロディー・アヤナ） | -                |
| Devi Kinal Putri                                | デフィ・キナル・プトゥリ                                       | キナル Kinal                       | 1996年1月2日（29歳）   | 西ジャワ州バンドン                   | 1期    | J        | 2018年6月30日  | 6月28日卒業公演 JKT48アカデミー校長 元チームJ（初代・シャニア〈第2次〉・シシル） 元チームKIII（キナル） 元チームJ（初代）キャプテン 元チームKIII（キナル）キャプテン | 5位              |
| Violeta Burhan                                  | フィオレタ・ブルハン                                           | フィオレット Violet                | 2002年1月4日（23歳）   | ジャカルタ                           | 5期    | T        | 2018年7月3日   | 辞退 元チームT（メロディー・アヤナ） | 19位             |
| Priscillia Sari Dewi                            | プリシリア・サリ・デウィ                                       | シシル Sisil                       | 1999年4月5日（26歳）   | 南スマトラ州パレンバン               | 2期    | クラスA  | 2018年7月31日  | 辞退 2018年6月7日降格 元チームKIII（初代・キナル） 元チームJ（シャニア〈第2次〉・シシル） 元チームJ（シシル）キャプテン | 7位              |
| Dwi Putri Bonita                                | ドゥイ・プトゥリ・ボニタ                                       | ウティ Uty                         | 1997年11月17日（27歳） | 南スマトラ州パレンバン               | 2期    | J        | 2018年9月30日  | 当日卒業公演 元チームKIII（初代・キナル） 元チームJ（シャニア〈第2次〉・シシル・ゲビー） | 15位             |
| 川本紗矢 (Saya Kawamoto)                        | かわもと さや                                                  | さやや Sayaya                      | 1998年8月31日（26歳）  | 北海道                               | -      | T        | 2018年10月19日 | 当日最終公演 元チームT（アヤナ） AKB48チーム4（村山）からの交換留学生 2018年9月15日短期留学開始 | -                |
| Lidya Maulida Djuhandar                         | リディア・マウリダ・ジュハンダル                               | リディア Lidya                     | 1996年8月17日（28歳）  | ジャカルタ                           | 2期    | KIII     | 2018年10月27日 | 当日卒業公演 元チームKIII（初代・キナル・フィニ・ヨナ） | 30位             |
| Made Devi Ranita Ningtara                       | マデ・デヴィ・ラニタ・ニンタラ                                 | デヴィ Devi                        | 2000年11月18日（24歳） | バリ州デンパサール                   | 4期    | T        | 2018年12月27日 | 当日卒業公演 元チームT（メロディー・アヤナ） 現KLP48 | 7位              |
| Riskha Fairunissa                               | リスカ・ファイルニッサ                                         | イカ Ikha                          | 1996年3月22日（29歳）  | ジャカルタ                           | 2期    | J        | 2018年12月29日 | 当日卒業公演 元チームKIII（初代・キナル） 元チームJ（シャニア〈第2次〉・シシル・ゲビー） | 11位             |
| Shinta Naomi                                    | シンタ・ナオミ                                                 | ナオミ Naomi                       | 1994年6月4日（31歳）   | ジャカルタ                           | 2期    | KIII     | 2018年12月29日 | 当日卒業公演 元チームKIII（初代・フィニ・ヨナ） 元チームJ（シャニア〈第1次〉） 元チームKIII（初代）キャプテン 妹はシンカ・ジュリアニ（元JKT48・2期生） | 23位             |
| Erika Ebisawa Kuswan                            | エリカ・エビサワ・クスワン                                     | エリカ Erika                       | 1999年10月15日（25歳） | 西ジャワ州ブカシ                     | 6期    | KIII     | 2019年2月9日   | 辞退 元チームKIII（ヨナ） | -                |
| Della Delila                                    | デラ・デリラ                                                   | デラ Della                         | 1998年11月15日（26歳） | 西ジャワ州ブカシ                     | 2期    | J        | 2019年3月31日  | 当日卒業公演 元チームKIII（初代・キナル） 元チームJ（シャニア〈第2次〉・シシル・ゲビー） | 27位             |
| Saktia Oktapyani                                | サクティア・オクタピアニ                                       | サクティア/フィア Saktia / Via     | 1995年10月1日（29歳）  | ジャカルタ                           | 2期    | J        | 2019年3月31日  | 当日卒業公演 元チームKIII（初代・キナル） 元チームJ（シャニア〈第2次〉・シシル・ゲビー） | 9位              |
| Ayu Safira Oktaviani                            | アユ・サフィラ・オクタフィアニ                                 | オクタ Okta                        | 1999年10月1日（25歳）  | ジャカルタ                           | 3期    | T        | 2019年4月23日  | 辞退 元チームT（初代・仲川・アヤナ） 元チームKIII（フィニ） 2017年12月1日研究生降格 | 6位              |
| Shania Junianatha                               | シャニア・ジュニアナタ                                         | サンジュ/シャニア Shan-ju / Shania | 1998年6月27日（27歳）  | 中部ジャワ州スラカルタ               | 1期    | J        | 2019年4月28日  | 当日卒業公演 元JKT48（2代目）キャプテン 元チームJ（初代・シャニア〈第1・2次〉・シシル・ゲビー） 元チームJ（シャニア〈第1・2次〉）キャプテン | 4位              |
| Natalia                                         | ナタリア                                                       | ナタリア/ナッ Natalia / Nat        | 1996年12月28日（28歳） | ジャカルタ                           | 2期    | KIII     | 2019年7月20日  | 6月30日卒業公演 元チームKIII（初代・キナル・フィニ・ヨナ） | 24位             |
| Cindy Yuvia                                     | シンディ・ユフィア                                             | シンフィア/ユピ Cinvia / Yupi      | 1998年1月14日（27歳）  | ジャカルタ                           | 2期    | J        | 2019年7月27日  | 当日卒業公演 元チームKIII（初代・キナル・フィニ・ヨナ） 元チームJ（ゲビー） | 1位              |
| Alicia Chanzia                                  | アリシア・チャンジア                                           | アチャ Acha                        | 1999年5月24日（26歳）  | 西ジャワ州バンドン                   | 2期    | KIII     | 2019年8月4日   | 当日卒業公演 元チームKIII（初代・キナル・フィニ・ヨナ） | 29位             |
| Stephanie Pricilla Indarto Putri                | ステファニー・プリシラ・インダルト・プトゥリ                   | ステフィ Stefi                     | 2000年11月19日（24歳） | ジャカルタ                           | 3期    | KIII     | 2019年9月28日  | 当日卒業公演 元チームT（仲川） 元チームKIII（フィニ・ヨナ） 元チームJ（シャニア〈第2次〉・シシル・ゲビー） 2019年4月12日アカデミー クラスA降格 元AKB48留学生 （2018年9月17日 - 10月15日） 妹はカトリナ・アイリン（JKT48・9期生） | 7位              |
| Sinka Juliani                                   | シンカ・ジュリアニ                                             | シンカ Sinka                       | 1996年7月4日（29歳）   | ジャカルタ                           | 2期    | J        | 2019年10月5日  | 9月29日卒業公演 元チームKIII（初代・キナル） 元チームJ（シャニア〈第2次〉・シシル・ゲビー） 姉はシンタ・ナオミ（元JKT48・2期生） | 3位              |
| Hasyakyla Utami Kusumawardhani                  | ハシャキラ・ウタミ・クスマワルダニ                             | キーラ Kyla                        | 2002年5月20日（23歳）  | 西ジャワ州バンドン                   | 5期    | T        | 2019年11月10日 | 当日卒業公演 元チームT（メロディー・アヤナ） 妹はアディスティ・ザラ（元JKT48・5期生） | -                |
| Adhisty Zara                                    | アディスティ・ザラ                                             | ザラ Zara                          | 2003年6月21日（22歳）  | 西ジャワ州バンドン                   | 5期    | T        | 2019年12月4日  | 当日卒業公演 元チームT（メロディー・アヤナ） 姉はハシャキラ・ウタミ・クスマワルダニ（元JKT48・5期生） | 23位             |
| Thalia Ivanka Elizabeth                         | タリア・イファンカ・エリサベス                                 | ファンカ Vanka                     | 1999年6月29日（26歳）  | ジャカルタ                           | 2期    | T        | 2019年12月6日  | 当日卒業公演 元チームJ（初代・シャニア〈第1・2次〉・シシル） 元チームT（アヤナ） 本名はタリア・イファンカ・エリサベス・フレデリック | 16位             |
| Sonia Natalia                                   | ソニア・ナタリア                                               | ソニア Sonia                       | 1997年12月17日（27歳） | 中部ジャワ州スマラン                 | 1期    | T        | 2019年12月7日  | 当日卒業公演 元チームJ（初代・シャニア〈第1次〉） 元チームKIII（フィニ・ヨナ） 元チームT（アヤナ） 元チームT（アヤナ）副キャプテン 姉はステラ・コルネリア（元JKT48・1期生） | 26位             |
| Ayana Shahab                                    | アヤナ・シャハブ                                               | アヤナ Ayana                       | 1997年6月3日（28歳）   | 大阪府                               | 1期    | T        | 2019年12月8日  | 当日卒業公演 元チームJ（初代・シャニア〈第1次） 元チームKIII（フィニ・ヨナ） 元チームT（アヤナ） 2018年4月1日から6月30日までチームKIII（ヨナ）・チームT（アヤナ）兼任 元チームT（アヤナ）キャプテン 日本人とアラブ系インドネシア人のハーフ 日本名：シャハブ彩菜                                                                         | 2位              |
| Syahfira Angela Nurhaliza                       | シャフィラ・アンジェラ・ヌルハリザ                             | エンジェル Angel                   | 2000年12月20日（24歳） | ジャカルタ                           | 3期    | T        | 2019年12月13日 | 当日卒業公演 元チームT（初代・仲川・アヤナ） 元チームJ（シャニア〈第2次〉・シシル） | 32位             |
| Viviyona Apriani                                | フィフィヨナ・アプリアニ                                       | ヨナ Yona                          | 1994年4月13日（31歳）  | 西ジャワ州ボゴール                   | 2期    | KIII     | 2019年12月15日 | 当日卒業公演 元チームKIII（初代・キナル・ヨナ） 元チームJ（シャニア〈第2次〉） 元チームKIII（ヨナ）キャプテン | 10位             |
| Jennifer Rachel Natasya                         | ジェニファー・ラヘル・ナタシャ                                 | ラヘル Rachel                      | 1999年4月10日（26歳）  | ジャカルタ                           | 2期    | KIII     | 2020年1月5日   | 当日卒業公演 元チームJ（初代・シャニア〈第1次〉） 元チームKIII（フィニ・ヨナ） | -                |
| Michelle Christo Kusnadi                        | ミシェル・クリスト・クスナディ                                 | ミシェル Michelle                  | 1999年10月28日（25歳） | ジャカルタ                           | 3期    | J        | 2020年1月18日  | 当日卒業公演 元チームT（初代・仲川） 元チームJ（シャニア〈第2次〉・シシル・ゲビー） | 12位             |
| Ratu Vienny Fitrilya                            | ラトゥ・フィエンニ・フィトゥリリア                             | フィニ Viny                        | 1996年2月23日（29歳）  | ジャカルタ                           | 2期    | KIII     | 2020年2月23日  | 当日卒業公演 元チームKIII（初代・キナル・フィニ・ヨナ） 元チームKIII（フィニ）キャプテン 2017年10月12日研究生降格 | 7位              |
| Puti Nadhira Azalia                             | プティ・ナディラ・アザリア                                     | プッチ Pucchi                      | 2000年6月7日（25歳）   | ジャカルタ                           | 5期    | KIII     | 2020年5月15日  | 当日オンライン卒業イベント 元チームT（メロディー・アヤナ） 元チームKIII（ヨナ） | 23位             |
| Melati Putri Rahel Sesilia                      | メラティ・プトゥリ・ラヘル・セシリア                           | メラティ Melati                    | 2000年1月1日（25歳）   | ジャカルタ                           | 4期    | J        | 2020年10月24日 | 当日卒業公演 元チームT（メロディー・アヤナ） 元チームJ（ゲビー・フリスカ） | 11位             |
| Nyimas Ratu Rafa                                | ニィマス・ラトゥ・ラファ                                       | ラトゥ Ratu                        | 2005年7月1日（20歳）   | バンテン州タンゲラン                 | 8期    | T        | 2020年11月9日  | 活動辞退 元チームT（セリーヌ） | -                |
| Gabryela Marcelina                              | ガブリェラ・マルセリナ                                         | アビー Aby                         | 2001年9月6日（23歳）   | 西ジャワ州ボゴール                   | 5期    | KIII     | 2020年11月16日 | 解雇 元チームT（アヤナ） 元チームKIII（ヨナ・グラシア） | 6位              |
| Ni Made Ayu Vania Aurellia                      | ニ・マデ・アユ・ファニア・アウレリア                           | オーレル Aurel                     | 1999年8月8日（25歳）   | ジャカルタ                           | 3期    | J        | 2020年12月13日 | 活動辞退 元チームT（初代・仲川） 元チームKIII（フィニ・ヨナ） 元チームJ（ゲビー・フリスカ） | 24位             |
| Maria Genoveva Natalia Desy Purnamasari Gunawan | マリア・ゲノフェフア・ナタリア・デシー・プルナマサリ・グナワン | デシー Desy                        | 1996年12月25日（28歳） | ジョグジャカルタ                     | 3期    | KIII     | 2020年12月26日 | 当日卒業公演 元チームT（初代・仲川）元チームKIII（フィニ・ヨナ・グラシア） | 17位             |
| Nadila Cindi Wantari                            | ナディラ・シンディ・ワンタリ                                   | ナディラ Nadila                    | 1998年9月23日（26歳）  | 西ジャワ州ボゴール                   | 2期    | J        | 2021年2月7日   | 元チームKIII（初代・キナル・フィニ・ヨナ） 元チームJ（ゲビー・フリスカ） | 05位             |
| Rona Anggreani                                  | ロナ・アングレアニ                                             | ロナ/アィェン Rona / Ayen          | 1995年3月19日（30歳）  | 東ジャワ州パスルアン                 | 2期    | J        | 2021年2月13日  | 元チームKIII（初代・キナル・フィニ・ヨナ） 元チームJ（ゲビー・フリスカ） | 11位             |
| Frieska Anastasia Laksani                       | フリスカ・アナスタシア・ラクサニ                               | フリスカ Frieska                   | 1996年3月4日（29歳）   | 西ジャワ州バンドン                   | 1期    | J        | 2021年2月20日  | 元チームJ（初代・シャニア〈第1次〉・ゲビー・フリスカ） 元チームKIII（フィニ・ヨナ） 元チームJ（フリスカ）キャプテン 姉はメロディー・ヌランダニ・ラクサニ（元JKT48・1期生、JKT48劇場支配人） | 12位             |
| Beby Chaesara Anadila                           | ベビー・チャエサラ・アナディラ                                 | ベビー Beby                        | 1998年3月18日（27歳）  | 西ジャワ州バンドン                   | 1期    | KIII     | 2021年2月21日  | 元JKT48（3代目）キャプテン 元チームJ（初代・シャニア〈第1次〉） 元チームKIII（フィニ・ヨナ・グラシア） | 05位             |
| Aurel Mayori                                    | アウレル・マヨリ                                               | ヨリ Yori                          | 2006年5月14日（19歳）  | バンテン州タンゲラン                 | 7期    | T        | 2021年3月12日  | 元チームJ（ゲビー・フリスカ） 元チームT（セリーヌ） | 31位             |
| Umega Maulana                                   | ウメガ・マウラナ                                               | ウメ Ume                           | 2004年3月27日（21歳）  | ジャカルタ                           | 8期    | T        | 2021年3月12日  | 元チームT（セリーヌ） | -                |
| Viona Fadrin                                    | ヴィオナ・ファドリン                                           | フィフィ Vivi                      | 2000年11月8日（24歳）  | ジャカルタ                           | 7期    | T        | 2021年3月12日  | 元チームT（セリーヌ） | 16位             |
| Anastasya Narwastu Tety Handuran                | アナスタシャ・ナルワストゥ・テティ                             | タシャ Tasya                       | 2000年6月16日（25歳）  | ジャカルタ                           | 6期    | KIII     | 2021年3月13日  | 元チームKIII（ヨナ・グラシア） | -                |
| Fidly Immanda Azzahra                           | フィドリ・インマンダ・アッザフラ                               | フィア Fia                         | 2001年3月19日（24歳）  | 西ジャワ州カラワン                   | 4期    | KIII     | 2021年3月13日  | 元チームT（メロディー・アヤナ） 元チームKIII（ヨナ・グラシア） | 24位             |
| Kandiya Rafa Maulidita                          | カンディヤ・ラファ・マウリディタ                               | インディ Indy                      | 2003年5月14日（22歳）  | ジャカルタ                           | 6期    | KIII     | 2021年3月13日  | 元チームKIII（ヨナ・グラシア） | -                |
| Nurhayati                                       | ヌルハヤティ                                                   | アヤ Aya                           | 1997年10月18日（27歳） | 南スマトラ州パレンバン               | 5期    | KIII     | 2021年3月13日  | 元チームT（メロディー） 元チームJ（シャニア〈第2次〉・シシル・ゲビー） 元チームKIII（ヨナ・グラシア） | 04位             |
| Rinanda Syahputri                               | リナンダ・シャープトゥリ                                       | ナンダ Nanda                       | 2003年9月13日（21歳）  | ジャカルタ                           | 6期    | KIII     | 2021年3月13日  | 元チームT（アヤナ） 元チームKIII（ヨナ・グラシア） | 32位             |
| Adriani Elisabeth                               | アドリアニ・エリサベス                                         | リサ Lisa                          | 2000年5月10日（25歳）  | ジャカルタ                           | 4期    | J        | 2021年3月14日  | 元チームT（メロディー・アヤナ） 元チームJ（ゲビー・フリスカ） | -                |
| Amanina Afiqah                                  | アマニナ・アフィカ                                             | アフィカ Afiqah                    | 2006年1月6日（19歳）   | ジャカルタ                           | 8期    | J        | 2021年3月14日  | 元チームJ（フリスカ） | -                |
| Diani Amalia Ramadhani                          | ディアニ・アマリア・ラマダニ                                   | ディアニ Diani                     | 1999年1月5日（26歳）   | 中部ジャワ州ペカロンガン             | 5期    | J        | 2021年3月14日  | 元チームJ（ゲビー・フリスカ） | 14位             |
| Gabriel Angelina                                | ガブリエル・エンジェリナ                                       | ブリエル Brielle                   | 2004年7月17日（21歳）  | リアウ諸島州バタム                   | 7期    | J        | 2021年3月14日  | 元チームT（アヤナ） 元チームJ（ゲビー・フリスカ） | -                |
| Nabila Fitriana                                 | ナビラ・フィトリアナ                                           | ララ Lala                          | 2000年12月29日（24歳） | ランプン州バンダールランプン         | 7期    | J        | 2021年3月14日  | 元チームT（アヤナ） 元チームJ（ゲビー・フリスカ） | 25位             |
| Riska Amelia Putri                              | リスカ・アメリア・プトゥリ                                     | アメル Amel                        | 2000年3月18日（25歳）  | 中部ジャワ州バニュマス               | 6期    | J        | 2021年3月14日  | 元チームJ（ゲビー・フリスカ） | 03位             |
| Sania Julia Montolalu                           | サニア・ジュリア・モントラル                                   | ジュリー Julie                     | 2001年7月18日（24歳）  | ジャカルタ                           | 5期    | J        | 2021年3月14日  | 元チームJ（ゲビー・フリスカ） | 19位             |
| Zahra Nur                                       | ザラ・ヌル                                                     | アラ Ara                           | 2003年8月5日（21歳）   | 西ジャワ州プルワカルタ               | 8期    | -        | 2021年8月25日  | 解雇 元チームKIII（グラシア） | -                |
| Amirah Fatin                                    | アミラ・ファティン                                             | ミラ Mira                          | 2000年10月12日（24歳） | バリ州デンパサール                   | 8期    | -        | 2021年11月27日 | 元チームT（セリーヌ） | -                |
| Ariella Calista Ichwan                          | アリエラ・カリスタ・イヒワン                                   | アリエル Ariel                     | 2000年5月12日（25歳）  | ジャカルタ                           | 6期    | -        | 2022年02月12日 | 元チームJ（ゲビー・フリスカ） 妹はイヴ・アントワネット・イヒワン（元JKT48・5期生） | 29位             |
| Eve Antoinette Ichwan                           | イヴ・アントワネット・イヒワン                                 | イヴ Eve                           | 2003年10月17日（21歳） | ジャカルタ                           | 5期    | -        | 2022年02月12日 | 元チームT（メロディー・アヤナ） 元チームJ（ゲビー・フリスカ） 2018年11月7日アカデミークラスA降格 姉はアリエラ・カリスタ・イヒワン（元JKT48・6期生） | 19位             |
| Aninditha Rahma Cahyadi                         | アニンディタ・ラーマ・チャヒャディ                             | アニン Anin                        | 1999年1月5日（26歳）   | 南スマトラ州パレンバン               | 3期    | -        | 2022年5月29日  | 元チームT（初代・仲川・アヤナ・セリーヌ） 元チームKIII（フィニ・ヨナ・グラシア） 元チームJ（ゲビー・フリスカ） | 10位             |
| Cindy Hapsari Maharani Pujiantoro Putri         | シンディ・ハプサリ・マハラニ・プジアントロ・プトゥリ           | シンディ Cindy                     | 1998年9月13日（26歳）  | 中部ジャワ州プルウォケルト           | 4期    | -        | 2022年7月17日  | 元チームT（メロディー） 元チームJ（シャニア〈第2次〉・シシル・ゲビー・フリスカ） | 07位             |
| Tan Zhi Hui Celine                              | タン・ジー・フイ・セリーヌ                                     | セリーヌ Celine                    | 2001年8月21日（23歳）  | マレーシアジョホール州ジョホールバル | 4期    | -        | 2022年8月14日  | 元チームT（メロディー・アヤナ・セリーヌ） 元チームJ（ゲビー・フリスカ） 元チームT（セリーヌ）キャプテン 中国語名：陈紫薇（チェン・ズーウェイ） | 09位             |
| Gabriela Margareth Warouw                       | ガブリエラ・マルガレット・ワラオー                             | ゲビー Gaby                        | 1998年4月11日（27歳）  | ジャカルタ                           | 1期    | -        | 2022年8月15日  | 元JKT48（初代）副キャプテン 元チームJ（初代・シャニア・シシル・ゲビー・フリスカ） 元チームJ（ゲビー）キャプテン | 13位             |
| Dhea Angelia                                    | デア・エンジェリア                                             | デイ Dey                           | 2001年8月18日（23歳）  | ジャカルタ                           | 7期    | -        | 2023年2月23日  | 元チームT（セリーヌ） | 26位             |
| Jinan Safa Safira                               | ジナン・サファ・サフィラ                                       | ジナン Jinan                       | 1999年6月8日（26歳）   | ジャカルタ                           | 4期    | -        | 2023年3月18日  | 元JKT48（2代目）副キャプテン 元チームT（メロディー・アヤナ） 元チームKIII（ヨナ・グラシア） | 12位             |
| Jesslyn Callista                                | ジェスリン・カリスタ                                           | ジェスリン Jesslyn                 | 2000年4月20日（25歳）  | バンテン州南タンゲラン               | 7期    | -        | 2023年7月29日  | 元チームT（セリーヌ） | -                |
| Fransisca Saraswati Puspa Dewi                  | フランシスカ・サラスワティ・プスパ・デウィ                     | シスカ Sisca                       | 2000年2月24日（25歳）  | ジャカルタ                           | 3期    | -        | 2023年9月2日   | 元チームT（初代・仲川） 元チームKIII（フィニ・ヨナ） 元チームJ（ゲビー・フリスカ） | 30位             |
| Yessica Tamara                                  | イェシカ・タマラ                                               | チカ Chika                         | 2002年9月24日（22歳）  | ジャカルタ                           | 7期    | -        | 2024年1月20日  | 元チームKIII（ヨナ・グラシア） | 30位             |
| Adzana Shaliha                                  | アザナ・サリハ                                                 | アシェル Ashel                     | 2005年1月8日（20歳）   | ジャカルタ                           | 9期    | -        | 2024年2月11日  | | -                |
| Shani Indira Natio                              | シャニ・インディラ・ナティオ                                   | シャニ Shani                       | 1998年10月5日（26歳）  | 中部ジャワ州ケブメン                 | 3期    | -        | 2024年5月5日   | 元JKT48（4代目）キャプテン 元チームT（初代・仲川） 元チームKIII（フィニ・ヨナ・グラシア） | 01位             |
| Azizi Asadel                                    | アジジ・アサデル                                               | ジー Zee                           | 2004年5月16日（21歳）  | ジャカルタ                           | 7期    | -        | 2024年8月25日  | 元チームJ（ゲビー・フリスカ） | -                |
| Reva Fidela                                     | レファ・フィデラ                                               | アデル Adel                        | 2006年7月14日（19歳）  | ジャカルタ                           | 8期    | -        | 2024年10月12日 | 元チームT（セリーヌ） | -                |
| Calista Alifia                                  | カリスタ・アリフィア                                           | カリー Callie                      | 2005年8月8日（19歳）   | ジャカルタ                           | 10期   | -        | 2024年12月20日 | 妹はライシャ・シファ（JKT48・10期生） | -                |
| Flora Shafiq                                    | フロラ・シャフィック                                           | フロラ Flora                       | 2005年4月4日（20歳）   | バンテン州タンゲラン                 | 8期    | -        | 2025年3月5日   | 元チームT（セリーヌ） | -                |

#### 元研究生
| 名前                             | 日本語よみ                                   | ニックネーム       | 生年月日               | 出身地                           | 加入期 | 最終在籍日       | 備考                                       | 総選挙 最高 順位 |
| -------------------------------- | -------------------------------------------- | ------------------ | ---------------------- | -------------------------------- | ------ | ---------------- | ------------------------------------------ | ---------------- |
| Intania Pratama Ilham            | インタニア・プラタマ・イルハム               | インタニア Intania | 1991年7月19日（34歳）  |                                  | 1期    | 2012年2月13日    | 辞退                                       | -                |
| Siti Gayatri                     | シティ・ガヤトリ                             | ガヤ Gaya          | 1993年3月11日（32歳）  |                                  | 1期    | 2012年2月13日    | 辞退 本名はシティ・ガヤトリ・アブヒラマ    | -                |
| Allisa Astri                     | アリサ・アストリ                             | イチャ Icha        | 1990年6月13日（35歳）  |                                  | 1期    | 2012年5月10日    | 卒業                                       | -                |
| Fahira                           | ファヒラ                                     | フィラ Fira        | 1998年7月27日（27歳）  |                                  | 1期    | 2012年5月10日    | 卒業 本名はファヒラ・アルイドゥルス        | -                |
| Neneng Rosediana                 | ネネン・ロスディアナ                         | オチ Ochi          | 1999年1月24日（26歳）  | バンテン州レバック               | 1期    | 2012年11月25日   | 辞退                                       | -                |
| Cleopatra                        | クレオパトラ                                 | クレオ Cleo        | 1993年12月20日（31歳） | ジャカルタ                       | 1期    | 2012年12月10日   | 辞退 本名はクレオパトラ・ジャプリ          | -                |
| Althea Callista                  | アルテア・カリスタ                           | アルテア Althea    | 1997年7月11日（28歳）  |                                  | 2期    | 2013年1月10日    | [ 131 ]                                    | -                |
| Nurhalima Oktavianti             | ヌリハリマ・オクタフィアンティ               | イモイ Imoy        | 1996年10月18日（28歳） |                                  | 2期    | 2013年1月10日    | [ 131 ]                                    | -                |
| Olivia Robberecht                | オリフィア・ロッブレック                     | オリーブ Olive     | 1997年5月21日（28歳）  | オランダ                         | 2期    | 2013年4月12日    | 本名はオリフィア・シャフィラ・ロッブレック | -                |
| Annisa Athia                     | アニサ・アティア                             | ニーチャン Ni-Chan | 1997年10月8日（27歳）  |                                  | 2期    | 2013年9月9日     | [ 49 ]                                     | -                |
| Dellia Erdita                    | デリア・エルディタ                           | デリ Delli         | 1996年12月19日（28歳） | バンテン州                       | 2期    | 2013年11月30日   | [ 133 ]                                    | -                |
| Nadhifa Karimah                  | ナディファ・カリマ                           | ディファ Dhifa     | 1995年11月24日（29歳） |                                  | 2期    | 2013年11月30日   | [ 133 ]                                    | -                |
| Pipit Ananda                     | ピピト・アナンダ                             | ピピ Pipit         | 1998年2月6日（27歳）   |                                  | 3期    | 2014年3月24日    | [ 134 ]                                    | -                |
| Shaffa Nabila                    | シャッファ・ナビラ                           | アファ Afa         | 1998年3月6日（27歳）   |                                  | 3期    | 2014年8月11日    | [ 135 ]                                    | -                |
| Kezia Putri Andinta              | ケジア・プトゥリ・アンディンタ               | ケイ Kei           | 2001年1月28日（24歳）  | ジャカルタ                       | 3期    | 2014年11月22日   | [ 136 ]                                    | -                |
| Milenia Christien Glory Goenawan | ミレニア・クリスティエン・グロリ・ゴエナワン | ミレン Milen       | 2000年3月12日（25歳）  | 西カリマンタン州ポンティアナック | 3期    | 2014年11月22日   | [ 136 ]                                    | -                |
| Zebi Magnolia Fawwaz             | ゼビ・マグノリア・ファワズ                   | ゼビ Zebi          | 2000年11月10日（24歳） | ジャカルタ                       | 3期    | 2014年12月26日   | [ 137 ]                                    | -                |
| Anggie Putri Kurniasari          | アンジー・プトゥリ・クルニアサリ             | アンジー Anggie    | 1996年3月13日（29歳）  | 東ジャワ州スラバヤ               | 3期    | 2015年3月23日    | [ 138 ]                                    | -                |
| Rizka Khalila                    | リズカ・カリラ                               | ユッカ Yukka       | 1999年2月19日（26歳）  | 西ジャワ州ボゴール               | 3期    | 2015年3月23日    | [ 138 ]                                    | -                |
| Jessica Berliana Ekawardani      | ジェシカ・ベルリアナ・エカワルダニ           | ジェシカ Jessica   | 1999年7月4日（26歳）   | 西ジャワ州カラワン               | 4期    | 2015年10月31日付 | 研究生候補生                               | -                |
| Mega Suryani                     | メガ・スルヤニ                               | メガ Mega          | 2002年7月9日（23歳）   | 西ジャワ州バンドン               | 4期    | 2015年10月31日付 | 研究生候補生                               | -                |
| Alycia Ferryana                  | アリシア・フェリヤナ                         | チア Cia           | 1998年5月22日（27歳）  | ジャカルタ                       | 3期    | 2016年2月1日     | [ 61 ]                                     | -                |
| Farina Yogi Devani               | ファリナ・ヨギ・デファニ                     | ファリナ Farina    | 1999年5月11日（26歳）  | ジャカルタ                       | 3期    | 2016年2月1日     | [ 61 ]                                     | -                |
| Indah Permata Sari               | インダー・プルマタ・サリ                     | インダー Indah     | 1998年1月19日（27歳）  | 西ジャワ州ボゴール               | 3期    | 2016年2月1日     | [ 61 ]                                     | -                |
| Putri Farin Kartika              | プトゥリ・ファリン・カルティカ               | ファリン Farin     | 1996年9月5日（28歳）   | ジャカルタ                       | 3期    | 2016年2月1日     | [ 61 ]                                     | -                |
| Triarona Kusuma                  | トゥリアロナ・クスマ                         | ティヤ Tya         | 1996年12月6日（28歳）  | ジャカルタ                       | 3期    | 2016年2月1日     | [ 61 ]                                     | -                |
| Anggita Destiana Dewi            | アンギタ・デスティアナ・デウィ               | アンギ Anggi       | 2001年12月26日（23歳） | 西ジャワ州バンドン               | 5期    | 2016年6月27日    | 研究生候補生                               | -                |
| Helma Sonya                      | ヘルマ・ソニャ                               | ヘルマ Helma       | 1999年3月20日（26歳）  | 西ジャワ州ガルット               | 5期    | 2016年9月9日     | 研究生候補生                               | -                |
| Rissanda Putri Tuarissa          | リッサンダ・プトゥリ・トゥアリッサ           | サンダ Sanda       | 1999年8月4日（25歳）   | ジャカルタ                       | 5期    | 2016年9月9日     | 研究生候補生                               | -                |
| Chintya Hanindhitakirana Wirawan | チンティヤ・ハニンディタキラナ・ウィラワン   | チンティヤ Chintya | 1999年12月29日（25歳） | ジャカルタ                       | 5期    | 2017年2月16日    | [ 74 ]                                     | -                |
| Alia Giselle                     | アリア・ギセール                             | ギセール Giselle   | 2006年12月20日（18歳） | バンテン州タンゲラン             | 10期   | 2023年4月2日     | 辞退                                       | -                |
| Aulia Asyira                     | アウリア・アシラ                             | アウリア Aulia     | 2007年1月19日（18歳）  |                                  | 11期   | 2023年4月2日     | 辞退                                       | -                |
| Jeane Victoria                   | ジーン・ヴィクトリア                         | ジーン Jeane       | 2006年6月5日（19歳）   | ジャカルタ                       | 11期   | 2024年5月22日    | 辞退                                       | -                |
| Aisa Maharani                    | アイサ・マハラニ                             | シャサ Shasa       | 2006年1月31日（19歳）  | 北スマトラ州メダン               | 12期   | 2024年6月26日    | 辞退                                       | -                |
| Letycia Moreen                   | レチシア・モリーン                           | モリーン Moreen    | 2010年6月7日（15歳）   | ジャカルタ                       | 12期   | 2025年5月1日     | 辞退                                       | -                |

#### 元アカデミー生
JKT48アカデミーは、研究生システムの改革として設立された育成機関。2018年4月15日に研究生より移行。メンバーはアカデミー生と呼ばれる。元メンバーであるデフィ・キナル・プトゥリが校長を務める。
従前の研究生に相当する「Class A」と新人に相当する「Class B」とに学級を分け、「Class B」で基礎を学び一定のレベルに達した段階で「Class A」に進級する。入学から1年で正規メンバーに昇格できなかった場合は、その時点で在籍資格が消滅し退学になるとされていたが、2019年3月30日に在籍期限の撤廃が発表された。また正規メンバーも固定ではなく、握手会実施ごとに降格の可能性がある。
2021年3月15日付でグループ新体制開始のため、JKT48アカデミーが一時休校となっている。
講師（2021年3月14日時点）
- 校長：デフィ・キナル・プトゥリ
- アイドル学講師：メロディー・ヌランダニ・ラクサニ、ベビー・チャエサラ・アナディラ
- マナー講師：石鍋、プトリ
- ダンス講師：Iin、Donny、White、Onat
- フィジカルトレーナー：Togas、Andre
- ヴォーカル講師：Novinda
- メディア講師：Radit
- タレントマネジメント：Santi

元講師
- アイドル学講師：シャニア・ジュニアナタ

| 名前                      | 日本語よみ                           | ニックネーム        | 生年月日               | 出身地                           | 加入期 | 最終 クラス | 最終在籍日     | 備考     |
| ------------------------- | ------------------------------------ | ------------------- | ---------------------- | -------------------------------- | ------ | ----------- | -------------- | -------- |
| Jihan Miftahul Jannah     | ジハン・ミフタフル・ジャナー         | ジー Jee            | 2001年1月13日（24歳）  | ジャカルタ                       | 6期    | B           | 2018年4月21日  | [ 145 ]  |
| Denise Caroline           | デニス・カロリーン                   | デニス Denise       | 2001年12月23日（23歳） | ジャカルタ                       | 6期    | A           | 2018年8月21日  | [ 146 ]  |
| Kanya Caya                | カニャ・チャヤ                       |                     | 2004年11月22日（20歳） | ジョグジャカルタ                 | 7期    | B           | 2018年10月6日  | 入学辞退 |
| Putri Cahyaning Anggraini | プトゥリ・チャーヤニン・アングライニ | リリ Riri           | 2001年12月25日（23歳） | 東ジャワ州スラバヤ               | 6期    | A           | 2018年11月1日  | 退学     |
| Amanda Priscella          | アマンダ・プリセラ                   | エラ Ella           | 2003年8月20日（21歳）  |                                  | 6期    | A           | 2018年12月12日 | [ 149 ]  |
| Erika Sintia              | エリカ・シンティア                   | シンティア Sintia   | 2000年4月16日（25歳）  | ジャカルタ                       | 6期    | A           | 2019年1月24日  | [ 150 ]  |
| Calista Lea               | カリスタ・レア                       | レア Lea            | 2002年7月15日（23歳）  | 南カリマンタン州バンジャルマシン | 7期    | B           | 2019年1月24日  | [ 150 ]  |
| Graciella Ruth Wiranto    | グラシエラ・ルーツ・ウィラント       | シエル Ciel         | 2004年3月5日（21歳）   | 西ジャワ州ボゴール               | 6期    | A           | 2019年6月15日  | [ 151 ]  |
| Rifa Fatmasari            | リファ・ファトマサリ                 | リファ Rifa         | 2000年5月10日（25歳）  | 西ジャワ州デポック               | 7期    | A           | 2019年9月13日  | [ 152 ]  |
| Reva Adriana              | レファ・アンドリアナ                 | レファ Reva         | 2004年11月3日（20歳）  | ジャカルタ                       | 8期    | A           | 2019年12月30日 | [ 153 ]  |
| Iris Vevina Prasetio      | アリス・フェフィナ・プラセティオ     |                     | ????年??月??日         |                                  | 9期    | B           | 2019年12月30日 | [ 153 ]  |
| Pamela Krysanthe          | パメラ・クリサンテ                   | パメラ Pamela       | 2003年10月3日（21歳）  | ジャカルタ                       | 8期    | A           | 2020年2月7日   | [ 154 ]  |
| Olivia Payten             | オリフィア・ペイテン                 | オリフィア Olivia   | 2003年10月13日（21歳） | バンテン州タンゲラン             | 9期    | A           | 2020年2月17日  | [ 155 ]  |
| Tiara Sasi                | ティアラ・サシ                       | ティアラ Tiara      | 2001年3月29日（24歳）  | ジャカルタ                       | 9期    | A           | 2020年2月17日  | [ 155 ]  |
| Devytha Maharani          | デフィタ・マハラニ                   | デフィタ Devytha    | 2002年11月22日（22歳） | バリ州デンパサール               | 8期    | A           | 2020年3月30日  | [ 156 ]  |
| Eriena Kartika            | エリナ・カルティカ                   | エリチャン Erichan  | 2003年4月18日（22歳）  | ジャカルタ                       | 8期    | A           | 2020年5月16日  | [ 157 ]  |
| Aiko Harumi               | アイコ・ハルミ                       | アイコ Aiko         | 2002年3月23日（23歳）  | 西ジャワ州ブカシ                 | 7期    | A           | 2020年7月29日  | [ 158 ]  |
| Salma Annisa              | サルマ・アニッサ                     | アルマ Alma         | 2000年8月16日（24歳）  | ジャカルタ                       | 8期    | A           | 2020年9月1日   | [ 159 ]  |
| Shalza Grasita            | サールザ・グラシタ                   | サールザ Shalza     | 2004年10月7日（20歳）  | ジャカルタ                       | 6期    | A           | 2020年9月22日  | 解雇     |
| Caithlyn Gwyneth          | ケイトリン・グイネット               | ケイトリン Caithlyn | 2009年3月26日（16歳）  | 東ジャワ州スラバヤ               | 9期    | A           | 2021年3月11日  |          |
| Chalista Ellysia          | カリスタ・エリシア                   | カリスタ Chalista   | 2006年3月1日（19歳）   | 東ジャワ州シドアルジョ           | 9期    | A           | 2021年3月11日  |          |
| Christabel Jocelyn        | クリスタベル・ジョセリン             | アベル Abel         | 2007年8月17日（17歳）  | 東ジャワ州スラバヤ               | 9期    | A           | 2021年3月11日  |          |
| Cindy Nugroho             | シンディ・ヌグロホ                   | ヌヌ Nunu           | 2007年6月9日（18歳）   | ジャカルタ                       | 8期    | A           | 2021年3月11日  |          |
| Febi Komaril              | フェビ・コマリル                     | フェビ Febi         | 2000年2月3日（25歳）   | ジャカルタ                       | 7期    | A           | 2021年3月11日  |          |
| Febrina Diponegoro        | フェブリナ・ディポネゴロ             | ブリ Bri            | 2002年2月17日（23歳）  | 西ジャワ州ブカシ                 | 7期    | A           | 2021年3月11日  |          |
| Gabriella Stevany         | ガブリエラー・ステファニー           | ファニー Vany       | 2002年5月22日（23歳）  | ジャカルタ                       | 8期    | A           | 2021年3月11日  |          |
| Keisya Ramadhani          | ケイシャ・ラマダニ                   | ケイシャ Keisya     | 2004年11月10日（20歳） | ジャカルタ                       | 8期    | A           | 2021年3月11日  |          |
| Nabila Gusmarlia          | ナビラ・グスマリア                   | ナビラ Nabila       | 2005年6月22日（20歳）  | ジャカルタ                       | 9期    | A           | 2021年3月11日  |          |
| Putri Elzahra             | プトゥリ・エルザーラ                 | ザーラ Zahra        | 2006年5月19日（19歳）  | 西ジャワ州デポック               | 9期    | A           | 2021年3月11日  |          |
| Shinta Devi               | シンタ・デフィ                       | シンタ Shinta       | 2003年6月7日（22歳）   | バンテン州タンゲラン             | 9期    | A           | 2021年3月11日  |          |

## グループ編成

### 歴代キャプテン
JKT48キャプテン
1. メロディー・ヌランダニ・ラクサニ（2013年12月21日 - 2018年3月31日）
2. シャニア・ジュニアナタ（2018年4月1日 - 2019年4月28日）
3. ベビー・チャエサラ・アナディラ（2019年4月29日 - 2021年2月21日）
4. シャニ・インディラ・ナティオ（2021年12月18日 - 2024年5月5日）

JKT48副キャプテン
1. ガブリエラ・マルガレット・ワラオー（2019年12月22日 - 2021年3月14日）
2. ジナン・サファ・サフィラ（2021年12月18日 - 2023年3月18日）

チームJキャプテン
1. デフィ・キナル・プトゥリ（2012年12月23日 - 2015年7月31日）
2. シャニア・ジュニアナタ（2015年8月1日 - 2018年3月31日）
3. プリシリア・サリ・デウィ（2018年4月1日 - 2018年6月7日）
4. ガブリエラ・マルガレット・ワラオー（2018年7月1日 - 2020年6月5日）
5. フリスカ・アナスタシア・ラクサニ（2020年6月6日 - 2021年2月20日）

チームKIIIキャプテン
1. シンタ・ナオミ（2013年6月25日 - 2015年7月31日）
2. デフィ・キナル・プトゥリ（2015年8月1日 - 2016年11月30日）
3. ラトゥ・フィエンニ・フィトゥリリア（2016年12月1日 - 2017年10月11日）
4. フィフィヨナ・アプリアニ（2018年2月1日 - 2019年12月15日）
5. ラトゥ・フィエンニ・フィトゥリリア（2019年12月22日 - 2020年2月23日）
6. シャニア・グラシア（2020年6月6日 - 2021年3月13日）

チームTキャプテン
1. 仲川遥香（2015年8月1日 - 2016年11月30日）
2. メロディー・ヌランダニ・ラクサニ（2016年12月1日 - 2018年3月31日）
3. アヤナ・シャハブ（2018年4月1日 - 2019年12月8日）
4. タン・ジー・フイ・セリーヌ（2020年8月22日 - 2021年3月12日）

チームT副キャプテン
1. ソニア・ナタリア（2018年7月15日 - 2019年12月7日）

### メンバー構成推移
これまで12度のメンバーオーディションを実施し、AKB48からの移籍・留学を除く全てのメンバーがこれらのオーディションを経て加入している。
| 年月日   | 出来事 | 増減 | 合計 | 合計 | チーム別 | チーム別 | チーム別 | チーム別   | チーム別   | 加入期別人数変動                                                   |
| 年月日   | 出来事 | 増減 | 全   | 正   | J        | KIII     | T        | 研         | -          | 加入期別人数変動                                                   |
| 2011年   | 出来事 | 増減 | 全   | 正   | J        | KIII     | T        | 研         | -          | 加入期別人数変動                                                   |
| -------- | --- | ---- | ---- | ---- | -------- | -------- | -------- | ---------- | ---------- | ------------------------------------------------------------------ |
| 11月3日  | 1期生お披露目 | +28  | 28   |      |          |          |          | 28         |            | 1期生28人                                                          |
| 2012年   | 出来事 | 増減 | 全   | 正   | J        | KIII     | T        | 研         | -          | 加入期別人数変動                                                   |
| 2月13日  | 研究生 インタニア・プラタマ・イルハム、シティ・ガヤトリ 辞退 | -2   | 26   |      |          |          |          | 26         |            | 1期生28人→26人                                                     |
| 5月10日  | 研究生 アリサ・アストリ、ファヒラ 卒業 | -2   | 24   |      |          |          |          | 24         |            | 1期生26人→24人                                                     |
| 11月1日  | 高城亜樹、仲川遥香 AKB48より移籍 | +2   | 26   | 2    |          |          |          | 24         |            |                                                                    |
| 11月3日  | 2期生加入 | +31  | 57   | 2    |          |          |          | 55         |            | 2期生31人                                                          |
| 11月25日 | 研究生 ネネン・ロスディアナ 卒業 | -1   | 56   | 2    |          |          |          | 54         |            | 1期生24人→23人                                                     |
| 12月10日 | 研究生 クレオパトラ 辞退 | -1   | 55   | 2    |          |          |          | 53         |            | 1期生23人→22人                                                     |
| 12月23日 | チームJ結成 |      | 55   | 24   | 24       |          |          | 31         |            |                                                                    |
| 2013年   | 出来事 | 増減 | 全   | 正   | J        | KIII     | T        | 研         | -          | 加入期別人数変動                                                   |
| 1月10日  | 研究生 アルテア・カリスタ、ヌルハリマ・オクタフィアンティ 辞退 | -2   | 53   | 24   | 24       |          |          | 29         |            | 2期生31人→29人                                                     |
| 1月21日  | チームJ アリサ・ガリアモファ 辞退 | -1   | 52   | 23   | 23       |          |          | 29         |            | 1期生22人→21人                                                     |
| 4月12日  | 研究生 オリフィア・ロッブレック 辞退 | -1   | 51   | 23   | 23       |          |          | 28         |            | 2期生29人→28人                                                     |
| 6月25日  | チームKIII結成 |      | 51   | 41   | 23       | 18       |          | 10         |            |                                                                    |
| 9月9日   | チームKIII インタル・プトゥリ・カリーナ、研究生 アニサ・アティア 辞退 | -2   | 49   | 40   | 23       | 17       |          | 9          |            | 2期生28人→26人                                                     |
| 11月30日 | 研究生 デリア・エルディタ、ナディファ・カリマ 辞退 | -2   | 47   | 40   | 23       | 17       |          | 7          |            | 2期生26人→24人                                                     |
| 12月22日 | チームJ ディアスタ・プリスワリニ、ソニャ・パンダルマワン 卒業 | -2   | 45   | 38   | 21       | 17       |          | 7          |            | 1期生21人→19人                                                     |
| 12月28日 | チームJ ステラ・コルネリア 卒業 | -1   | 44   | 37   | 20       | 17       |          | 7          |            | 1期生19人→18人                                                     |
| 2014年   | 出来事 | 増減 | 全   | 正   | J        | KIII     | T        | 研         | -          | 加入期別人数変動                                                   |
| 1月23日  | チームKIII オクティ・セフピン 辞退 | -1   | 43   | 36   | 20       | 16       |          | 7          |            | 2期生24人→23人                                                     |
| 2月16日  | チームJ シンディ・グラ 解雇 | -1   | 42   | 35   | 19       | 16       |          | 7          |            | 1期生18人→17人                                                     |
| 2月23日  | 研究生 ジェニファー・ラヘル・ナタシャ、タリア・イファンカ・エリサベス チームJ昇格 |      | 42   | 37   | 21       | 16       |          | 5          |            |                                                                    |
| 3月15日  | 3期生加入 | +32  | 74   | 37   | 21       | 16       |          | 37         |            | 3期生32人                                                          |
| 3月24日  | 研究生 ピピト・アナンダ 辞退 | -1   | 73   | 37   | 21       | 16       |          | 36         |            | 3期生32人→31人                                                     |
| 4月24日  | チームJ 高城亜樹、野澤玲奈 兼任解除（ともにAKB48へ完全移籍） | -2   | 71   | 35   | 19       | 16       |          | 36         |            | 1期生17人→16人                                                     |
| 4月24日  | 近野莉菜 AKB48より移籍（チームは未定） | +1   | 72   | 36   | 19       | 16       |          | 36         |            |                                                                    |
| 5月18日  | 研究生 デナ・シティ・ロヒャティ チームJ昇格 研究生 サクティア・オクタピアニ、ノフィンタ・ディニ、ファヒルヤニ・シャファリヤンティ、プリシリア・サリ・デウィ チームKIII昇格 |      | 72   | 41   | 20       | 20       |          | 31         |            |                                                                    |
| 6月11日  | 近野莉菜 チームKIIIへの所属発表 |      | 72   | 41   | 20       | 21       |          | 31         |            |                                                                    |
| 8月11日  | 研究生 シャッファ・ナビラ 辞退 | -1   | 71   | 41   | 20       | 21       |          | 30         |            | 3期生31人→30人                                                     |
| 11月22日 | 研究生 ケジア・プトゥリ・アンディンタ、ミレニア・クリスティエン・グロリ・ゴエナワン 辞退 | -2   | 69   | 41   | 20       | 21       |          | 28         |            | 3期生30人→28人                                                     |
| 12月7日  | チームJ リカ・レヨナ 辞退 | -1   | 68   | 40   | 19       | 21       |          | 28         |            | 1期生16人→15人                                                     |
| 12月26日 | 研究生 ゼビ・マグノリア・ファワズ 辞退 | -1   | 67   | 40   | 19       | 21       |          | 27         |            | 3期生28人→27人                                                     |
| 2015年   | 出来事 | 増減 | 全   | 正   | J        | KIII     | T        | 研         | -          | 加入期別人数変動                                                   |
| 1月24日  | チームT結成 |      | 67   | 56   | 19       | 21       | 16       | 11         |            |                                                                    |
| 2月27日  | チームKIII ノエラ・システリナ 辞退 | -1   | 66   | 55   | 19       | 20       | 16       | 11         |            | 2期生23人→22人                                                     |
| 3月23日  | 研究生 アンジー・プトゥリ・クルニアサリ、リズカ・カリラ 辞退 | -2   | 64   | 55   | 19       | 20       | 16       | 9          |            | 3期生27人→25人                                                     |
| 5月27日  | 4期生加入 | +12  | 76   | 55   | 19       | 20       | 16       | 9 (12)     |            | 4期生12人                                                          |
| 8月1日   | チームJ デフィ・キナル・プトゥリ チームKIII異動 チームJ 仲川遥香 チームT異動 チームKIII シンタ・ナオミ、チームT イレィン・ハルタント チームJ異動 |      | 76   | 55   | 19       | 20       | 16       | 9 (12)     |            |                                                                    |
| 8月1日   | 研究生 ソフィア・メイファリアニ チームJ昇格 研究生 ステファニー・プリシラ・インダルト・プトゥリ、ニナ・ハミダ、ヤンセン・インディアニ チームT昇格 |      | 76   | 59   | 20       | 20       | 19       | 5 (12)     |            |                                                                    |
| 8月17日  | チームKIII ノフィンタ・ディニ 辞退 | -1   | 75   | 58   | 20       | 19       | 19       | 5 (12)     |            | 2期生22人→21人                                                     |
| 8月26日  | チームKIII タリア 辞退 | -1   | 74   | 57   | 20       | 18       | 19       | 5 (12)     |            | 2期生21人→20人                                                     |
| 9月4日   | チームT アンデラ・ユウォノ 辞退 | -1   | 73   | 56   | 20       | 18       | 18       | 5 (12)     |            | 3期生25人→24人                                                     |
| 10月31日 | 4期生が研究生候補生から研究生に昇格 研究生候補生 ジェシカ・ベルリアナ・エカワルダニ、メガ・スルヤニ 辞退 | -2   | 71   | 56   | 20       | 18       | 18       | 15         |            | 4期生12人→10人                                                     |
| 2016年   | 出来事 | 増減 | 全   | 正   | J        | KIII     | T        | 研         | -          | 加入期別人数変動                                                   |
| 2月1日   | チームT ニナ・ハミダ、研究生 アリシア・フェリヤナ、ファリナ・ヨギ・デファニ、インダー・プルマタ・サリ、プトゥリ・ファリン・カルティカ、トゥリアロナ・クスマ 辞退 | -6   | 65   | 55   | 20       | 18       | 17       | 10         |            | 3期生24人→18人                                                     |
| 3月18日  | チームJ ドゥリマ・リズキー 解雇 | -1   | 64   | 54   | 19       | 18       | 17       | 10         |            | 1期生15人→14人                                                     |
| 4月3日   | チームJ イレィン・ハルタント 卒業 | -1   | 63   | 53   | 18       | 18       | 17       | 10         |            | 3期生18人→17人                                                     |
| 4月22日  | チームT マルタ・グラシエラ 卒業 | -1   | 62   | 52   | 18       | 18       | 16       | 10         |            | 3期生17人→16人                                                     |
| 4月27日  | チームJ ソフィア・メイファリアニ 卒業 | -1   | 61   | 51   | 17       | 18       | 16       | 10         |            | 3期生16人→15人                                                     |
| 5月29日  | チームT チキタ・ラフェンスカ・マムサ 卒業 | -1   | 60   | 50   | 17       | 18       | 15       | 10         |            | 3期生15人→14人                                                     |
| 6月1日   | 5期生加入 | +17  | 77   | 50   | 17       | 18       | 15       | 10 (17)    |            | 5期生17人                                                          |
| 6月27日  | 研究生候補生 アンギタ・デスティアナ・デウィ 辞退 | -1   | 76   | 50   | 17       | 18       | 15       | 10 (16)    |            | 5期生17人→16人                                                     |
| 9月9日   | 研究生候補生 ヘルマ・ソニャ、リッサンダ・プトゥリ・トゥアリッサ 辞退 | -2   | 74   | 50   | 17       | 18       | 15       | 10 (14)    |            | 5期生16人→14人                                                     |
| 9月13日  | チームJ レズキー・ウィランティ・ディク 卒業 | -1   | 73   | 49   | 16       | 18       | 15       | 10 (14)    |            | 1期生14人→13人                                                     |
| 9月27日  | チームKIII ジェニファー・ハンナ 卒業 | -1   | 72   | 48   | 16       | 17       | 15       | 10 (14)    |            | 2期生20人→19人                                                     |
| 11月20日 | チームJ ガイダ・ファリシャ 卒業 | -1   | 71   | 47   | 15       | 17       | 15       | 10 (14)    |            | 1期生13人→12人                                                     |
| 12月1日  | 新体制に移行 チームJ メロディー・ヌランダニ・ラクサニ チームT兼任開始 4期生10名、5期生8名 チームT昇格 センディ・アリアニ 解雇 | -1   | 70   | 64   | 22       | 24       | 19       | 6          |            | 1期生12人→11人                                                     |
| 12月31日 | チームJ 仲川遥香 卒業 | -1   | 69   | 63   | 21       | 24       | 19       | 6          |            |                                                                    |
| 2017年   | 出来事 | 増減 | 全   | 正   | J        | KIII     | T        | 研         | -          | 加入期別人数変動                                                   |
| 2月16日  | チームJ ナディファ・サルサビラ、研究生 チンティヤ・ハニンディタキラナ・ウィラワン 辞退 | -2   | 67   | 62   | 20       | 24       | 19       | 5          |            | 3期生14人→13人 5期生14人→13人                                      |
| 3月2日   | チームJ ヤンセン・インディアニ 活動終了 | -1   | 66   | 61   | 19       | 24       | 19       | 5          |            | 3期生13人→12人                                                     |
| 3月4日   | チームT スリ・リンタン、ザフラ・ユリヴァ・デルマワン チームJ異動 研究生 チトラ・アユ・プラナジャヤ・ウィブラド チームT昇格 |      | 66   | 62   | 21       | 24       | 18       | 4          |            |                                                                    |
| 3月12日  | チームJ ジェシカ・ファニア 卒業 | -1   | 65   | 61   | 20       | 24       | 18       | 4          |            | 1期生11人→10人                                                     |
| 5月25日  | チームJ ジェシカ・フェランダ 卒業 | -1   | 64   | 60   | 19       | 24       | 18       | 4          |            | 1期生10人→9人                                                      |
| 10月12日 | チームKIII ラトゥ・フィエンニ・フィトゥリリア 研究生降格 |      | 64   | 59   | 19       | 23       | 18       | 5          |            |                                                                    |
| 10月21日 | チームT クリスティ 卒業 | -1   | 63   | 58   | 19       | 23       | 17       | 5          |            | 4期生10人→9人                                                      |
| 10月31日 | チームJ ナビラ・ラトナ・アユ・アザリア 辞退 | -1   | 62   | 57   | 18       | 23       | 17       | 5          |            | 1期生9人→8人                                                       |
| 11月1日  | チームT レギナ・アンジェリナ 解雇 | -1   | 61   | 56   | 18       | 23       | 16       | 5          |            | 5期生13人→12人                                                     |
| 12月1日  | チームJ デナ・シティ・ロヒャティ、チームKIII アマンダ・ドウィ・アリスタ、アユ・サフィラ・オクタフィアニ 研究生降格 |      | 61   | 53   | 17       | 21       | 16       | 8          |            |                                                                    |
| 12月7日  | チームJ スリ・リンタン 辞退 | -1   | 60   | 52   | 16       | 21       | 16       | 8          |            | 4期生9人→8人                                                       |
| 2018年   | 出来事 | 増減 | 全   | 正   | J        | KIII     | T        | 研         | -          | 加入期別人数変動                                                   |
| 2月1日   | チームJ フィフィヨナ・アプリアニ チームKIII異動 チームKIII ステファニー・プリシラ・インダルト・プトゥリ、チームT シンディ・ハプサリ・マハラニ・プジアントロ・プトゥリ、ヌルハヤティ チームJ異動 研究生 ハシャキラ・ウタミ・クスマワルダニ チームT昇格 |      | 60   | 53   | 18       | 21       | 15       | 7          |            |                                                                    |
| 2月10日  | チームJ ザフラ・ユリヴァ・デルマワン 辞退 | -1   | 59   | 52   | 17       | 21       | 15       | 7          |            | 4期生8人→7人                                                       |
| 2月24日  | 研究生 ラトゥ・フィエンニ・フィトゥリリア チームKIII再昇格 |      | 59   | 53   | 17       | 22       | 15       | 6          |            |                                                                    |
| 3月25日  | チームKIII 近野莉菜、ファヒルヤニ・シャファリヤンティ 卒業 | -2   | 57   | 51   | 17       | 20       | 15       | 6          |            | 2期生19人→18人                                                     |
| 3月31日  | チームJ・Tメロディー・ヌランダニ・ラクサニ 卒業 | -1   | 56   | 50   | 16       | 20       | 14       | 6          |            | 1期生8人→7人                                                       |
| 4月1日   | チームKIII アヤナ・シャハブ チームT兼任開始 |      | 56   | 50   | 16       | 20       | 15       | 6          |            |                                                                    |
| 4月5日   | 研究生 デナ・シティ・ロヒャティ 辞退 | -1   | 55   | 50   | 16       | 20       | 15       | 5          |            | 2期生18人→17人                                                     |
| 4月8日   | 6期生加入 | +14  | 69   | 50   | 16       | 20       | 15       | 5 (14)     |            | 6期生14人                                                          |
| 4月13日  | チームT エリザベス・グロリア・セティアワン 辞退 | -1   | 68   | 49   | 16       | 20       | 14       | 5 (14)     |            | 5期生12人→11人                                                     |
|          | 出来事 | 増減 | 全   | 正   | J        | KIII     | T        | アカデミー | アカデミー | 加入期別人数変動                                                   |
| A        | 出来事 | 増減 | 全   | 正   | J        | KIII     | T        | B          |            | 加入期別人数変動                                                   |
| 4月15日  | 旧研究生および6期生 JKT48アカデミー入学 |      | 68   | 49   | 16       | 20       | 14       | 5          | 14         |                                                                    |
| 4月21日  | アカデミー クラスB ジハン・ミフタフル・ジャナー 辞退 | -1   | 67   | 49   | 16       | 20       | 14       | 5          | 13         | 6期生14人→13人                                                     |
| 5月23日  | チームT チトラ・アユ・プラナジャヤ・ウィブラド、ルート・ダマヤンティ・シタンガン、アカデミー クラスA アマンダ・ドゥイ・アリスタ 辞退 | -3   | 64   | 47   | 16       | 20       | 12       | 4          | 13         | 3期生12人→11人 5期生11人→9人                                       |
| 6月7日   | チームJ プリシリア・サリ・デウィ アカデミー クラスA降格 |      | 64   | 46   | 15       | 20       | 12       | 5          | 13         |                                                                    |
| 6月10日  | アカデミー クラスB 12名 クラスA進級 |      | 64   | 46   | 15       | 20       | 12       | 17         | 1          |                                                                    |
| 6月30日  | チームJ デフィ・キナル・プトゥリ 卒業 | -1   | 63   | 45   | 14       | 20       | 12       | 17         | 1          | 1期生7人→6人                                                       |
| 7月1日   | チームJ シャフィラ・アンジェラ・ヌルハリザ、タリア・イファンカ・エリサベス チームT異動 チームKIII シンディ・ユフィア、フリスカ・アナスタシア・ラクサニ チームJ異動 チームKIII ソニア・ナタリア チームT異動 チームKIII・チームT兼任 アヤナ・シャハブ チームKIII兼任解除（チームT専任） アカデミー クラスA サニア・ジュリア・モントラル チームJ昇格 アカデミー クラスA アユ・サフィラ・オクタフィアニ チームT昇格                                                                      |      | 63   | 47   | 15       | 16       | 16       | 15         | 1          |                                                                    |
| 7月3日   | チームT フィオレタ・ブルハン 辞退 | -1   | 62   | 46   | 15       | 16       | 15       | 15         | 1          | 5期生9人→8人                                                       |
| 7月31日  | アカデミー クラスA プリシリア・サリ・デウィ 辞退 | -1   | 61   | 46   | 15       | 16       | 15       | 14         | 1          | 2期生17人→16人                                                     |
| 8月13日  | アカデミー クラスB ギタ・スカル・アンダリニ クラスA進級 |      | 61   | 46   | 15       | 16       | 15       | 15         | -          |                                                                    |
| 8月21日  | アカデミー クラスA デニス・カロリーン 辞退 | -1   | 60   | 46   | 15       | 16       | 15       | 14         | -          | 6期生13人→12人                                                     |
| 9月15日  | AKB48チーム4 川本紗矢 短期交換留学生として加入およびチームT配属 | +1   | 61   | 47   | 15       | 16       | 16       | 14         | -          |                                                                    |
| 9月29日  | 7期生 JKT48アカデミー入学 | +20  | 81   | 47   | 15       | 16       | 16       | 14         | 20         | 7期生20人                                                          |
| 9月30日  | チームJ ドゥイ・プトゥリ・ボニタ 卒業 | -1   | 80   | 46   | 14       | 16       | 16       | 14         | 20         | 2期生16人→15人                                                     |
| 10月1日  | アカデミー クラスA アリエラ・カリスタ・イヒワン、ディアニ・アマリア・ラマダニ チームJ昇格 アカデミー クラスA リナンダ・シャープトゥリ チームT昇格 |      | 80   | 49   | 16       | 16       | 17       | 11         | 20         |                                                                    |
| 10月6日  | アカデミー クラスB Kanya Caya JKT48アカデミー入学辞退 | -1   | 79   | 49   | 16       | 16       | 17       | 11         | 19         | 7期生20人→19人                                                     |
| 10月19日 | チームT 川本紗矢 留学終了 | -1   | 78   | 48   | 16       | 16       | 16       | 11         | 19         |                                                                    |
| 10月27日 | チームKIII リディア・マウリダ・ジュハンダル 卒業 | -1   | 77   | 47   | 16       | 15       | 16       | 11         | 19         | 2期生15人→14人                                                     |
| 10月28日 | アカデミー クラスA エリカ・エビサワ・クスワン チームKIII昇格 アカデミー クラスB 12名 クラスA進級 |      | 77   | 48   | 16       | 16       | 16       | 22         | 7          |                                                                    |
| 11月1日  | アカデミー クラスA プトゥリ・チャーヤニン・アングライニ 退学処分 | -1   | 76   | 48   | 16       | 16       | 16       | 21         | 7          | 6期生12人→11人                                                     |
| 11月7日  | チームT イヴ・アントワネット・イヒワン アカデミー クラスA降格 |      | 76   | 47   | 16       | 16       | 15       | 22         | 7          |                                                                    |
| 12月12日 | アカデミー クラスA アマンダ・プリセラ 辞退 | -1   | 75   | 47   | 16       | 16       | 15       | 21         | 7          | 6期生11人→10人                                                     |
| 12月18日 | アカデミー クラスB 5名 クラスA進級 |      | 75   | 47   | 16       | 16       | 15       | 26         | 2          |                                                                    |
| 12月27日 | アカデミー クラスA ガブリェラ・マルセリナ チームT昇格 チームT マデ・デヴィ・ラニタ・ニンタラ 卒業 | -1   | 74   | 47   | 16       | 16       | 15       | 25         | 2          | 4期生7人→6人                                                       |
| 12月29日 | チームJ リスカ・ファイルニッサ、チームKIII シンタ・ナオミ 卒業 アカデミー クラスA カンディヤ・ラファ・マウリディタ チームKIII昇格 | -2   | 72   | 46   | 15       | 16       | 15       | 24         | 2          | 2期生14人→12人                                                     |
| 2019年   | 出来事 | 増減 | 全   | 正   | J        | KIII     | T        | A          | B          | 加入期別人数変動                                                   |
| 1月24日  | アカデミー クラスA エリカ・シンティア、クラスB カリスタ・レア 辞退 | -2   | 70   | 46   | 15       | 16       | 15       | 23         | 1          | 6期生10人→9人 7期生19人→18人                                       |
| 1月26日  | アカデミー クラスB ジェシカ・チャンドラ クラスA進級 |      | 70   | 46   | 15       | 16       | 15       | 24         | -          |                                                                    |
| 2月9日   | チームKIII エリカ・エビサワ・クスワン 辞退 | -1   | 69   | 45   | 15       | 15       | 15       | 24         | -          | 6期生9人→8人                                                       |
| 3月31日  | チームJ デラ・デリラ、サクティア・オクタピアニ 卒業 | -2   | 67   | 43   | 13       | 15       | 15       | 24         | -          | 2期生12人→10人                                                     |
| 4月8日   | アカデミー クラスA イヴ・アントワネット・イヒワン、リスカ・アメリア・プトゥリ チームJ昇格 |      | 67   | 45   | 15       | 15       | 15       | 22         | -          |                                                                    |
| 4月12日  | チームJ ステファニー・プリシラ・インダルト・プトゥリ アカデミー クラスA降格 |      | 67   | 44   | 14       | 15       | 15       | 23         | -          |                                                                    |
| 4月23日  | チームT アユ・サフィラ・オクタフィアニ 辞退 | -1   | 66   | 43   | 14       | 15       | 14       | 23         | -          | 3期生11人→10人                                                     |
| 4月27日  | 8期生 JKT48アカデミー入学 | +18  | 84   | 43   | 14       | 15       | 14       | 23         | 18         | 8期生18人                                                          |
| 4月28日  | チームJ シャニア・ジュニアナタ 卒業 | -1   | 83   | 42   | 13       | 15       | 14       | 23         | 18         | 1期生6人→5人                                                       |
| 5月26日  | アカデミー クラスB 5名 クラスA進級 |      | 83   | 42   | 13       | 15       | 14       | 28         | 13         |                                                                    |
| 不明     | アカデミー クラスB 4名 クラスA進級 |      | 83   | 42   | 13       | 15       | 14       | 32         | 9          |                                                                    |
| 6月15日  | アカデミー クラスA グラシエラ・ルーツ・ウィラント 辞退 | -1   | 82   | 42   | 13       | 15       | 14       | 31         | 9          | 6期生8人→7人                                                       |
| 6月30日  | アカデミー クラスB 5名 クラスA進級 |      | 82   | 42   | 13       | 15       | 14       | 36         | 4          |                                                                    |
| 7月20日  | チームKIII ナタリア 卒業 | -1   | 81   | 41   | 13       | 14       | 14       | 36         | 4          | 2期生10人→9人                                                      |
| 7月21日  | チームJ ヌルハヤティ チームKIII異動 チームKIII フランシスカ・サラスワティ・プスパ・デウィ、ナディラ・シンディ・ワンタリ、ニ・マデ・アユ・ファニア・アウレリア、ロナ・アングレアニ チームJ異動 チームKIII アニンディタ・ラーマ・チャヒャディ チームT兼任開始 アカデミー クラスA アナスタシャ・ナルワストゥ・テティ、アンジェリナ・クリスティ、ギタ・スカル・アンダリニ、イェシカ・タマラ チームKIII昇格 アカデミー クラスA ガブリエル・エンジェリナ、ナビラ・フィトリアナ チームT昇格 |      | 81   | 47   | 16       | 15       | 17       | 30         | 4          |                                                                    |
| 7月27日  | チームJ シンディ・ユフィア 卒業 | -1   | 80   | 46   | 15       | 15       | 17       | 30         | 4          | 2期生9人→8人                                                       |
| 8月3日   | アカデミー クラスB 4名 クラスA進級 |      | 80   | 46   | 15       | 15       | 17       | 34         | -          |                                                                    |
| 8月4日   | チームKIII アリシア・チャンジア 卒業 | -1   | 79   | 45   | 15       | 14       | 17       | 34         | -          | 2期生8人→7人                                                       |
| 8月5日   | アカデミー クラスA ヘリスマ・プトリ、ムティアラ・アザフラ チームKIII昇格 |      | 79   | 47   | 15       | 16       | 17       | 32         | -          |                                                                    |
| 9月10日  | アカデミー クラスA ステファニー・プリシラ・インダルト・プトゥリ チームKIII昇格 |      | 79   | 48   | 15       | 17       | 17       | 31         | -          |                                                                    |
| 9月13日  | アカデミー クラスA リファ・ファトマサリ 辞退 | -1   | 78   | 48   | 15       | 17       | 17       | 30         | -          | 7期生18人→17人                                                     |
| 9月28日  | チームKIII ステファニー・プリシラ・インダルト・プトゥリ 卒業 | -1   | 77   | 47   | 15       | 16       | 17       | 30         | -          | 3期生10人→9人                                                      |
| 10月5日  | チームJ シンカ・ジュリアニ 卒業 | -1   | 76   | 46   | 14       | 16       | 17       | 30         | -          | 2期生7人→6人                                                       |
| 10月7日  | アカデミー クラスA アウレル・マヨリ、アジジ・アサデル チームJ昇格 |      | 76   | 48   | 16       | 16       | 17       | 28         | -          |                                                                    |
| 11月10日 | チームT ハシャキラ・ウタミ・クスマワルダニ 卒業 | -1   | 75   | 47   | 16       | 16       | 16       | 28         | -          | 5期生8人→7人                                                       |
| 12月1日  | 9期生 JKT48アカデミー入学 | +13  | 88   | 47   | 16       | 16       | 16       | 28         | 13         | 9期生13人                                                          |
| 12月4日  | チームT アディスティ・ザラ 卒業 | -1   | 87   | 46   | 16       | 16       | 15       | 28         | 13         | 5期生7人→6人                                                       |
| 12月6日  | チームT タリア・イファンカ・エリサベス 卒業 | -1   | 86   | 45   | 16       | 16       | 14       | 28         | 13         | 2期生6人→5人                                                       |
| 12月7日  | チームT ソニア・ナタリア 卒業 | -1   | 85   | 44   | 16       | 16       | 13       | 28         | 13         | 1期生5人→4人                                                       |
| 12月8日  | チームT アヤナ・シャハブ 卒業 | -1   | 84   | 43   | 16       | 16       | 12       | 28         | 13         | 1期生4人→3人                                                       |
| 12月13日 | チームT シャフィラ・アンジェラ・ヌルハリザ 卒業 | -1   | 83   | 42   | 16       | 16       | 11       | 28         | 13         | 3期生9人→8人                                                       |
| 12月15日 | チームKIII フィフィヨナ・アプリアニ 卒業 | -1   | 82   | 41   | 16       | 15       | 11       | 28         | 13         | 2期生5人→4人                                                       |
| 12月30日 | アカデミー クラスA レファ・アンドリアナ、クラスB アリス・フェフィナ・プラセティオ 辞退 | -2   | 80   | 41   | 16       | 15       | 11       | 27         | 12         | 8期生18人→17人 9期生13人→12人                                      |
| 12月31日 | チームT 一時的に解散 |      | 80   | 41   | 16       | 15       | 11       | 27         | 12         |                                                                    |
| 2020年   | 出来事 | 増減 | 全   | 正   | J        | KIII     | T        | A          | B          | 加入期別人数変動                                                   |
| 1月1日   | チームT アドリアニ・エリサベス、ガブリエル・エンジェリナ、メラティ・プトゥリ・ラヘル・セシリア、ナビラ・フィトリアナ、タン・ジー・フイ・セリーヌ チームJ異動 チームT フィドリ・インマンダ・アッザフラ、ガブリェラ・マルセリナ、ジナン・サファ・サフィラ、プティ・ナディラ・アザリア、リナンダ・シャープトゥリ チームKIII異動 チームKIII・チームT兼任 アニンディタ・ラーマ・チャヒャディ チームJへ兼任先変更                                                                          |      | 80   | 41   | 22       | 20       | -        | 27         | 12         |                                                                    |
| 1月5日   | チームKIII ジェニファー・ラヘル・ナタシャ 卒業 | -1   | 79   | 40   | 22       | 19       | -        | 27         | 12         | 2期生4人→3人                                                       |
| 1月18日  | チームJ ミシェル・クリスト・クスナディ 卒業 | -1   | 78   | 39   | 21       | 19       | -        | 27         | 12         | 3期生8人→7人                                                       |
| 1月25日  | アカデミー クラスB 12名 クラスA進級 |      | 78   | 39   | 21       | 19       | -        | 39         | -          |                                                                    |
| 2月7日   | アカデミー クラスA パメラ・クリサンテ 活動終了 | -1   | 77   | 39   | 21       | 19       | -        | 38         | -          | 8期生17人→16人                                                     |
| 2月17日  | アカデミー クラスA オリフィア・ペイテン、ティアラ・サシ 活動終了 | -2   | 75   | 39   | 21       | 19       | -        | 36         | -          | 9期生12人→10人                                                     |
| 2月23日  | チームKIII ラトゥ・フィエンニ・フィトゥリリア 卒業 | -1   | 74   | 38   | 21       | 18       | -        | 36         | -          | 2期生3人→2人                                                       |
| 3月30日  | アカデミー クラスA デフィタ・マハラニ 活動終了 | -1   | 73   | 38   | 21       | 18       | -        | 35         | -          | 8期生16人→15人                                                     |
| 5月15日  | チームKIII プティ・ナディラ・アザリア 活動終了 | -1   | 72   | 37   | 21       | 17       | -        | 35         | -          | 5期生6人→5人                                                       |
| 5月16日  | アカデミー クラスA エリナ・カルティカ 活動終了 | -1   | 71   | 37   | 21       | 17       | -        | 34         | -          | 8期生15人→14人                                                     |
| 7月29日  | アカデミー クラスA アイコ・ハルミ 活動終了 | -1   | 70   | 37   | 21       | 17       | -        | 33         | -          | 7期生17人→16人                                                     |
| 8月22日  | チームT再構成 チームJ アウレル・マヨリ、タン・ジー・フイ・セリーヌ チームT異動 チームKIII・チームJ アニンディタ・ラーマ・チャヒャディ チームT兼任開始 アカデミー クラスA アマニナ・アフィカ チームJ昇格 アカデミー クラスA ザラ・ヌル チームKIII昇格 |      | 70   | 53   | 20       | 18       | 17       | 17         | -          |                                                                    |
| 9月1日   | アカデミー クラスA サルマ・アニッサ 活動終了 | -1   | 69   | 53   | 20       | 18       | 17       | 16         | -          | 8期生14人→13人                                                     |
| 9月22日  | アカデミー クラスA サールザ・グラシタ 解雇 | -1   | 68   | 53   | 20       | 18       | 17       | 15         | -          | 6期生7人→6人                                                       |
| 10月24日 | チームJ メラティ・プトゥリ・ラヘル・セシリア 卒業 | -1   | 67   | 52   | 19       | 18       | 17       | 15         | -          | 4期生6人→5人                                                       |
| 11月9日  | チームT ニィマス・ラトゥ・ラファ活動辞退 | -1   | 66   | 51   | 19       | 18       | 16       | 15         | -          | 8期生13人→12人                                                     |
| 11月16日 | チームKIII ガブリェラ・マルセリナ解雇 | -1   | 65   | 50   | 19       | 17       | 16       | 15         | -          | 5期生5人→4人                                                       |
| 12月13日 | チームJ ニ・マデ・アユ・ファニア・アウレリア活動辞退 | -1   | 64   | 49   | 18       | 17       | 16       | 15         | -          | 3期生7人→6人                                                       |
| 12月26日 | チームKIII マリア・ゲノフェフア・ナタリア・デシー・プルナマサリ・グナワン卒業 | -1   | 63   | 48   | 18       | 16       | 16       | 15         | -          | 3期生6人→5人                                                       |
| 2021年   | 出来事 | 増減 | 全   | 正   | J        | KIII     | T        | A          | B          | 加入期別人数変動                                                   |
| 2月7日   | チームJ ナディラ・シンディ・ワンタリ卒業 | -1   | 62   | 47   | 17       | 16       | 16       | 15         | -          | 2期生2人→1人                                                       |
| 2月13日  | チームJ ロナ・アングレアニ卒業 | -1   | 61   | 46   | 16       | 16       | 16       | 15         | -          | 2期生1人→0人                                                       |
| 2月20日  | チームJ フリスカ・アナスタシア・ラクサニ卒業 | -1   | 60   | 45   | 15       | 16       | 16       | 15         | -          | 1期生3人→2人                                                       |
| 2月21日  | チームKIII ベビー・チャエサラ・アナディラ卒業 | -1   | 59   | 44   | 15       | 15       | 16       | 15         | -          | 1期生2人→1人                                                       |
| 3月11日  | アカデミー クラスA 11名卒業 | -11  | 48   | 44   | 15       | 15       | 16       | 4          | -          | 7期生16人→14人 8期生12人→9人 9期生10人→4人                         |
| 3月12日  | チームT 3名卒業 | -3   | 45   | 41   | 15       | 15       | 13       | 4          | -          | 7期生14人→12人 8期生9人→8人                                        |
| 3月13日  | チームKIII 5名卒業 | -5   | 40   | 36   | 15       | 10       | 13       | 4          | -          | 4期生5人→4人 5期生4人→3人 6期生6人→3人                             |
| 3月14日  | チームJ 7名卒業 | -7   | 33   | 29   | 8        | 10       | 13       | 4          | -          | 4期生4人→3人 5期生3人→1人 6期生3人→2人 7期生12人→10人 8期生8人→7人 |
|          | 出来事 | 増減 | 全   | 正   | J        | KIII     | T        | 研         | -          | 加入期別人数変動                                                   |
| 3月15日  | 新体制開始 チーム解散しJKT48アカデミーを休校 9期生 アザナ・サリハ、インダー・チャヤ、カトリナ・アイリン、マーシャ・レナテェア 正規メンバー昇格 |      | 33   | 33   | -        | -        | -        | -          |            |                                                                    |
| 8月25日  | ザラ・ヌル解雇 | -1   | 32   | 32   | -        | -        | -        | -          |            | 8期生7人→6人                                                       |
| 11月27日 | アミラ・ファティン 卒業 | -1   | 31   | 31   | -        | -        | -        | -          |            | 8期生6人→5人                                                       |
| 12月18日 | 10期生お披露目 | -1   | 39   | 31   | -        | -        | -        | 8          |            | 10期生8人                                                          |
| 2022年   | 出来事 | 増減 | 全   | 正   | J        | KIII     | T        | 研         | -          | 加入期別人数変動                                                   |
| 2月12日  | アリエラ・カリスタ・イヒワン、イヴ・アントワネット・イヒワン 卒業 | -2   | 37   | 29   | -        | -        | -        | 8          |            | 5期生1人→0人 6期生2人→1人                                          |
| 5月29日  | アニンディタ・ラーマ・チャヒャディ 卒業 | -1   | 36   | 28   | -        | -        | -        | 8          |            | 3期生5人→4人                                                       |
| 7月17日  | シンディ・ハプサリ・マハラニ・プジアントロ・プトゥリ 卒業 | -1   | 35   | 27   | -        | -        | -        | 8          |            | 4期生3人→2人                                                       |
| 8月13日  | タン・ジー・フイ・セリーヌ 卒業 | -1   | 34   | 26   | -        | -        | -        | 8          |            | 4期生2人→1人                                                       |
| 8月14日  | ガブリエラ・マルガレット・ワラオー 卒業 | -1   | 33   | 25   | -        | -        | -        | 8          |            | 1期生1人→0人                                                       |
| 10月31日 | 11期生お披露目 | +14  | 47   | 25   | -        | -        | -        | 22         |            | 11期生14人                                                         |
| 2023年   | 出来事 | 増減 | 全   | 正   | J        | KIII     | T        | 研         | -          | 加入期別人数変動                                                   |
| 2月23日  | デア・エンジェリア 卒業 | -1   | 46   | 24   | -        | -        | -        | 22         |            | 7期生10人→9人                                                      |
| 3月18日  | ジナン・サファ・サフィラ 卒業 | -1   | 45   | 23   | -        | -        | -        | 22         |            | 4期生1人→0人                                                       |
| 4月2日   | 研究生アリア・ギセール、アウリア・アシラ 辞退 | -2   | 43   | 23   | -        | -        | -        | 20         |            | 10期生8人→7人 11期生14人→13人                                      |
| 5月7日   | 10期生 アマンダ・スクマ、アウレリア、カリスタ・アリフィア、ガブリエラ・アビゲール、インディラ・セルニ、ジェスリン・エリー、ライシャ・シファ 正規メンバー昇格 |      | 43   | 30   | -        | -        | -        | 13         |            |                                                                    |
| 7月29日  | ジェスリン・カリスタ 卒業 | -1   | 42   | 29   | -        | -        | -        | 13         |            | 7期生9人→8人                                                       |
| 9月2日   | フランシスカ・サラスワティ・プスパ・デウィ 卒業 | -1   | 41   | 28   | -        | -        | -        | 13         |            | 3期生4人→3人                                                       |
| 11月18日 | 12期生お披露目 | +17  | 58   | 28   | -        | -        | -        | 30         |            | 12期生17人                                                         |
| 2024年   | 出来事 | 増減 | 全   | 正   | J        | KIII     | T        | 研         | -          | 加入期別人数変動                                                   |
| 1月20日  | イェシカ・タマラ 卒業 | -1   | 57   | 27   | -        | -        | -        | 30         |            | 7期生8人→7人                                                       |
| 2月1日   | 11期生 グレース・オクタヴィアニ、グリーセラー・アダリア 正規メンバー昇格 |      | 57   | 29   | -        | -        | -        | 28         |            |                                                                    |
| 2月11日  | アザナ・サリハ 卒業 | -1   | 56   | 28   | -        | -        | -        | 28         |            | 9期生4人→3人                                                       |
| 5月5日   | シャニ・インディラ・ナティオ 卒業 | -1   | 55   | 27   | -        | -        | -        | 28         |            | 3期生3人→2人                                                       |
| 5月22日  | 研究生 ジーン・ヴィクトリア 辞退 | -1   | 54   | 27   | -        | -        | -        | 27         |            | 11期生13人→12人                                                    |
| 6月26日  | 研究生 アイサ・マハラニ 辞退 | -1   | 53   | 27   | -        | -        | -        | 26         |            | 12期生17人→16人                                                    |
| 8月25日  | アジジ・アサデル 卒業 | -1   | 52   | 26   | -        | -        | -        | 26         |            | 7期生7人→6人                                                       |
| 10月12日 | レファ・フィデラ 卒業 | -1   | 51   | 25   | -        | -        | -        | 26         |            | 8期生5人→4人                                                       |
| 10月31日 | 13期生お披露目 | +9   | 60   | 25   | -        | -        | -        | 35         |            | 13期生9人                                                          |
| 11月1日  | 11期生 アリア・アマンダ、アニンディア・ラマダニ、キャスリーン・ニクシー、セリーヌ・テファニ、チェルシー・ダヴィナ、シンティア・ヤプテラ、デナ・ナタリア、デシー・ナタリア、ゲンディス・マイランニサ、ミシェル・アレクサンドラ 正規メンバー昇格 |      | 60   | 35   | -        | -        | -        | 25         |            |                                                                    |
| 12月20日 | カリスタ・アリフィア 卒業 | -1   | 59   | 34   | -        | -        | -        | 25         |            | 10期生7人→6人                                                      |
| 2025年   | 出来事 | 増減 | 全   | 正   | J        | KIII     | T        | 研         | -          | 加入期別人数変動                                                   |
| 3月5日   | フロラ・シャフィック 卒業 | -1   | 58   | 33   | -        | -        | -        | 25         |            | 8期生4人→3人                                                       |
| 5月1日   | 研究生 レチシア・モリーン 辞退 | -1   | 57   | 33   | -        | -        | -        | 24         |            | 12期生16人→15人                                                    |

### 正規メンバーへの昇格者
2018年2月までは研究生あるいは研究生候補生から、同年4月以降はJKT48アカデミー クラスAからの昇格となる。
2021年以降はチームは解体し、研究生は正規メンバーに昇格となる。
| 配属日   | 氏名                                                           | 加入期 | 昇格先 | 備考 |
| 2013年   | 氏名                                                           | 加入期 | 昇格先 | 備考 |
| -------- | -------------------------------------------------------------- | ------ | ------ | --- |
| 6月25日  | アリシア・チャンジア                                           | 2期    | KIII   | インタルは2013年9月9日、オクティは2014年1月23日、ノエラは2015年2月27日辞退。 2015年8月1日、シンタはチームJへ異動。 タリアは2015年8月26日辞退。 ジェニファーは2016年9月27日卒業。 2016年12月1日、シンカ、デラ、ドゥイ、フィフィヨナ、リスカはチームJへ、シンタはチームKIIIへそれぞれ異動。 ラトゥは2017年10月12日降格。 2018年2月1日、フィフィヨナはチームKIIIへ異動。 2018年7月1日、シンディ、ナディラはチームJへ異動。 ドゥイは2018年9月30日、リディアは2018年10月27日、シンタ、リスカは2018年12月29日、デラは2019年3月31日、ナタリアは2019年7月20日卒業。 2019年7月21日、ロナはチームJへ異動。 シンディは2019年7月27日、アリシアは2019年8月4日、シンカは2019年10月5日、フィフィヨナは2019年12月15日、ナディラは2021年2月7日、ロナは2021年2月13日卒業。 |
| 6月25日  | インタル・プトゥリ・カリーナ                                   | 2期    | KIII   | インタルは2013年9月9日、オクティは2014年1月23日、ノエラは2015年2月27日辞退。 2015年8月1日、シンタはチームJへ異動。 タリアは2015年8月26日辞退。 ジェニファーは2016年9月27日卒業。 2016年12月1日、シンカ、デラ、ドゥイ、フィフィヨナ、リスカはチームJへ、シンタはチームKIIIへそれぞれ異動。 ラトゥは2017年10月12日降格。 2018年2月1日、フィフィヨナはチームKIIIへ異動。 2018年7月1日、シンディ、ナディラはチームJへ異動。 ドゥイは2018年9月30日、リディアは2018年10月27日、シンタ、リスカは2018年12月29日、デラは2019年3月31日、ナタリアは2019年7月20日卒業。 2019年7月21日、ロナはチームJへ異動。 シンディは2019年7月27日、アリシアは2019年8月4日、シンカは2019年10月5日、フィフィヨナは2019年12月15日、ナディラは2021年2月7日、ロナは2021年2月13日卒業。 |
| 6月25日  | オクティ・セフピン                                             | 2期    | KIII   | インタルは2013年9月9日、オクティは2014年1月23日、ノエラは2015年2月27日辞退。 2015年8月1日、シンタはチームJへ異動。 タリアは2015年8月26日辞退。 ジェニファーは2016年9月27日卒業。 2016年12月1日、シンカ、デラ、ドゥイ、フィフィヨナ、リスカはチームJへ、シンタはチームKIIIへそれぞれ異動。 ラトゥは2017年10月12日降格。 2018年2月1日、フィフィヨナはチームKIIIへ異動。 2018年7月1日、シンディ、ナディラはチームJへ異動。 ドゥイは2018年9月30日、リディアは2018年10月27日、シンタ、リスカは2018年12月29日、デラは2019年3月31日、ナタリアは2019年7月20日卒業。 2019年7月21日、ロナはチームJへ異動。 シンディは2019年7月27日、アリシアは2019年8月4日、シンカは2019年10月5日、フィフィヨナは2019年12月15日、ナディラは2021年2月7日、ロナは2021年2月13日卒業。 |
| 6月25日  | ジェニファー・ハンナ                                           | 2期    | KIII   | インタルは2013年9月9日、オクティは2014年1月23日、ノエラは2015年2月27日辞退。 2015年8月1日、シンタはチームJへ異動。 タリアは2015年8月26日辞退。 ジェニファーは2016年9月27日卒業。 2016年12月1日、シンカ、デラ、ドゥイ、フィフィヨナ、リスカはチームJへ、シンタはチームKIIIへそれぞれ異動。 ラトゥは2017年10月12日降格。 2018年2月1日、フィフィヨナはチームKIIIへ異動。 2018年7月1日、シンディ、ナディラはチームJへ異動。 ドゥイは2018年9月30日、リディアは2018年10月27日、シンタ、リスカは2018年12月29日、デラは2019年3月31日、ナタリアは2019年7月20日卒業。 2019年7月21日、ロナはチームJへ異動。 シンディは2019年7月27日、アリシアは2019年8月4日、シンカは2019年10月5日、フィフィヨナは2019年12月15日、ナディラは2021年2月7日、ロナは2021年2月13日卒業。 |
| 6月25日  | シンカ・ジュリアニ                                             | 2期    | KIII   | インタルは2013年9月9日、オクティは2014年1月23日、ノエラは2015年2月27日辞退。 2015年8月1日、シンタはチームJへ異動。 タリアは2015年8月26日辞退。 ジェニファーは2016年9月27日卒業。 2016年12月1日、シンカ、デラ、ドゥイ、フィフィヨナ、リスカはチームJへ、シンタはチームKIIIへそれぞれ異動。 ラトゥは2017年10月12日降格。 2018年2月1日、フィフィヨナはチームKIIIへ異動。 2018年7月1日、シンディ、ナディラはチームJへ異動。 ドゥイは2018年9月30日、リディアは2018年10月27日、シンタ、リスカは2018年12月29日、デラは2019年3月31日、ナタリアは2019年7月20日卒業。 2019年7月21日、ロナはチームJへ異動。 シンディは2019年7月27日、アリシアは2019年8月4日、シンカは2019年10月5日、フィフィヨナは2019年12月15日、ナディラは2021年2月7日、ロナは2021年2月13日卒業。 |
| 6月25日  | シンタ・ナオミ                                                 | 2期    | KIII   | インタルは2013年9月9日、オクティは2014年1月23日、ノエラは2015年2月27日辞退。 2015年8月1日、シンタはチームJへ異動。 タリアは2015年8月26日辞退。 ジェニファーは2016年9月27日卒業。 2016年12月1日、シンカ、デラ、ドゥイ、フィフィヨナ、リスカはチームJへ、シンタはチームKIIIへそれぞれ異動。 ラトゥは2017年10月12日降格。 2018年2月1日、フィフィヨナはチームKIIIへ異動。 2018年7月1日、シンディ、ナディラはチームJへ異動。 ドゥイは2018年9月30日、リディアは2018年10月27日、シンタ、リスカは2018年12月29日、デラは2019年3月31日、ナタリアは2019年7月20日卒業。 2019年7月21日、ロナはチームJへ異動。 シンディは2019年7月27日、アリシアは2019年8月4日、シンカは2019年10月5日、フィフィヨナは2019年12月15日、ナディラは2021年2月7日、ロナは2021年2月13日卒業。 |
| 6月25日  | シンディ・ユフィア                                             | 2期    | KIII   | インタルは2013年9月9日、オクティは2014年1月23日、ノエラは2015年2月27日辞退。 2015年8月1日、シンタはチームJへ異動。 タリアは2015年8月26日辞退。 ジェニファーは2016年9月27日卒業。 2016年12月1日、シンカ、デラ、ドゥイ、フィフィヨナ、リスカはチームJへ、シンタはチームKIIIへそれぞれ異動。 ラトゥは2017年10月12日降格。 2018年2月1日、フィフィヨナはチームKIIIへ異動。 2018年7月1日、シンディ、ナディラはチームJへ異動。 ドゥイは2018年9月30日、リディアは2018年10月27日、シンタ、リスカは2018年12月29日、デラは2019年3月31日、ナタリアは2019年7月20日卒業。 2019年7月21日、ロナはチームJへ異動。 シンディは2019年7月27日、アリシアは2019年8月4日、シンカは2019年10月5日、フィフィヨナは2019年12月15日、ナディラは2021年2月7日、ロナは2021年2月13日卒業。 |
| 6月25日  | タリア                                                         | 2期    | KIII   | インタルは2013年9月9日、オクティは2014年1月23日、ノエラは2015年2月27日辞退。 2015年8月1日、シンタはチームJへ異動。 タリアは2015年8月26日辞退。 ジェニファーは2016年9月27日卒業。 2016年12月1日、シンカ、デラ、ドゥイ、フィフィヨナ、リスカはチームJへ、シンタはチームKIIIへそれぞれ異動。 ラトゥは2017年10月12日降格。 2018年2月1日、フィフィヨナはチームKIIIへ異動。 2018年7月1日、シンディ、ナディラはチームJへ異動。 ドゥイは2018年9月30日、リディアは2018年10月27日、シンタ、リスカは2018年12月29日、デラは2019年3月31日、ナタリアは2019年7月20日卒業。 2019年7月21日、ロナはチームJへ異動。 シンディは2019年7月27日、アリシアは2019年8月4日、シンカは2019年10月5日、フィフィヨナは2019年12月15日、ナディラは2021年2月7日、ロナは2021年2月13日卒業。 |
| 6月25日  | デラ・デリラ                                                   | 2期    | KIII   | インタルは2013年9月9日、オクティは2014年1月23日、ノエラは2015年2月27日辞退。 2015年8月1日、シンタはチームJへ異動。 タリアは2015年8月26日辞退。 ジェニファーは2016年9月27日卒業。 2016年12月1日、シンカ、デラ、ドゥイ、フィフィヨナ、リスカはチームJへ、シンタはチームKIIIへそれぞれ異動。 ラトゥは2017年10月12日降格。 2018年2月1日、フィフィヨナはチームKIIIへ異動。 2018年7月1日、シンディ、ナディラはチームJへ異動。 ドゥイは2018年9月30日、リディアは2018年10月27日、シンタ、リスカは2018年12月29日、デラは2019年3月31日、ナタリアは2019年7月20日卒業。 2019年7月21日、ロナはチームJへ異動。 シンディは2019年7月27日、アリシアは2019年8月4日、シンカは2019年10月5日、フィフィヨナは2019年12月15日、ナディラは2021年2月7日、ロナは2021年2月13日卒業。 |
| 6月25日  | ドゥイ・プトゥリ・ボニタ                                       | 2期    | KIII   | インタルは2013年9月9日、オクティは2014年1月23日、ノエラは2015年2月27日辞退。 2015年8月1日、シンタはチームJへ異動。 タリアは2015年8月26日辞退。 ジェニファーは2016年9月27日卒業。 2016年12月1日、シンカ、デラ、ドゥイ、フィフィヨナ、リスカはチームJへ、シンタはチームKIIIへそれぞれ異動。 ラトゥは2017年10月12日降格。 2018年2月1日、フィフィヨナはチームKIIIへ異動。 2018年7月1日、シンディ、ナディラはチームJへ異動。 ドゥイは2018年9月30日、リディアは2018年10月27日、シンタ、リスカは2018年12月29日、デラは2019年3月31日、ナタリアは2019年7月20日卒業。 2019年7月21日、ロナはチームJへ異動。 シンディは2019年7月27日、アリシアは2019年8月4日、シンカは2019年10月5日、フィフィヨナは2019年12月15日、ナディラは2021年2月7日、ロナは2021年2月13日卒業。 |
| 6月25日  | ナタリア                                                       | 2期    | KIII   | インタルは2013年9月9日、オクティは2014年1月23日、ノエラは2015年2月27日辞退。 2015年8月1日、シンタはチームJへ異動。 タリアは2015年8月26日辞退。 ジェニファーは2016年9月27日卒業。 2016年12月1日、シンカ、デラ、ドゥイ、フィフィヨナ、リスカはチームJへ、シンタはチームKIIIへそれぞれ異動。 ラトゥは2017年10月12日降格。 2018年2月1日、フィフィヨナはチームKIIIへ異動。 2018年7月1日、シンディ、ナディラはチームJへ異動。 ドゥイは2018年9月30日、リディアは2018年10月27日、シンタ、リスカは2018年12月29日、デラは2019年3月31日、ナタリアは2019年7月20日卒業。 2019年7月21日、ロナはチームJへ異動。 シンディは2019年7月27日、アリシアは2019年8月4日、シンカは2019年10月5日、フィフィヨナは2019年12月15日、ナディラは2021年2月7日、ロナは2021年2月13日卒業。 |
| 6月25日  | ナディラ・シンディ・ワンタリ                                   | 2期    | KIII   | インタルは2013年9月9日、オクティは2014年1月23日、ノエラは2015年2月27日辞退。 2015年8月1日、シンタはチームJへ異動。 タリアは2015年8月26日辞退。 ジェニファーは2016年9月27日卒業。 2016年12月1日、シンカ、デラ、ドゥイ、フィフィヨナ、リスカはチームJへ、シンタはチームKIIIへそれぞれ異動。 ラトゥは2017年10月12日降格。 2018年2月1日、フィフィヨナはチームKIIIへ異動。 2018年7月1日、シンディ、ナディラはチームJへ異動。 ドゥイは2018年9月30日、リディアは2018年10月27日、シンタ、リスカは2018年12月29日、デラは2019年3月31日、ナタリアは2019年7月20日卒業。 2019年7月21日、ロナはチームJへ異動。 シンディは2019年7月27日、アリシアは2019年8月4日、シンカは2019年10月5日、フィフィヨナは2019年12月15日、ナディラは2021年2月7日、ロナは2021年2月13日卒業。 |
| 6月25日  | ノエラ・システリナ                                             | 2期    | KIII   | インタルは2013年9月9日、オクティは2014年1月23日、ノエラは2015年2月27日辞退。 2015年8月1日、シンタはチームJへ異動。 タリアは2015年8月26日辞退。 ジェニファーは2016年9月27日卒業。 2016年12月1日、シンカ、デラ、ドゥイ、フィフィヨナ、リスカはチームJへ、シンタはチームKIIIへそれぞれ異動。 ラトゥは2017年10月12日降格。 2018年2月1日、フィフィヨナはチームKIIIへ異動。 2018年7月1日、シンディ、ナディラはチームJへ異動。 ドゥイは2018年9月30日、リディアは2018年10月27日、シンタ、リスカは2018年12月29日、デラは2019年3月31日、ナタリアは2019年7月20日卒業。 2019年7月21日、ロナはチームJへ異動。 シンディは2019年7月27日、アリシアは2019年8月4日、シンカは2019年10月5日、フィフィヨナは2019年12月15日、ナディラは2021年2月7日、ロナは2021年2月13日卒業。 |
| 6月25日  | フィフィヨナ・アプリアニ                                       | 2期    | KIII   | インタルは2013年9月9日、オクティは2014年1月23日、ノエラは2015年2月27日辞退。 2015年8月1日、シンタはチームJへ異動。 タリアは2015年8月26日辞退。 ジェニファーは2016年9月27日卒業。 2016年12月1日、シンカ、デラ、ドゥイ、フィフィヨナ、リスカはチームJへ、シンタはチームKIIIへそれぞれ異動。 ラトゥは2017年10月12日降格。 2018年2月1日、フィフィヨナはチームKIIIへ異動。 2018年7月1日、シンディ、ナディラはチームJへ異動。 ドゥイは2018年9月30日、リディアは2018年10月27日、シンタ、リスカは2018年12月29日、デラは2019年3月31日、ナタリアは2019年7月20日卒業。 2019年7月21日、ロナはチームJへ異動。 シンディは2019年7月27日、アリシアは2019年8月4日、シンカは2019年10月5日、フィフィヨナは2019年12月15日、ナディラは2021年2月7日、ロナは2021年2月13日卒業。 |
| 6月25日  | ラトゥ・フィエンニ・フィトゥリリア                             | 2期    | KIII   | インタルは2013年9月9日、オクティは2014年1月23日、ノエラは2015年2月27日辞退。 2015年8月1日、シンタはチームJへ異動。 タリアは2015年8月26日辞退。 ジェニファーは2016年9月27日卒業。 2016年12月1日、シンカ、デラ、ドゥイ、フィフィヨナ、リスカはチームJへ、シンタはチームKIIIへそれぞれ異動。 ラトゥは2017年10月12日降格。 2018年2月1日、フィフィヨナはチームKIIIへ異動。 2018年7月1日、シンディ、ナディラはチームJへ異動。 ドゥイは2018年9月30日、リディアは2018年10月27日、シンタ、リスカは2018年12月29日、デラは2019年3月31日、ナタリアは2019年7月20日卒業。 2019年7月21日、ロナはチームJへ異動。 シンディは2019年7月27日、アリシアは2019年8月4日、シンカは2019年10月5日、フィフィヨナは2019年12月15日、ナディラは2021年2月7日、ロナは2021年2月13日卒業。 |
| 6月25日  | リスカ・ファイルニッサ                                         | 2期    | KIII   | インタルは2013年9月9日、オクティは2014年1月23日、ノエラは2015年2月27日辞退。 2015年8月1日、シンタはチームJへ異動。 タリアは2015年8月26日辞退。 ジェニファーは2016年9月27日卒業。 2016年12月1日、シンカ、デラ、ドゥイ、フィフィヨナ、リスカはチームJへ、シンタはチームKIIIへそれぞれ異動。 ラトゥは2017年10月12日降格。 2018年2月1日、フィフィヨナはチームKIIIへ異動。 2018年7月1日、シンディ、ナディラはチームJへ異動。 ドゥイは2018年9月30日、リディアは2018年10月27日、シンタ、リスカは2018年12月29日、デラは2019年3月31日、ナタリアは2019年7月20日卒業。 2019年7月21日、ロナはチームJへ異動。 シンディは2019年7月27日、アリシアは2019年8月4日、シンカは2019年10月5日、フィフィヨナは2019年12月15日、ナディラは2021年2月7日、ロナは2021年2月13日卒業。 |
| 6月25日  | リディア・マウリダ・ジュハンダル                               | 2期    | KIII   | インタルは2013年9月9日、オクティは2014年1月23日、ノエラは2015年2月27日辞退。 2015年8月1日、シンタはチームJへ異動。 タリアは2015年8月26日辞退。 ジェニファーは2016年9月27日卒業。 2016年12月1日、シンカ、デラ、ドゥイ、フィフィヨナ、リスカはチームJへ、シンタはチームKIIIへそれぞれ異動。 ラトゥは2017年10月12日降格。 2018年2月1日、フィフィヨナはチームKIIIへ異動。 2018年7月1日、シンディ、ナディラはチームJへ異動。 ドゥイは2018年9月30日、リディアは2018年10月27日、シンタ、リスカは2018年12月29日、デラは2019年3月31日、ナタリアは2019年7月20日卒業。 2019年7月21日、ロナはチームJへ異動。 シンディは2019年7月27日、アリシアは2019年8月4日、シンカは2019年10月5日、フィフィヨナは2019年12月15日、ナディラは2021年2月7日、ロナは2021年2月13日卒業。 |
| 6月25日  | ロナ・アングレアニ                                             | 2期    | KIII   | インタルは2013年9月9日、オクティは2014年1月23日、ノエラは2015年2月27日辞退。 2015年8月1日、シンタはチームJへ異動。 タリアは2015年8月26日辞退。 ジェニファーは2016年9月27日卒業。 2016年12月1日、シンカ、デラ、ドゥイ、フィフィヨナ、リスカはチームJへ、シンタはチームKIIIへそれぞれ異動。 ラトゥは2017年10月12日降格。 2018年2月1日、フィフィヨナはチームKIIIへ異動。 2018年7月1日、シンディ、ナディラはチームJへ異動。 ドゥイは2018年9月30日、リディアは2018年10月27日、シンタ、リスカは2018年12月29日、デラは2019年3月31日、ナタリアは2019年7月20日卒業。 2019年7月21日、ロナはチームJへ異動。 シンディは2019年7月27日、アリシアは2019年8月4日、シンカは2019年10月5日、フィフィヨナは2019年12月15日、ナディラは2021年2月7日、ロナは2021年2月13日卒業。 |
| 2014年   | 氏名                                                           | 加入期 | 昇格先 | 備考 |
| 2月23日  | ジェニファー・ラヘル・ナタシャ                                 | 2期    | J      | チームKIII発足時を除く2期生昇格第1号。 2016年12月1日、ラヘルはチームKIIIへ異動。 2018年7月1日、イファンカはチームTへ異動。 イファンカは2019年12月6日、ラヘルは2020年1月5日卒業。 |
| 2月23日  | タリア・イファンカ・エリサベス                                 | 2期    | J      | チームKIII発足時を除く2期生昇格第1号。 2016年12月1日、ラヘルはチームKIIIへ異動。 2018年7月1日、イファンカはチームTへ異動。 イファンカは2019年12月6日、ラヘルは2020年1月5日卒業。 |
| 5月18日  | デナ・シティ・ロヒャティ                                       | 2期    | J      | 再昇格を除く2期生最後の昇格者。 ノフィンタは2015年8月17日辞退。 2016年12月1日、サクティア、プリシリアはチームJへ異動。 デナは2017年12月1日降格、2018年4月5日辞退。 ファヒルヤニは2018年3月25日卒業。 プリシリアは2018年6月7日降格、7月31日辞退。 サクティアは2019年3月31日卒業。 |
| 5月18日  | サクティア・オクタピアニ                                       | 2期    | KIII   | 再昇格を除く2期生最後の昇格者。 ノフィンタは2015年8月17日辞退。 2016年12月1日、サクティア、プリシリアはチームJへ異動。 デナは2017年12月1日降格、2018年4月5日辞退。 ファヒルヤニは2018年3月25日卒業。 プリシリアは2018年6月7日降格、7月31日辞退。 サクティアは2019年3月31日卒業。 |
| 5月18日  | ノフィンタ・ディニ                                             | 2期    | KIII   | 再昇格を除く2期生最後の昇格者。 ノフィンタは2015年8月17日辞退。 2016年12月1日、サクティア、プリシリアはチームJへ異動。 デナは2017年12月1日降格、2018年4月5日辞退。 ファヒルヤニは2018年3月25日卒業。 プリシリアは2018年6月7日降格、7月31日辞退。 サクティアは2019年3月31日卒業。 |
| 5月18日  | ファヒルヤニ・シャファリヤンティ                               | 2期    | KIII   | 再昇格を除く2期生最後の昇格者。 ノフィンタは2015年8月17日辞退。 2016年12月1日、サクティア、プリシリアはチームJへ異動。 デナは2017年12月1日降格、2018年4月5日辞退。 ファヒルヤニは2018年3月25日卒業。 プリシリアは2018年6月7日降格、7月31日辞退。 サクティアは2019年3月31日卒業。 |
| 5月18日  | プリシリア・サリ・デウィ                                       | 2期    | KIII   | 再昇格を除く2期生最後の昇格者。 ノフィンタは2015年8月17日辞退。 2016年12月1日、サクティア、プリシリアはチームJへ異動。 デナは2017年12月1日降格、2018年4月5日辞退。 ファヒルヤニは2018年3月25日卒業。 プリシリアは2018年6月7日降格、7月31日辞退。 サクティアは2019年3月31日卒業。 |
| 2015年   | 氏名                                                           | 加入期 | 昇格先 | 備考 |
| 1月24日  | アニンディタ・ラーマ・チャヒャディ                             | 3期    | T      | アンデラは2015年9月4日辞退。 2015年8月1日、イレィンはチームJへ異動。 イレィンは2016年4月3日、マルタは2016年4月22日、チキタは2016年5月29日卒業。 2016年12月1日、シャフィラ、フェニ、ナディファ、ミシェルはチームJへ、アニンディタ、アマンダ、アユ、フランシスカ、マリア、シャニ、シャニア、ニはチームKIIIへそれぞれ異動。 ナディファは2017年2月16日辞退。 アマンダ、アユは2017年12月1日降格、アマンダは2018年5月23日辞退。 2018年7月1日、シャフィラはチームTへ異動。 2019年7月21日、フランシスカ、ニはチームJへ異動、アニンディタはチームTと兼任開始。 シャフィラは2019年12月13日卒業。 2020年1月1日、アニンディタはチームJへ兼任先変更。 ミシェルは2020年1月18日卒業。 2020年8月22日、アニンディタはチームTの兼任先追加。 アウレリアは2020年12月13日活動辞退。 デシーは2020年12月26日、アニンディタは2022年5月29日、フランシスカは2023年9月2日、シャニは2024年5月5日卒業。 |
| 1月24日  | アマンダ・ドウィ・アリスタ                                     | 3期    | T      | アンデラは2015年9月4日辞退。 2015年8月1日、イレィンはチームJへ異動。 イレィンは2016年4月3日、マルタは2016年4月22日、チキタは2016年5月29日卒業。 2016年12月1日、シャフィラ、フェニ、ナディファ、ミシェルはチームJへ、アニンディタ、アマンダ、アユ、フランシスカ、マリア、シャニ、シャニア、ニはチームKIIIへそれぞれ異動。 ナディファは2017年2月16日辞退。 アマンダ、アユは2017年12月1日降格、アマンダは2018年5月23日辞退。 2018年7月1日、シャフィラはチームTへ異動。 2019年7月21日、フランシスカ、ニはチームJへ異動、アニンディタはチームTと兼任開始。 シャフィラは2019年12月13日卒業。 2020年1月1日、アニンディタはチームJへ兼任先変更。 ミシェルは2020年1月18日卒業。 2020年8月22日、アニンディタはチームTの兼任先追加。 アウレリアは2020年12月13日活動辞退。 デシーは2020年12月26日、アニンディタは2022年5月29日、フランシスカは2023年9月2日、シャニは2024年5月5日卒業。 |
| 1月24日  | アユ・サフィラ・オクタフィアニ                                 | 3期    | T      | アンデラは2015年9月4日辞退。 2015年8月1日、イレィンはチームJへ異動。 イレィンは2016年4月3日、マルタは2016年4月22日、チキタは2016年5月29日卒業。 2016年12月1日、シャフィラ、フェニ、ナディファ、ミシェルはチームJへ、アニンディタ、アマンダ、アユ、フランシスカ、マリア、シャニ、シャニア、ニはチームKIIIへそれぞれ異動。 ナディファは2017年2月16日辞退。 アマンダ、アユは2017年12月1日降格、アマンダは2018年5月23日辞退。 2018年7月1日、シャフィラはチームTへ異動。 2019年7月21日、フランシスカ、ニはチームJへ異動、アニンディタはチームTと兼任開始。 シャフィラは2019年12月13日卒業。 2020年1月1日、アニンディタはチームJへ兼任先変更。 ミシェルは2020年1月18日卒業。 2020年8月22日、アニンディタはチームTの兼任先追加。 アウレリアは2020年12月13日活動辞退。 デシーは2020年12月26日、アニンディタは2022年5月29日、フランシスカは2023年9月2日、シャニは2024年5月5日卒業。 |
| 1月24日  | アンデラ・ユウォノ                                             | 3期    | T      | アンデラは2015年9月4日辞退。 2015年8月1日、イレィンはチームJへ異動。 イレィンは2016年4月3日、マルタは2016年4月22日、チキタは2016年5月29日卒業。 2016年12月1日、シャフィラ、フェニ、ナディファ、ミシェルはチームJへ、アニンディタ、アマンダ、アユ、フランシスカ、マリア、シャニ、シャニア、ニはチームKIIIへそれぞれ異動。 ナディファは2017年2月16日辞退。 アマンダ、アユは2017年12月1日降格、アマンダは2018年5月23日辞退。 2018年7月1日、シャフィラはチームTへ異動。 2019年7月21日、フランシスカ、ニはチームJへ異動、アニンディタはチームTと兼任開始。 シャフィラは2019年12月13日卒業。 2020年1月1日、アニンディタはチームJへ兼任先変更。 ミシェルは2020年1月18日卒業。 2020年8月22日、アニンディタはチームTの兼任先追加。 アウレリアは2020年12月13日活動辞退。 デシーは2020年12月26日、アニンディタは2022年5月29日、フランシスカは2023年9月2日、シャニは2024年5月5日卒業。 |
| 1月24日  | イレィン・ハルタント                                           | 3期    | T      | アンデラは2015年9月4日辞退。 2015年8月1日、イレィンはチームJへ異動。 イレィンは2016年4月3日、マルタは2016年4月22日、チキタは2016年5月29日卒業。 2016年12月1日、シャフィラ、フェニ、ナディファ、ミシェルはチームJへ、アニンディタ、アマンダ、アユ、フランシスカ、マリア、シャニ、シャニア、ニはチームKIIIへそれぞれ異動。 ナディファは2017年2月16日辞退。 アマンダ、アユは2017年12月1日降格、アマンダは2018年5月23日辞退。 2018年7月1日、シャフィラはチームTへ異動。 2019年7月21日、フランシスカ、ニはチームJへ異動、アニンディタはチームTと兼任開始。 シャフィラは2019年12月13日卒業。 2020年1月1日、アニンディタはチームJへ兼任先変更。 ミシェルは2020年1月18日卒業。 2020年8月22日、アニンディタはチームTの兼任先追加。 アウレリアは2020年12月13日活動辞退。 デシーは2020年12月26日、アニンディタは2022年5月29日、フランシスカは2023年9月2日、シャニは2024年5月5日卒業。 |
| 1月24日  | シャニ・インディラ・ナティオ                                   | 3期    | T      | アンデラは2015年9月4日辞退。 2015年8月1日、イレィンはチームJへ異動。 イレィンは2016年4月3日、マルタは2016年4月22日、チキタは2016年5月29日卒業。 2016年12月1日、シャフィラ、フェニ、ナディファ、ミシェルはチームJへ、アニンディタ、アマンダ、アユ、フランシスカ、マリア、シャニ、シャニア、ニはチームKIIIへそれぞれ異動。 ナディファは2017年2月16日辞退。 アマンダ、アユは2017年12月1日降格、アマンダは2018年5月23日辞退。 2018年7月1日、シャフィラはチームTへ異動。 2019年7月21日、フランシスカ、ニはチームJへ異動、アニンディタはチームTと兼任開始。 シャフィラは2019年12月13日卒業。 2020年1月1日、アニンディタはチームJへ兼任先変更。 ミシェルは2020年1月18日卒業。 2020年8月22日、アニンディタはチームTの兼任先追加。 アウレリアは2020年12月13日活動辞退。 デシーは2020年12月26日、アニンディタは2022年5月29日、フランシスカは2023年9月2日、シャニは2024年5月5日卒業。 |
| 1月24日  | シャニア・グラシア                                             | 3期    | T      | アンデラは2015年9月4日辞退。 2015年8月1日、イレィンはチームJへ異動。 イレィンは2016年4月3日、マルタは2016年4月22日、チキタは2016年5月29日卒業。 2016年12月1日、シャフィラ、フェニ、ナディファ、ミシェルはチームJへ、アニンディタ、アマンダ、アユ、フランシスカ、マリア、シャニ、シャニア、ニはチームKIIIへそれぞれ異動。 ナディファは2017年2月16日辞退。 アマンダ、アユは2017年12月1日降格、アマンダは2018年5月23日辞退。 2018年7月1日、シャフィラはチームTへ異動。 2019年7月21日、フランシスカ、ニはチームJへ異動、アニンディタはチームTと兼任開始。 シャフィラは2019年12月13日卒業。 2020年1月1日、アニンディタはチームJへ兼任先変更。 ミシェルは2020年1月18日卒業。 2020年8月22日、アニンディタはチームTの兼任先追加。 アウレリアは2020年12月13日活動辞退。 デシーは2020年12月26日、アニンディタは2022年5月29日、フランシスカは2023年9月2日、シャニは2024年5月5日卒業。 |
| 1月24日  | シャフィラ・アンジェラ・ヌルハリザ                             | 3期    | T      | アンデラは2015年9月4日辞退。 2015年8月1日、イレィンはチームJへ異動。 イレィンは2016年4月3日、マルタは2016年4月22日、チキタは2016年5月29日卒業。 2016年12月1日、シャフィラ、フェニ、ナディファ、ミシェルはチームJへ、アニンディタ、アマンダ、アユ、フランシスカ、マリア、シャニ、シャニア、ニはチームKIIIへそれぞれ異動。 ナディファは2017年2月16日辞退。 アマンダ、アユは2017年12月1日降格、アマンダは2018年5月23日辞退。 2018年7月1日、シャフィラはチームTへ異動。 2019年7月21日、フランシスカ、ニはチームJへ異動、アニンディタはチームTと兼任開始。 シャフィラは2019年12月13日卒業。 2020年1月1日、アニンディタはチームJへ兼任先変更。 ミシェルは2020年1月18日卒業。 2020年8月22日、アニンディタはチームTの兼任先追加。 アウレリアは2020年12月13日活動辞退。 デシーは2020年12月26日、アニンディタは2022年5月29日、フランシスカは2023年9月2日、シャニは2024年5月5日卒業。 |
| 1月24日  | チキタ・ラフェンスカ・マムサ                                   | 3期    | T      | アンデラは2015年9月4日辞退。 2015年8月1日、イレィンはチームJへ異動。 イレィンは2016年4月3日、マルタは2016年4月22日、チキタは2016年5月29日卒業。 2016年12月1日、シャフィラ、フェニ、ナディファ、ミシェルはチームJへ、アニンディタ、アマンダ、アユ、フランシスカ、マリア、シャニ、シャニア、ニはチームKIIIへそれぞれ異動。 ナディファは2017年2月16日辞退。 アマンダ、アユは2017年12月1日降格、アマンダは2018年5月23日辞退。 2018年7月1日、シャフィラはチームTへ異動。 2019年7月21日、フランシスカ、ニはチームJへ異動、アニンディタはチームTと兼任開始。 シャフィラは2019年12月13日卒業。 2020年1月1日、アニンディタはチームJへ兼任先変更。 ミシェルは2020年1月18日卒業。 2020年8月22日、アニンディタはチームTの兼任先追加。 アウレリアは2020年12月13日活動辞退。 デシーは2020年12月26日、アニンディタは2022年5月29日、フランシスカは2023年9月2日、シャニは2024年5月5日卒業。 |
| 1月24日  | ナディファ・サルサビラ                                         | 3期    | T      | アンデラは2015年9月4日辞退。 2015年8月1日、イレィンはチームJへ異動。 イレィンは2016年4月3日、マルタは2016年4月22日、チキタは2016年5月29日卒業。 2016年12月1日、シャフィラ、フェニ、ナディファ、ミシェルはチームJへ、アニンディタ、アマンダ、アユ、フランシスカ、マリア、シャニ、シャニア、ニはチームKIIIへそれぞれ異動。 ナディファは2017年2月16日辞退。 アマンダ、アユは2017年12月1日降格、アマンダは2018年5月23日辞退。 2018年7月1日、シャフィラはチームTへ異動。 2019年7月21日、フランシスカ、ニはチームJへ異動、アニンディタはチームTと兼任開始。 シャフィラは2019年12月13日卒業。 2020年1月1日、アニンディタはチームJへ兼任先変更。 ミシェルは2020年1月18日卒業。 2020年8月22日、アニンディタはチームTの兼任先追加。 アウレリアは2020年12月13日活動辞退。 デシーは2020年12月26日、アニンディタは2022年5月29日、フランシスカは2023年9月2日、シャニは2024年5月5日卒業。 |
| 1月24日  | ニ・マデ・アユ・ファニア・アウレリア                           | 3期    | T      | アンデラは2015年9月4日辞退。 2015年8月1日、イレィンはチームJへ異動。 イレィンは2016年4月3日、マルタは2016年4月22日、チキタは2016年5月29日卒業。 2016年12月1日、シャフィラ、フェニ、ナディファ、ミシェルはチームJへ、アニンディタ、アマンダ、アユ、フランシスカ、マリア、シャニ、シャニア、ニはチームKIIIへそれぞれ異動。 ナディファは2017年2月16日辞退。 アマンダ、アユは2017年12月1日降格、アマンダは2018年5月23日辞退。 2018年7月1日、シャフィラはチームTへ異動。 2019年7月21日、フランシスカ、ニはチームJへ異動、アニンディタはチームTと兼任開始。 シャフィラは2019年12月13日卒業。 2020年1月1日、アニンディタはチームJへ兼任先変更。 ミシェルは2020年1月18日卒業。 2020年8月22日、アニンディタはチームTの兼任先追加。 アウレリアは2020年12月13日活動辞退。 デシーは2020年12月26日、アニンディタは2022年5月29日、フランシスカは2023年9月2日、シャニは2024年5月5日卒業。 |
| 1月24日  | フェニ・フィトゥリヤンティ                                     | 3期    | T      | アンデラは2015年9月4日辞退。 2015年8月1日、イレィンはチームJへ異動。 イレィンは2016年4月3日、マルタは2016年4月22日、チキタは2016年5月29日卒業。 2016年12月1日、シャフィラ、フェニ、ナディファ、ミシェルはチームJへ、アニンディタ、アマンダ、アユ、フランシスカ、マリア、シャニ、シャニア、ニはチームKIIIへそれぞれ異動。 ナディファは2017年2月16日辞退。 アマンダ、アユは2017年12月1日降格、アマンダは2018年5月23日辞退。 2018年7月1日、シャフィラはチームTへ異動。 2019年7月21日、フランシスカ、ニはチームJへ異動、アニンディタはチームTと兼任開始。 シャフィラは2019年12月13日卒業。 2020年1月1日、アニンディタはチームJへ兼任先変更。 ミシェルは2020年1月18日卒業。 2020年8月22日、アニンディタはチームTの兼任先追加。 アウレリアは2020年12月13日活動辞退。 デシーは2020年12月26日、アニンディタは2022年5月29日、フランシスカは2023年9月2日、シャニは2024年5月5日卒業。 |
| 1月24日  | フランシスカ・サラスワティ・プスパ・デウィ                     | 3期    | T      | アンデラは2015年9月4日辞退。 2015年8月1日、イレィンはチームJへ異動。 イレィンは2016年4月3日、マルタは2016年4月22日、チキタは2016年5月29日卒業。 2016年12月1日、シャフィラ、フェニ、ナディファ、ミシェルはチームJへ、アニンディタ、アマンダ、アユ、フランシスカ、マリア、シャニ、シャニア、ニはチームKIIIへそれぞれ異動。 ナディファは2017年2月16日辞退。 アマンダ、アユは2017年12月1日降格、アマンダは2018年5月23日辞退。 2018年7月1日、シャフィラはチームTへ異動。 2019年7月21日、フランシスカ、ニはチームJへ異動、アニンディタはチームTと兼任開始。 シャフィラは2019年12月13日卒業。 2020年1月1日、アニンディタはチームJへ兼任先変更。 ミシェルは2020年1月18日卒業。 2020年8月22日、アニンディタはチームTの兼任先追加。 アウレリアは2020年12月13日活動辞退。 デシーは2020年12月26日、アニンディタは2022年5月29日、フランシスカは2023年9月2日、シャニは2024年5月5日卒業。 |
| 1月24日  | マリア・ゲノフェフア・ナタリア・デシー・プルナマサリ・グナワン | 3期    | T      | アンデラは2015年9月4日辞退。 2015年8月1日、イレィンはチームJへ異動。 イレィンは2016年4月3日、マルタは2016年4月22日、チキタは2016年5月29日卒業。 2016年12月1日、シャフィラ、フェニ、ナディファ、ミシェルはチームJへ、アニンディタ、アマンダ、アユ、フランシスカ、マリア、シャニ、シャニア、ニはチームKIIIへそれぞれ異動。 ナディファは2017年2月16日辞退。 アマンダ、アユは2017年12月1日降格、アマンダは2018年5月23日辞退。 2018年7月1日、シャフィラはチームTへ異動。 2019年7月21日、フランシスカ、ニはチームJへ異動、アニンディタはチームTと兼任開始。 シャフィラは2019年12月13日卒業。 2020年1月1日、アニンディタはチームJへ兼任先変更。 ミシェルは2020年1月18日卒業。 2020年8月22日、アニンディタはチームTの兼任先追加。 アウレリアは2020年12月13日活動辞退。 デシーは2020年12月26日、アニンディタは2022年5月29日、フランシスカは2023年9月2日、シャニは2024年5月5日卒業。 |
| 1月24日  | マルタ・グラシエラ                                             | 3期    | T      | アンデラは2015年9月4日辞退。 2015年8月1日、イレィンはチームJへ異動。 イレィンは2016年4月3日、マルタは2016年4月22日、チキタは2016年5月29日卒業。 2016年12月1日、シャフィラ、フェニ、ナディファ、ミシェルはチームJへ、アニンディタ、アマンダ、アユ、フランシスカ、マリア、シャニ、シャニア、ニはチームKIIIへそれぞれ異動。 ナディファは2017年2月16日辞退。 アマンダ、アユは2017年12月1日降格、アマンダは2018年5月23日辞退。 2018年7月1日、シャフィラはチームTへ異動。 2019年7月21日、フランシスカ、ニはチームJへ異動、アニンディタはチームTと兼任開始。 シャフィラは2019年12月13日卒業。 2020年1月1日、アニンディタはチームJへ兼任先変更。 ミシェルは2020年1月18日卒業。 2020年8月22日、アニンディタはチームTの兼任先追加。 アウレリアは2020年12月13日活動辞退。 デシーは2020年12月26日、アニンディタは2022年5月29日、フランシスカは2023年9月2日、シャニは2024年5月5日卒業。 |
| 1月24日  | ミシェル・クリスト・クスナディ                                 | 3期    | T      | アンデラは2015年9月4日辞退。 2015年8月1日、イレィンはチームJへ異動。 イレィンは2016年4月3日、マルタは2016年4月22日、チキタは2016年5月29日卒業。 2016年12月1日、シャフィラ、フェニ、ナディファ、ミシェルはチームJへ、アニンディタ、アマンダ、アユ、フランシスカ、マリア、シャニ、シャニア、ニはチームKIIIへそれぞれ異動。 ナディファは2017年2月16日辞退。 アマンダ、アユは2017年12月1日降格、アマンダは2018年5月23日辞退。 2018年7月1日、シャフィラはチームTへ異動。 2019年7月21日、フランシスカ、ニはチームJへ異動、アニンディタはチームTと兼任開始。 シャフィラは2019年12月13日卒業。 2020年1月1日、アニンディタはチームJへ兼任先変更。 ミシェルは2020年1月18日卒業。 2020年8月22日、アニンディタはチームTの兼任先追加。 アウレリアは2020年12月13日活動辞退。 デシーは2020年12月26日、アニンディタは2022年5月29日、フランシスカは2023年9月2日、シャニは2024年5月5日卒業。 |
| 8月1日   | ソフィア・メイファリアニ                                       | 3期    | J      | チームT発足時および再昇格を除くと3期生最初で最後の昇格者。 ニナは2016年2月1日辞退。 2016年12月1日、ヤンセンはチームJへ、ステファニーはチームKIIIへそれぞれ異動。 ソフィアは2016年4月27日卒業。 ヤンセンは2017年3月2日活動終了。 2018年2月1日、ステファニーはチームJへ異動。 ステファニーは2019年4月12日降格。 |
| 8月1日   | ステファニー・プリシラ・インダルト・プトゥリ                   | 3期    | T      | チームT発足時および再昇格を除くと3期生最初で最後の昇格者。 ニナは2016年2月1日辞退。 2016年12月1日、ヤンセンはチームJへ、ステファニーはチームKIIIへそれぞれ異動。 ソフィアは2016年4月27日卒業。 ヤンセンは2017年3月2日活動終了。 2018年2月1日、ステファニーはチームJへ異動。 ステファニーは2019年4月12日降格。 |
| 8月1日   | ニナ・ハミダ                                                   | 3期    | T      | チームT発足時および再昇格を除くと3期生最初で最後の昇格者。 ニナは2016年2月1日辞退。 2016年12月1日、ヤンセンはチームJへ、ステファニーはチームKIIIへそれぞれ異動。 ソフィアは2016年4月27日卒業。 ヤンセンは2017年3月2日活動終了。 2018年2月1日、ステファニーはチームJへ異動。 ステファニーは2019年4月12日降格。 |
| 8月1日   | ヤンセン・インディアニ                                         | 3期    | T      | チームT発足時および再昇格を除くと3期生最初で最後の昇格者。 ニナは2016年2月1日辞退。 2016年12月1日、ヤンセンはチームJへ、ステファニーはチームKIIIへそれぞれ異動。 ソフィアは2016年4月27日卒業。 ヤンセンは2017年3月2日活動終了。 2018年2月1日、ステファニーはチームJへ異動。 ステファニーは2019年4月12日降格。 |
| 2016年   | 氏名                                                           | 加入期 | 昇格先 | 備考 |
| 12月1日  | アドリアニ・エリサベス                                         | 4期    | T      | 4期生は一斉昇格。 アディスティ、エリザベス、イヴ、ヌルハヤティ、プティ、レギナ、ルート、フィオレタは5期生昇格第1号。 アディスティ、エリザベス、イヴ、ヌルハヤティ、プティ、レギナ、ルート、フィオレタは研究生候補生からの昇格。 クリスティは2017年10月21日卒業。 レギナは2017年11月1日解雇。 スリは2017年12月7日辞退。 シンディ、ヌルハヤティは2018年2月1日チームJへ異動。 エリザベスは2018年4月13日、ルートは2018年5月23日、フィオレタは2018年7月3日辞退。 イヴは2018年11月7日降格。 2019年7月21日、ヌルハヤティはチームKIIIへ異動。 ザラは2019年12月4日卒業。 2020年1月1日、アドリアニ、メラティ、セリーヌはチームJへ、フィドリ、ジナン、プティはチームKIIIへそれぞれ異動。 プティは2020年5月15日、フィドリ、ヌルハヤティは2021年3月13日、アドリアニは2021年3月14日、シンディは2022年7月17日、セリーヌは2022年8月13日、ジナンは2023年3月18日卒業。                       |
| 12月1日  | クリスティ                                                     | 4期    | T      | 4期生は一斉昇格。 アディスティ、エリザベス、イヴ、ヌルハヤティ、プティ、レギナ、ルート、フィオレタは5期生昇格第1号。 アディスティ、エリザベス、イヴ、ヌルハヤティ、プティ、レギナ、ルート、フィオレタは研究生候補生からの昇格。 クリスティは2017年10月21日卒業。 レギナは2017年11月1日解雇。 スリは2017年12月7日辞退。 シンディ、ヌルハヤティは2018年2月1日チームJへ異動。 エリザベスは2018年4月13日、ルートは2018年5月23日、フィオレタは2018年7月3日辞退。 イヴは2018年11月7日降格。 2019年7月21日、ヌルハヤティはチームKIIIへ異動。 ザラは2019年12月4日卒業。 2020年1月1日、アドリアニ、メラティ、セリーヌはチームJへ、フィドリ、ジナン、プティはチームKIIIへそれぞれ異動。 プティは2020年5月15日、フィドリ、ヌルハヤティは2021年3月13日、アドリアニは2021年3月14日、シンディは2022年7月17日、セリーヌは2022年8月13日、ジナンは2023年3月18日卒業。                       |
| 12月1日  | シンディ・ハプサリ・マハラニ・プジアントロ・プトゥリ           | 4期    | T      | 4期生は一斉昇格。 アディスティ、エリザベス、イヴ、ヌルハヤティ、プティ、レギナ、ルート、フィオレタは5期生昇格第1号。 アディスティ、エリザベス、イヴ、ヌルハヤティ、プティ、レギナ、ルート、フィオレタは研究生候補生からの昇格。 クリスティは2017年10月21日卒業。 レギナは2017年11月1日解雇。 スリは2017年12月7日辞退。 シンディ、ヌルハヤティは2018年2月1日チームJへ異動。 エリザベスは2018年4月13日、ルートは2018年5月23日、フィオレタは2018年7月3日辞退。 イヴは2018年11月7日降格。 2019年7月21日、ヌルハヤティはチームKIIIへ異動。 ザラは2019年12月4日卒業。 2020年1月1日、アドリアニ、メラティ、セリーヌはチームJへ、フィドリ、ジナン、プティはチームKIIIへそれぞれ異動。 プティは2020年5月15日、フィドリ、ヌルハヤティは2021年3月13日、アドリアニは2021年3月14日、シンディは2022年7月17日、セリーヌは2022年8月13日、ジナンは2023年3月18日卒業。                       |
| 12月1日  | スリ・リンタン                                                 | 4期    | T      | 4期生は一斉昇格。 アディスティ、エリザベス、イヴ、ヌルハヤティ、プティ、レギナ、ルート、フィオレタは5期生昇格第1号。 アディスティ、エリザベス、イヴ、ヌルハヤティ、プティ、レギナ、ルート、フィオレタは研究生候補生からの昇格。 クリスティは2017年10月21日卒業。 レギナは2017年11月1日解雇。 スリは2017年12月7日辞退。 シンディ、ヌルハヤティは2018年2月1日チームJへ異動。 エリザベスは2018年4月13日、ルートは2018年5月23日、フィオレタは2018年7月3日辞退。 イヴは2018年11月7日降格。 2019年7月21日、ヌルハヤティはチームKIIIへ異動。 ザラは2019年12月4日卒業。 2020年1月1日、アドリアニ、メラティ、セリーヌはチームJへ、フィドリ、ジナン、プティはチームKIIIへそれぞれ異動。 プティは2020年5月15日、フィドリ、ヌルハヤティは2021年3月13日、アドリアニは2021年3月14日、シンディは2022年7月17日、セリーヌは2022年8月13日、ジナンは2023年3月18日卒業。                       |
| 12月1日  | タン・ジー・フイ・セリーヌ                                     | 4期    | T      | 4期生は一斉昇格。 アディスティ、エリザベス、イヴ、ヌルハヤティ、プティ、レギナ、ルート、フィオレタは5期生昇格第1号。 アディスティ、エリザベス、イヴ、ヌルハヤティ、プティ、レギナ、ルート、フィオレタは研究生候補生からの昇格。 クリスティは2017年10月21日卒業。 レギナは2017年11月1日解雇。 スリは2017年12月7日辞退。 シンディ、ヌルハヤティは2018年2月1日チームJへ異動。 エリザベスは2018年4月13日、ルートは2018年5月23日、フィオレタは2018年7月3日辞退。 イヴは2018年11月7日降格。 2019年7月21日、ヌルハヤティはチームKIIIへ異動。 ザラは2019年12月4日卒業。 2020年1月1日、アドリアニ、メラティ、セリーヌはチームJへ、フィドリ、ジナン、プティはチームKIIIへそれぞれ異動。 プティは2020年5月15日、フィドリ、ヌルハヤティは2021年3月13日、アドリアニは2021年3月14日、シンディは2022年7月17日、セリーヌは2022年8月13日、ジナンは2023年3月18日卒業。                       |
| 12月1日  | フィドリ・インマンダ・アッザフラ                               | 4期    | T      | 4期生は一斉昇格。 アディスティ、エリザベス、イヴ、ヌルハヤティ、プティ、レギナ、ルート、フィオレタは5期生昇格第1号。 アディスティ、エリザベス、イヴ、ヌルハヤティ、プティ、レギナ、ルート、フィオレタは研究生候補生からの昇格。 クリスティは2017年10月21日卒業。 レギナは2017年11月1日解雇。 スリは2017年12月7日辞退。 シンディ、ヌルハヤティは2018年2月1日チームJへ異動。 エリザベスは2018年4月13日、ルートは2018年5月23日、フィオレタは2018年7月3日辞退。 イヴは2018年11月7日降格。 2019年7月21日、ヌルハヤティはチームKIIIへ異動。 ザラは2019年12月4日卒業。 2020年1月1日、アドリアニ、メラティ、セリーヌはチームJへ、フィドリ、ジナン、プティはチームKIIIへそれぞれ異動。 プティは2020年5月15日、フィドリ、ヌルハヤティは2021年3月13日、アドリアニは2021年3月14日、シンディは2022年7月17日、セリーヌは2022年8月13日、ジナンは2023年3月18日卒業。                       |
| 12月1日  | マデ・デヴィ・ラニタ・ニンタラ                                 | 4期    | T      | 4期生は一斉昇格。 アディスティ、エリザベス、イヴ、ヌルハヤティ、プティ、レギナ、ルート、フィオレタは5期生昇格第1号。 アディスティ、エリザベス、イヴ、ヌルハヤティ、プティ、レギナ、ルート、フィオレタは研究生候補生からの昇格。 クリスティは2017年10月21日卒業。 レギナは2017年11月1日解雇。 スリは2017年12月7日辞退。 シンディ、ヌルハヤティは2018年2月1日チームJへ異動。 エリザベスは2018年4月13日、ルートは2018年5月23日、フィオレタは2018年7月3日辞退。 イヴは2018年11月7日降格。 2019年7月21日、ヌルハヤティはチームKIIIへ異動。 ザラは2019年12月4日卒業。 2020年1月1日、アドリアニ、メラティ、セリーヌはチームJへ、フィドリ、ジナン、プティはチームKIIIへそれぞれ異動。 プティは2020年5月15日、フィドリ、ヌルハヤティは2021年3月13日、アドリアニは2021年3月14日、シンディは2022年7月17日、セリーヌは2022年8月13日、ジナンは2023年3月18日卒業。                       |
| 12月1日  | メラティ・プトゥリ・ラヘル・セシリア                           | 4期    | T      | 4期生は一斉昇格。 アディスティ、エリザベス、イヴ、ヌルハヤティ、プティ、レギナ、ルート、フィオレタは5期生昇格第1号。 アディスティ、エリザベス、イヴ、ヌルハヤティ、プティ、レギナ、ルート、フィオレタは研究生候補生からの昇格。 クリスティは2017年10月21日卒業。 レギナは2017年11月1日解雇。 スリは2017年12月7日辞退。 シンディ、ヌルハヤティは2018年2月1日チームJへ異動。 エリザベスは2018年4月13日、ルートは2018年5月23日、フィオレタは2018年7月3日辞退。 イヴは2018年11月7日降格。 2019年7月21日、ヌルハヤティはチームKIIIへ異動。 ザラは2019年12月4日卒業。 2020年1月1日、アドリアニ、メラティ、セリーヌはチームJへ、フィドリ、ジナン、プティはチームKIIIへそれぞれ異動。 プティは2020年5月15日、フィドリ、ヌルハヤティは2021年3月13日、アドリアニは2021年3月14日、シンディは2022年7月17日、セリーヌは2022年8月13日、ジナンは2023年3月18日卒業。                       |
| 12月1日  | ザフラ・ユリヴァ・デルマワン                                   | 4期    | T      | 4期生は一斉昇格。 アディスティ、エリザベス、イヴ、ヌルハヤティ、プティ、レギナ、ルート、フィオレタは5期生昇格第1号。 アディスティ、エリザベス、イヴ、ヌルハヤティ、プティ、レギナ、ルート、フィオレタは研究生候補生からの昇格。 クリスティは2017年10月21日卒業。 レギナは2017年11月1日解雇。 スリは2017年12月7日辞退。 シンディ、ヌルハヤティは2018年2月1日チームJへ異動。 エリザベスは2018年4月13日、ルートは2018年5月23日、フィオレタは2018年7月3日辞退。 イヴは2018年11月7日降格。 2019年7月21日、ヌルハヤティはチームKIIIへ異動。 ザラは2019年12月4日卒業。 2020年1月1日、アドリアニ、メラティ、セリーヌはチームJへ、フィドリ、ジナン、プティはチームKIIIへそれぞれ異動。 プティは2020年5月15日、フィドリ、ヌルハヤティは2021年3月13日、アドリアニは2021年3月14日、シンディは2022年7月17日、セリーヌは2022年8月13日、ジナンは2023年3月18日卒業。                       |
| 12月1日  | ジナン・サファ・サフィラ                                       | 4期    | T      | 4期生は一斉昇格。 アディスティ、エリザベス、イヴ、ヌルハヤティ、プティ、レギナ、ルート、フィオレタは5期生昇格第1号。 アディスティ、エリザベス、イヴ、ヌルハヤティ、プティ、レギナ、ルート、フィオレタは研究生候補生からの昇格。 クリスティは2017年10月21日卒業。 レギナは2017年11月1日解雇。 スリは2017年12月7日辞退。 シンディ、ヌルハヤティは2018年2月1日チームJへ異動。 エリザベスは2018年4月13日、ルートは2018年5月23日、フィオレタは2018年7月3日辞退。 イヴは2018年11月7日降格。 2019年7月21日、ヌルハヤティはチームKIIIへ異動。 ザラは2019年12月4日卒業。 2020年1月1日、アドリアニ、メラティ、セリーヌはチームJへ、フィドリ、ジナン、プティはチームKIIIへそれぞれ異動。 プティは2020年5月15日、フィドリ、ヌルハヤティは2021年3月13日、アドリアニは2021年3月14日、シンディは2022年7月17日、セリーヌは2022年8月13日、ジナンは2023年3月18日卒業。                       |
| 12月1日  | アディスティ・ザラ                                             | 5期    | T      | 4期生は一斉昇格。 アディスティ、エリザベス、イヴ、ヌルハヤティ、プティ、レギナ、ルート、フィオレタは5期生昇格第1号。 アディスティ、エリザベス、イヴ、ヌルハヤティ、プティ、レギナ、ルート、フィオレタは研究生候補生からの昇格。 クリスティは2017年10月21日卒業。 レギナは2017年11月1日解雇。 スリは2017年12月7日辞退。 シンディ、ヌルハヤティは2018年2月1日チームJへ異動。 エリザベスは2018年4月13日、ルートは2018年5月23日、フィオレタは2018年7月3日辞退。 イヴは2018年11月7日降格。 2019年7月21日、ヌルハヤティはチームKIIIへ異動。 ザラは2019年12月4日卒業。 2020年1月1日、アドリアニ、メラティ、セリーヌはチームJへ、フィドリ、ジナン、プティはチームKIIIへそれぞれ異動。 プティは2020年5月15日、フィドリ、ヌルハヤティは2021年3月13日、アドリアニは2021年3月14日、シンディは2022年7月17日、セリーヌは2022年8月13日、ジナンは2023年3月18日卒業。                       |
| 12月1日  | エリザベス・グロリア・セティアワン                             | 5期    | T      | 4期生は一斉昇格。 アディスティ、エリザベス、イヴ、ヌルハヤティ、プティ、レギナ、ルート、フィオレタは5期生昇格第1号。 アディスティ、エリザベス、イヴ、ヌルハヤティ、プティ、レギナ、ルート、フィオレタは研究生候補生からの昇格。 クリスティは2017年10月21日卒業。 レギナは2017年11月1日解雇。 スリは2017年12月7日辞退。 シンディ、ヌルハヤティは2018年2月1日チームJへ異動。 エリザベスは2018年4月13日、ルートは2018年5月23日、フィオレタは2018年7月3日辞退。 イヴは2018年11月7日降格。 2019年7月21日、ヌルハヤティはチームKIIIへ異動。 ザラは2019年12月4日卒業。 2020年1月1日、アドリアニ、メラティ、セリーヌはチームJへ、フィドリ、ジナン、プティはチームKIIIへそれぞれ異動。 プティは2020年5月15日、フィドリ、ヌルハヤティは2021年3月13日、アドリアニは2021年3月14日、シンディは2022年7月17日、セリーヌは2022年8月13日、ジナンは2023年3月18日卒業。                       |
| 12月1日  | イヴ・アントワネット・イヒワン                                 | 5期    | T      | 4期生は一斉昇格。 アディスティ、エリザベス、イヴ、ヌルハヤティ、プティ、レギナ、ルート、フィオレタは5期生昇格第1号。 アディスティ、エリザベス、イヴ、ヌルハヤティ、プティ、レギナ、ルート、フィオレタは研究生候補生からの昇格。 クリスティは2017年10月21日卒業。 レギナは2017年11月1日解雇。 スリは2017年12月7日辞退。 シンディ、ヌルハヤティは2018年2月1日チームJへ異動。 エリザベスは2018年4月13日、ルートは2018年5月23日、フィオレタは2018年7月3日辞退。 イヴは2018年11月7日降格。 2019年7月21日、ヌルハヤティはチームKIIIへ異動。 ザラは2019年12月4日卒業。 2020年1月1日、アドリアニ、メラティ、セリーヌはチームJへ、フィドリ、ジナン、プティはチームKIIIへそれぞれ異動。 プティは2020年5月15日、フィドリ、ヌルハヤティは2021年3月13日、アドリアニは2021年3月14日、シンディは2022年7月17日、セリーヌは2022年8月13日、ジナンは2023年3月18日卒業。                       |
| 12月1日  | ヌルハヤティ                                                   | 5期    | T      | 4期生は一斉昇格。 アディスティ、エリザベス、イヴ、ヌルハヤティ、プティ、レギナ、ルート、フィオレタは5期生昇格第1号。 アディスティ、エリザベス、イヴ、ヌルハヤティ、プティ、レギナ、ルート、フィオレタは研究生候補生からの昇格。 クリスティは2017年10月21日卒業。 レギナは2017年11月1日解雇。 スリは2017年12月7日辞退。 シンディ、ヌルハヤティは2018年2月1日チームJへ異動。 エリザベスは2018年4月13日、ルートは2018年5月23日、フィオレタは2018年7月3日辞退。 イヴは2018年11月7日降格。 2019年7月21日、ヌルハヤティはチームKIIIへ異動。 ザラは2019年12月4日卒業。 2020年1月1日、アドリアニ、メラティ、セリーヌはチームJへ、フィドリ、ジナン、プティはチームKIIIへそれぞれ異動。 プティは2020年5月15日、フィドリ、ヌルハヤティは2021年3月13日、アドリアニは2021年3月14日、シンディは2022年7月17日、セリーヌは2022年8月13日、ジナンは2023年3月18日卒業。                       |
| 12月1日  | プティ・ナディラ・アザリア                                     | 5期    | T      | 4期生は一斉昇格。 アディスティ、エリザベス、イヴ、ヌルハヤティ、プティ、レギナ、ルート、フィオレタは5期生昇格第1号。 アディスティ、エリザベス、イヴ、ヌルハヤティ、プティ、レギナ、ルート、フィオレタは研究生候補生からの昇格。 クリスティは2017年10月21日卒業。 レギナは2017年11月1日解雇。 スリは2017年12月7日辞退。 シンディ、ヌルハヤティは2018年2月1日チームJへ異動。 エリザベスは2018年4月13日、ルートは2018年5月23日、フィオレタは2018年7月3日辞退。 イヴは2018年11月7日降格。 2019年7月21日、ヌルハヤティはチームKIIIへ異動。 ザラは2019年12月4日卒業。 2020年1月1日、アドリアニ、メラティ、セリーヌはチームJへ、フィドリ、ジナン、プティはチームKIIIへそれぞれ異動。 プティは2020年5月15日、フィドリ、ヌルハヤティは2021年3月13日、アドリアニは2021年3月14日、シンディは2022年7月17日、セリーヌは2022年8月13日、ジナンは2023年3月18日卒業。                       |
| 12月1日  | レギナ・アンジェリナ                                           | 5期    | T      | 4期生は一斉昇格。 アディスティ、エリザベス、イヴ、ヌルハヤティ、プティ、レギナ、ルート、フィオレタは5期生昇格第1号。 アディスティ、エリザベス、イヴ、ヌルハヤティ、プティ、レギナ、ルート、フィオレタは研究生候補生からの昇格。 クリスティは2017年10月21日卒業。 レギナは2017年11月1日解雇。 スリは2017年12月7日辞退。 シンディ、ヌルハヤティは2018年2月1日チームJへ異動。 エリザベスは2018年4月13日、ルートは2018年5月23日、フィオレタは2018年7月3日辞退。 イヴは2018年11月7日降格。 2019年7月21日、ヌルハヤティはチームKIIIへ異動。 ザラは2019年12月4日卒業。 2020年1月1日、アドリアニ、メラティ、セリーヌはチームJへ、フィドリ、ジナン、プティはチームKIIIへそれぞれ異動。 プティは2020年5月15日、フィドリ、ヌルハヤティは2021年3月13日、アドリアニは2021年3月14日、シンディは2022年7月17日、セリーヌは2022年8月13日、ジナンは2023年3月18日卒業。                       |
| 12月1日  | ルート・ダマヤンティ・シタンガン                               | 5期    | T      | 4期生は一斉昇格。 アディスティ、エリザベス、イヴ、ヌルハヤティ、プティ、レギナ、ルート、フィオレタは5期生昇格第1号。 アディスティ、エリザベス、イヴ、ヌルハヤティ、プティ、レギナ、ルート、フィオレタは研究生候補生からの昇格。 クリスティは2017年10月21日卒業。 レギナは2017年11月1日解雇。 スリは2017年12月7日辞退。 シンディ、ヌルハヤティは2018年2月1日チームJへ異動。 エリザベスは2018年4月13日、ルートは2018年5月23日、フィオレタは2018年7月3日辞退。 イヴは2018年11月7日降格。 2019年7月21日、ヌルハヤティはチームKIIIへ異動。 ザラは2019年12月4日卒業。 2020年1月1日、アドリアニ、メラティ、セリーヌはチームJへ、フィドリ、ジナン、プティはチームKIIIへそれぞれ異動。 プティは2020年5月15日、フィドリ、ヌルハヤティは2021年3月13日、アドリアニは2021年3月14日、シンディは2022年7月17日、セリーヌは2022年8月13日、ジナンは2023年3月18日卒業。                       |
| 12月1日  | フィオレタ・ブルハン                                           | 5期    | T      | 4期生は一斉昇格。 アディスティ、エリザベス、イヴ、ヌルハヤティ、プティ、レギナ、ルート、フィオレタは5期生昇格第1号。 アディスティ、エリザベス、イヴ、ヌルハヤティ、プティ、レギナ、ルート、フィオレタは研究生候補生からの昇格。 クリスティは2017年10月21日卒業。 レギナは2017年11月1日解雇。 スリは2017年12月7日辞退。 シンディ、ヌルハヤティは2018年2月1日チームJへ異動。 エリザベスは2018年4月13日、ルートは2018年5月23日、フィオレタは2018年7月3日辞退。 イヴは2018年11月7日降格。 2019年7月21日、ヌルハヤティはチームKIIIへ異動。 ザラは2019年12月4日卒業。 2020年1月1日、アドリアニ、メラティ、セリーヌはチームJへ、フィドリ、ジナン、プティはチームKIIIへそれぞれ異動。 プティは2020年5月15日、フィドリ、ヌルハヤティは2021年3月13日、アドリアニは2021年3月14日、シンディは2022年7月17日、セリーヌは2022年8月13日、ジナンは2023年3月18日卒業。                       |
| 2017年   | 氏名                                                           | 加入期 | 昇格先 | 備考 |
| 3月4日   | チトラ・アユ・プラナジャヤ・ウィブラド                         | 5期    | T      | 2018年5月23日辞退。 |
| 2018年   | 氏名                                                           | 加入期 | 昇格先 | 備考 |
| 2月1日   | ハシャキラ・ウタミ・クスマワルダニ                             | 5期    | T      | 2019年11月10日卒業。 |
| 2月24日  | ラトゥ・フィエンニ・フィトゥリリア                             | 2期    | KIII   | 再昇格。 2020年2月23日卒業。 |
| 7月1日   | サニア・ジュリア・モントラル                                   | 5期    | J      | 2021年3月14日卒業。 |
| 7月1日   | アユ・サフィラ・オクタフィアニ                                 | 3期    | T      | 再昇格。 2019年4月23日辞退。 |
| 10月1日  | ディアニ・アマリア・ラマダニ                                   | 5期    | J      | アリエラ、リナンダは6期生昇格第1号。 ディアニ、リナンダは2021年3月14日、アリエラは2022年2月12日卒業。 |
| 10月1日  | アリエラ・カリスタ・イヒワン                                   | 6期    | J      | アリエラ、リナンダは6期生昇格第1号。 ディアニ、リナンダは2021年3月14日、アリエラは2022年2月12日卒業。 |
| 10月1日  | リナンダ・シャープトゥリ                                       | 6期    | T      | アリエラ、リナンダは6期生昇格第1号。 ディアニ、リナンダは2021年3月14日、アリエラは2022年2月12日卒業。 |
| 10月28日 | エリカ・エビサワ・クスワン                                     | 6期    | KIII   | 2019年2月9日辞退。 |
| 12月27日 | ガブリェラ・マルセリナ                                         | 5期    | T      | 再昇格を除く5期生最後の昇格者。 2020年1月1日、チームKIIIへ異動。 2020年11月16日解雇。 |
| 12月29日 | カンディヤ・ラファ・マウリディタ                               | 6期    | KIII   | 2021年3月13日卒業。 |
| 2019年   | 氏名                                                           | 加入期 | 昇格先 | 備考 |
| 4月8日   | イヴ・アントワネット・イヒワン                                 | 5期    | J      | イヴは再昇格。 アメリアは2021年3月14日、イヴは2022年2月12日卒業。 |
| 4月8日   | リスカ・アメリア・プトゥリ                                     | 6期    | J      | イヴは再昇格。 アメリアは2021年3月14日、イヴは2022年2月12日卒業。 |
| 7月21日  | アナスタシャ・ナルワストゥ・テティ                             | 6期    | KIII   | アナスタシャ、ギタは6期生最後の昇格者。 クリスティ、イェシカ、ガブリエル、ナビラは7期生昇格第1号。 2020年1月1日、ガブリエル、ナビラはチームJへ異動。 アナスタシャは2021年3月13日、ガブリエル、ナビラは2021年3月14日、イェシカは2024年1月20日卒業。 |
| 7月21日  | ギタ・スカル・アンダリニ                                       | 6期    | KIII   | アナスタシャ、ギタは6期生最後の昇格者。 クリスティ、イェシカ、ガブリエル、ナビラは7期生昇格第1号。 2020年1月1日、ガブリエル、ナビラはチームJへ異動。 アナスタシャは2021年3月13日、ガブリエル、ナビラは2021年3月14日、イェシカは2024年1月20日卒業。 |
| 7月21日  | アンジェリナ・クリスティ                                       | 7期    | KIII   | アナスタシャ、ギタは6期生最後の昇格者。 クリスティ、イェシカ、ガブリエル、ナビラは7期生昇格第1号。 2020年1月1日、ガブリエル、ナビラはチームJへ異動。 アナスタシャは2021年3月13日、ガブリエル、ナビラは2021年3月14日、イェシカは2024年1月20日卒業。 |
| 7月21日  | イェシカ・タマラ                                               | 7期    | KIII   | アナスタシャ、ギタは6期生最後の昇格者。 クリスティ、イェシカ、ガブリエル、ナビラは7期生昇格第1号。 2020年1月1日、ガブリエル、ナビラはチームJへ異動。 アナスタシャは2021年3月13日、ガブリエル、ナビラは2021年3月14日、イェシカは2024年1月20日卒業。 |
| 7月21日  | ガブリエル・エンジェリナ                                       | 7期    | T      | アナスタシャ、ギタは6期生最後の昇格者。 クリスティ、イェシカ、ガブリエル、ナビラは7期生昇格第1号。 2020年1月1日、ガブリエル、ナビラはチームJへ異動。 アナスタシャは2021年3月13日、ガブリエル、ナビラは2021年3月14日、イェシカは2024年1月20日卒業。 |
| 7月21日  | ナビラ・フィトリアナ                                           | 7期    | T      | アナスタシャ、ギタは6期生最後の昇格者。 クリスティ、イェシカ、ガブリエル、ナビラは7期生昇格第1号。 2020年1月1日、ガブリエル、ナビラはチームJへ異動。 アナスタシャは2021年3月13日、ガブリエル、ナビラは2021年3月14日、イェシカは2024年1月20日卒業。 |
| 8月5日   | ヘリスマ・プトリ                                               | 7期    | KIII   | |
| 8月5日   | ムティアラ・アザフラ                                           | 7期    | KIII   | |
| 9月10日  | ステファニー・プリシラ・インダルト・プトゥリ                   | 3期    | KIII   | 再昇格。 2019年9月28日卒業。 |
| 10月7日  | アウレル・マヨリ                                               | 7期    | J      | 2020年8月22日、アウレルはチームJへ異動。 アウレルは2021年3月12日、アジジは2024年8月25日卒業。 |
| 10月7日  | アジジ・アサデル                                               | 7期    | J      | 2020年8月22日、アウレルはチームJへ異動。 アウレルは2021年3月12日、アジジは2024年8月25日卒業。 |
| 2020年   | 氏名                                                           | 加入期 | 昇格先 | 備考 |
| 8月22日  | アマニナ・アフィカ                                             | 8期    | J      | デア、フェブリオラ、フレヤ、ジェシカ、ジェスリン、ヴィオナは7期生最後の昇格者。 アマニナ、ザラ、アミラ、コルネリア、フィオニー、フロラ、ルル、ニィマス、レファ・フィデラ、ウメガは8期生最初で最後の昇格者。 ニィマスは2020年11月9日活動辞退。 ウメガは2021年3月12日、ヴィオナは2021年3月12日、アマニナは2021年3月14日卒業。 ザラは2021年8月25日解雇。 アミラは2021年11月27日、デアは2023年2月23日、ジェスリンは2023年7月29日、レファは2024年10月12日、フロラは2025年3月5日卒業。 |
| 8月22日  | ザラ・ヌル                                                     | 8期    | KIII   | デア、フェブリオラ、フレヤ、ジェシカ、ジェスリン、ヴィオナは7期生最後の昇格者。 アマニナ、ザラ、アミラ、コルネリア、フィオニー、フロラ、ルル、ニィマス、レファ・フィデラ、ウメガは8期生最初で最後の昇格者。 ニィマスは2020年11月9日活動辞退。 ウメガは2021年3月12日、ヴィオナは2021年3月12日、アマニナは2021年3月14日卒業。 ザラは2021年8月25日解雇。 アミラは2021年11月27日、デアは2023年2月23日、ジェスリンは2023年7月29日、レファは2024年10月12日、フロラは2025年3月5日卒業。 |
| 8月22日  | デア・エンジェリア                                             | 7期    | T      | デア、フェブリオラ、フレヤ、ジェシカ、ジェスリン、ヴィオナは7期生最後の昇格者。 アマニナ、ザラ、アミラ、コルネリア、フィオニー、フロラ、ルル、ニィマス、レファ・フィデラ、ウメガは8期生最初で最後の昇格者。 ニィマスは2020年11月9日活動辞退。 ウメガは2021年3月12日、ヴィオナは2021年3月12日、アマニナは2021年3月14日卒業。 ザラは2021年8月25日解雇。 アミラは2021年11月27日、デアは2023年2月23日、ジェスリンは2023年7月29日、レファは2024年10月12日、フロラは2025年3月5日卒業。 |
| 8月22日  | フェブリオラ・シナンベラ                                       | 7期    | T      | デア、フェブリオラ、フレヤ、ジェシカ、ジェスリン、ヴィオナは7期生最後の昇格者。 アマニナ、ザラ、アミラ、コルネリア、フィオニー、フロラ、ルル、ニィマス、レファ・フィデラ、ウメガは8期生最初で最後の昇格者。 ニィマスは2020年11月9日活動辞退。 ウメガは2021年3月12日、ヴィオナは2021年3月12日、アマニナは2021年3月14日卒業。 ザラは2021年8月25日解雇。 アミラは2021年11月27日、デアは2023年2月23日、ジェスリンは2023年7月29日、レファは2024年10月12日、フロラは2025年3月5日卒業。 |
| 8月22日  | フレヤ・ジャヤワルダナ                                         | 7期    | T      | デア、フェブリオラ、フレヤ、ジェシカ、ジェスリン、ヴィオナは7期生最後の昇格者。 アマニナ、ザラ、アミラ、コルネリア、フィオニー、フロラ、ルル、ニィマス、レファ・フィデラ、ウメガは8期生最初で最後の昇格者。 ニィマスは2020年11月9日活動辞退。 ウメガは2021年3月12日、ヴィオナは2021年3月12日、アマニナは2021年3月14日卒業。 ザラは2021年8月25日解雇。 アミラは2021年11月27日、デアは2023年2月23日、ジェスリンは2023年7月29日、レファは2024年10月12日、フロラは2025年3月5日卒業。 |
| 8月22日  | ジェシカ・チャンドラ                                           | 7期    | T      | デア、フェブリオラ、フレヤ、ジェシカ、ジェスリン、ヴィオナは7期生最後の昇格者。 アマニナ、ザラ、アミラ、コルネリア、フィオニー、フロラ、ルル、ニィマス、レファ・フィデラ、ウメガは8期生最初で最後の昇格者。 ニィマスは2020年11月9日活動辞退。 ウメガは2021年3月12日、ヴィオナは2021年3月12日、アマニナは2021年3月14日卒業。 ザラは2021年8月25日解雇。 アミラは2021年11月27日、デアは2023年2月23日、ジェスリンは2023年7月29日、レファは2024年10月12日、フロラは2025年3月5日卒業。 |
| 8月22日  | ジェスリン・カリスタ                                           | 7期    | T      | デア、フェブリオラ、フレヤ、ジェシカ、ジェスリン、ヴィオナは7期生最後の昇格者。 アマニナ、ザラ、アミラ、コルネリア、フィオニー、フロラ、ルル、ニィマス、レファ・フィデラ、ウメガは8期生最初で最後の昇格者。 ニィマスは2020年11月9日活動辞退。 ウメガは2021年3月12日、ヴィオナは2021年3月12日、アマニナは2021年3月14日卒業。 ザラは2021年8月25日解雇。 アミラは2021年11月27日、デアは2023年2月23日、ジェスリンは2023年7月29日、レファは2024年10月12日、フロラは2025年3月5日卒業。 |
| 8月22日  | ヴィオナ・ファドリン                                           | 7期    | T      | デア、フェブリオラ、フレヤ、ジェシカ、ジェスリン、ヴィオナは7期生最後の昇格者。 アマニナ、ザラ、アミラ、コルネリア、フィオニー、フロラ、ルル、ニィマス、レファ・フィデラ、ウメガは8期生最初で最後の昇格者。 ニィマスは2020年11月9日活動辞退。 ウメガは2021年3月12日、ヴィオナは2021年3月12日、アマニナは2021年3月14日卒業。 ザラは2021年8月25日解雇。 アミラは2021年11月27日、デアは2023年2月23日、ジェスリンは2023年7月29日、レファは2024年10月12日、フロラは2025年3月5日卒業。 |
| 8月22日  | アミラ・ファティン                                             | 8期    | T      | デア、フェブリオラ、フレヤ、ジェシカ、ジェスリン、ヴィオナは7期生最後の昇格者。 アマニナ、ザラ、アミラ、コルネリア、フィオニー、フロラ、ルル、ニィマス、レファ・フィデラ、ウメガは8期生最初で最後の昇格者。 ニィマスは2020年11月9日活動辞退。 ウメガは2021年3月12日、ヴィオナは2021年3月12日、アマニナは2021年3月14日卒業。 ザラは2021年8月25日解雇。 アミラは2021年11月27日、デアは2023年2月23日、ジェスリンは2023年7月29日、レファは2024年10月12日、フロラは2025年3月5日卒業。 |
| 8月22日  | コルネリア・ファニサ                                           | 8期    | T      | デア、フェブリオラ、フレヤ、ジェシカ、ジェスリン、ヴィオナは7期生最後の昇格者。 アマニナ、ザラ、アミラ、コルネリア、フィオニー、フロラ、ルル、ニィマス、レファ・フィデラ、ウメガは8期生最初で最後の昇格者。 ニィマスは2020年11月9日活動辞退。 ウメガは2021年3月12日、ヴィオナは2021年3月12日、アマニナは2021年3月14日卒業。 ザラは2021年8月25日解雇。 アミラは2021年11月27日、デアは2023年2月23日、ジェスリンは2023年7月29日、レファは2024年10月12日、フロラは2025年3月5日卒業。 |
| 8月22日  | フィオニー・アルフェリア                                       | 8期    | T      | デア、フェブリオラ、フレヤ、ジェシカ、ジェスリン、ヴィオナは7期生最後の昇格者。 アマニナ、ザラ、アミラ、コルネリア、フィオニー、フロラ、ルル、ニィマス、レファ・フィデラ、ウメガは8期生最初で最後の昇格者。 ニィマスは2020年11月9日活動辞退。 ウメガは2021年3月12日、ヴィオナは2021年3月12日、アマニナは2021年3月14日卒業。 ザラは2021年8月25日解雇。 アミラは2021年11月27日、デアは2023年2月23日、ジェスリンは2023年7月29日、レファは2024年10月12日、フロラは2025年3月5日卒業。 |
| 8月22日  | フロラ・シャフィック                                           | 8期    | T      | デア、フェブリオラ、フレヤ、ジェシカ、ジェスリン、ヴィオナは7期生最後の昇格者。 アマニナ、ザラ、アミラ、コルネリア、フィオニー、フロラ、ルル、ニィマス、レファ・フィデラ、ウメガは8期生最初で最後の昇格者。 ニィマスは2020年11月9日活動辞退。 ウメガは2021年3月12日、ヴィオナは2021年3月12日、アマニナは2021年3月14日卒業。 ザラは2021年8月25日解雇。 アミラは2021年11月27日、デアは2023年2月23日、ジェスリンは2023年7月29日、レファは2024年10月12日、フロラは2025年3月5日卒業。 |
| 8月22日  | ルル・サルサビラ                                               | 8期    | T      | デア、フェブリオラ、フレヤ、ジェシカ、ジェスリン、ヴィオナは7期生最後の昇格者。 アマニナ、ザラ、アミラ、コルネリア、フィオニー、フロラ、ルル、ニィマス、レファ・フィデラ、ウメガは8期生最初で最後の昇格者。 ニィマスは2020年11月9日活動辞退。 ウメガは2021年3月12日、ヴィオナは2021年3月12日、アマニナは2021年3月14日卒業。 ザラは2021年8月25日解雇。 アミラは2021年11月27日、デアは2023年2月23日、ジェスリンは2023年7月29日、レファは2024年10月12日、フロラは2025年3月5日卒業。 |
| 8月22日  | ニィマス・ラトゥ・ラファ                                       | 8期    | T      | デア、フェブリオラ、フレヤ、ジェシカ、ジェスリン、ヴィオナは7期生最後の昇格者。 アマニナ、ザラ、アミラ、コルネリア、フィオニー、フロラ、ルル、ニィマス、レファ・フィデラ、ウメガは8期生最初で最後の昇格者。 ニィマスは2020年11月9日活動辞退。 ウメガは2021年3月12日、ヴィオナは2021年3月12日、アマニナは2021年3月14日卒業。 ザラは2021年8月25日解雇。 アミラは2021年11月27日、デアは2023年2月23日、ジェスリンは2023年7月29日、レファは2024年10月12日、フロラは2025年3月5日卒業。 |
| 8月22日  | レファ・フィデラ                                               | 8期    | T      | デア、フェブリオラ、フレヤ、ジェシカ、ジェスリン、ヴィオナは7期生最後の昇格者。 アマニナ、ザラ、アミラ、コルネリア、フィオニー、フロラ、ルル、ニィマス、レファ・フィデラ、ウメガは8期生最初で最後の昇格者。 ニィマスは2020年11月9日活動辞退。 ウメガは2021年3月12日、ヴィオナは2021年3月12日、アマニナは2021年3月14日卒業。 ザラは2021年8月25日解雇。 アミラは2021年11月27日、デアは2023年2月23日、ジェスリンは2023年7月29日、レファは2024年10月12日、フロラは2025年3月5日卒業。 |
| 8月22日  | ウメガ・マウラナ                                               | 8期    | T      | デア、フェブリオラ、フレヤ、ジェシカ、ジェスリン、ヴィオナは7期生最後の昇格者。 アマニナ、ザラ、アミラ、コルネリア、フィオニー、フロラ、ルル、ニィマス、レファ・フィデラ、ウメガは8期生最初で最後の昇格者。 ニィマスは2020年11月9日活動辞退。 ウメガは2021年3月12日、ヴィオナは2021年3月12日、アマニナは2021年3月14日卒業。 ザラは2021年8月25日解雇。 アミラは2021年11月27日、デアは2023年2月23日、ジェスリンは2023年7月29日、レファは2024年10月12日、フロラは2025年3月5日卒業。 |
| 2021年   | 氏名                                                           | 加入期 | 昇格先 | 備考 |
| 3月15日  | アザナ・サリハ                                                 | 9期    | -      | 9期生最初で最後の昇格者。 アザナは2024年2月11日卒業。 |
| 3月15日  | インダー・チャヤ                                               | 9期    | -      | 9期生最初で最後の昇格者。 アザナは2024年2月11日卒業。 |
| 3月15日  | カトリナ・アイリン                                             | 9期    | -      | 9期生最初で最後の昇格者。 アザナは2024年2月11日卒業。 |
| 3月15日  | マーシャ・レナテェア                                           | 9期    | -      | 9期生最初で最後の昇格者。 アザナは2024年2月11日卒業。 |
| 2023年   | 氏名                                                           | 加入期 | 昇格先 | 備考 |
| 5月7日   | アマンダ・スクマ                                               | 10期   | -      | 10期生最初で最後の昇格者。 カリスタは2024年12月20日卒業。 |
| 5月7日   | アウレリア                                                     | 10期   | -      | 10期生最初で最後の昇格者。 カリスタは2024年12月20日卒業。 |
| 5月7日   | カリスタ・アリフィア                                           | 10期   | -      | 10期生最初で最後の昇格者。 カリスタは2024年12月20日卒業。 |
| 5月7日   | ガブリエラ・アビゲール                                         | 10期   | -      | 10期生最初で最後の昇格者。 カリスタは2024年12月20日卒業。 |
| 5月7日   | インディラ・セルニ                                             | 10期   | -      | 10期生最初で最後の昇格者。 カリスタは2024年12月20日卒業。 |
| 5月7日   | ジェスリン・エリー                                             | 10期   | -      | 10期生最初で最後の昇格者。 カリスタは2024年12月20日卒業。 |
| 5月7日   | ライシャ・シファ                                               | 10期   | -      | 10期生最初で最後の昇格者。 カリスタは2024年12月20日卒業。 |
| 2024年   | 氏名                                                           | 加入期 | 昇格先 | 備考 |
| 2月1日   | グレース・オクタヴィアニ                                       | 11期   | -      | 11期生昇格第1号。 |
| 2月1日   | グリーセラー・アダリア                                         | 11期   | -      | 11期生昇格第1号。 |
| 11月1日  | アリア・アマンダ                                               | 11期   | -      | 11期生最後の昇格者。 |
| 11月1日  | アニンディア・ラマダニ                                         | 11期   | -      | 11期生最後の昇格者。 |
| 11月1日  | キャスリーン・ニクシー                                         | 11期   | -      | 11期生最後の昇格者。 |
| 11月1日  | セリーヌ・テファニ                                             | 11期   | -      | 11期生最後の昇格者。 |
| 11月1日  | チェルシー・ダヴィナ                                           | 11期   | -      | 11期生最後の昇格者。 |
| 11月1日  | シンティア・ヤプテラ                                           | 11期   | -      | 11期生最後の昇格者。 |
| 11月1日  | デナ・ナタリア                                                 | 11期   | -      | 11期生最後の昇格者。 |
| 11月1日  | デシー・ナタリア                                               | 11期   | -      | 11期生最後の昇格者。 |
| 11月1日  | ゲンディス・マイランニサ                                       | 11期   | -      | 11期生最後の昇格者。 |
| 11月1日  | ミシェル・アレクサンドラ                                       | 11期   | -      | 11期生最後の昇格者。 |

### JKT48アカデミー進級者
JKT48アカデミー クラスBからクラスAへの進級者。
| 進級日   | 氏名                                 | 加入期 | 備考 |
| 2018年   | 氏名                                 | 加入期 | 備考 |
| -------- | ------------------------------------ | ------ | --- |
| 6月10日  | アマンダ・プリセラ                   | 6期    | デニスは2018年8月21日辞退。 アリエラは2018年10月1日チームJへ昇格。 リナンダは2018年10月1日チームTへ昇格。 エリカ・エビサワは2018年10月28日チームKIIIへ昇格。 プトゥリは2018年11月1日退学。 アマンダは2018年12月12日辞退。 カンディヤは2018年12月29日チームKIIIへ昇格。 エリカ・シンティアは2019年1月24日辞退。 リスカは2019年4月8日チームJへ昇格。 グラシエラは2019年6月15日辞退。 アナスタシャは2019年7月21日チームKIIIへ昇格。 サールザは2020年9月22日解雇。 |
| 6月10日  | アナスタシャ・ナルワストゥ・テティ   | 6期    | デニスは2018年8月21日辞退。 アリエラは2018年10月1日チームJへ昇格。 リナンダは2018年10月1日チームTへ昇格。 エリカ・エビサワは2018年10月28日チームKIIIへ昇格。 プトゥリは2018年11月1日退学。 アマンダは2018年12月12日辞退。 カンディヤは2018年12月29日チームKIIIへ昇格。 エリカ・シンティアは2019年1月24日辞退。 リスカは2019年4月8日チームJへ昇格。 グラシエラは2019年6月15日辞退。 アナスタシャは2019年7月21日チームKIIIへ昇格。 サールザは2020年9月22日解雇。 |
| 6月10日  | アリエラ・カリスタ・イヒワン         | 6期    | デニスは2018年8月21日辞退。 アリエラは2018年10月1日チームJへ昇格。 リナンダは2018年10月1日チームTへ昇格。 エリカ・エビサワは2018年10月28日チームKIIIへ昇格。 プトゥリは2018年11月1日退学。 アマンダは2018年12月12日辞退。 カンディヤは2018年12月29日チームKIIIへ昇格。 エリカ・シンティアは2019年1月24日辞退。 リスカは2019年4月8日チームJへ昇格。 グラシエラは2019年6月15日辞退。 アナスタシャは2019年7月21日チームKIIIへ昇格。 サールザは2020年9月22日解雇。 |
| 6月10日  | デニス・カロリーン                   | 6期    | デニスは2018年8月21日辞退。 アリエラは2018年10月1日チームJへ昇格。 リナンダは2018年10月1日チームTへ昇格。 エリカ・エビサワは2018年10月28日チームKIIIへ昇格。 プトゥリは2018年11月1日退学。 アマンダは2018年12月12日辞退。 カンディヤは2018年12月29日チームKIIIへ昇格。 エリカ・シンティアは2019年1月24日辞退。 リスカは2019年4月8日チームJへ昇格。 グラシエラは2019年6月15日辞退。 アナスタシャは2019年7月21日チームKIIIへ昇格。 サールザは2020年9月22日解雇。 |
| 6月10日  | エリカ・エビサワ・クスワン           | 6期    | デニスは2018年8月21日辞退。 アリエラは2018年10月1日チームJへ昇格。 リナンダは2018年10月1日チームTへ昇格。 エリカ・エビサワは2018年10月28日チームKIIIへ昇格。 プトゥリは2018年11月1日退学。 アマンダは2018年12月12日辞退。 カンディヤは2018年12月29日チームKIIIへ昇格。 エリカ・シンティアは2019年1月24日辞退。 リスカは2019年4月8日チームJへ昇格。 グラシエラは2019年6月15日辞退。 アナスタシャは2019年7月21日チームKIIIへ昇格。 サールザは2020年9月22日解雇。 |
| 6月10日  | エリカ・シンティア                   | 6期    | デニスは2018年8月21日辞退。 アリエラは2018年10月1日チームJへ昇格。 リナンダは2018年10月1日チームTへ昇格。 エリカ・エビサワは2018年10月28日チームKIIIへ昇格。 プトゥリは2018年11月1日退学。 アマンダは2018年12月12日辞退。 カンディヤは2018年12月29日チームKIIIへ昇格。 エリカ・シンティアは2019年1月24日辞退。 リスカは2019年4月8日チームJへ昇格。 グラシエラは2019年6月15日辞退。 アナスタシャは2019年7月21日チームKIIIへ昇格。 サールザは2020年9月22日解雇。 |
| 6月10日  | グラシエラ・ルーツ・ウィラント       | 6期    | デニスは2018年8月21日辞退。 アリエラは2018年10月1日チームJへ昇格。 リナンダは2018年10月1日チームTへ昇格。 エリカ・エビサワは2018年10月28日チームKIIIへ昇格。 プトゥリは2018年11月1日退学。 アマンダは2018年12月12日辞退。 カンディヤは2018年12月29日チームKIIIへ昇格。 エリカ・シンティアは2019年1月24日辞退。 リスカは2019年4月8日チームJへ昇格。 グラシエラは2019年6月15日辞退。 アナスタシャは2019年7月21日チームKIIIへ昇格。 サールザは2020年9月22日解雇。 |
| 6月10日  | カンディヤ・ラファ・マウリディタ     | 6期    | デニスは2018年8月21日辞退。 アリエラは2018年10月1日チームJへ昇格。 リナンダは2018年10月1日チームTへ昇格。 エリカ・エビサワは2018年10月28日チームKIIIへ昇格。 プトゥリは2018年11月1日退学。 アマンダは2018年12月12日辞退。 カンディヤは2018年12月29日チームKIIIへ昇格。 エリカ・シンティアは2019年1月24日辞退。 リスカは2019年4月8日チームJへ昇格。 グラシエラは2019年6月15日辞退。 アナスタシャは2019年7月21日チームKIIIへ昇格。 サールザは2020年9月22日解雇。 |
| 6月10日  | プトゥリ・チャーヤニン・アングライニ | 6期    | デニスは2018年8月21日辞退。 アリエラは2018年10月1日チームJへ昇格。 リナンダは2018年10月1日チームTへ昇格。 エリカ・エビサワは2018年10月28日チームKIIIへ昇格。 プトゥリは2018年11月1日退学。 アマンダは2018年12月12日辞退。 カンディヤは2018年12月29日チームKIIIへ昇格。 エリカ・シンティアは2019年1月24日辞退。 リスカは2019年4月8日チームJへ昇格。 グラシエラは2019年6月15日辞退。 アナスタシャは2019年7月21日チームKIIIへ昇格。 サールザは2020年9月22日解雇。 |
| 6月10日  | リナンダ・シャープトゥリ             | 6期    | デニスは2018年8月21日辞退。 アリエラは2018年10月1日チームJへ昇格。 リナンダは2018年10月1日チームTへ昇格。 エリカ・エビサワは2018年10月28日チームKIIIへ昇格。 プトゥリは2018年11月1日退学。 アマンダは2018年12月12日辞退。 カンディヤは2018年12月29日チームKIIIへ昇格。 エリカ・シンティアは2019年1月24日辞退。 リスカは2019年4月8日チームJへ昇格。 グラシエラは2019年6月15日辞退。 アナスタシャは2019年7月21日チームKIIIへ昇格。 サールザは2020年9月22日解雇。 |
| 6月10日  | リスカ・アメリア・プトゥリ           | 6期    | デニスは2018年8月21日辞退。 アリエラは2018年10月1日チームJへ昇格。 リナンダは2018年10月1日チームTへ昇格。 エリカ・エビサワは2018年10月28日チームKIIIへ昇格。 プトゥリは2018年11月1日退学。 アマンダは2018年12月12日辞退。 カンディヤは2018年12月29日チームKIIIへ昇格。 エリカ・シンティアは2019年1月24日辞退。 リスカは2019年4月8日チームJへ昇格。 グラシエラは2019年6月15日辞退。 アナスタシャは2019年7月21日チームKIIIへ昇格。 サールザは2020年9月22日解雇。 |
| 6月10日  | サールザ・グラシタ                   | 6期    | デニスは2018年8月21日辞退。 アリエラは2018年10月1日チームJへ昇格。 リナンダは2018年10月1日チームTへ昇格。 エリカ・エビサワは2018年10月28日チームKIIIへ昇格。 プトゥリは2018年11月1日退学。 アマンダは2018年12月12日辞退。 カンディヤは2018年12月29日チームKIIIへ昇格。 エリカ・シンティアは2019年1月24日辞退。 リスカは2019年4月8日チームJへ昇格。 グラシエラは2019年6月15日辞退。 アナスタシャは2019年7月21日チームKIIIへ昇格。 サールザは2020年9月22日解雇。 |
| 8月13日  | ギタ・スカル・アンダリニ             | 6期    | 2019年7月21日チームKIIIへ昇格。 |
| 10月27日 | アンジェリナ・クリスティ             | 7期    | アンジェリナ、イェシカは2019年7月21日チームKIIIへ昇格。 ガブリエル、ナビラは2019年7月21日チームTへ昇格。 ヘリスマ、ムティアラは2019年8月5日チームKIIIへ昇格。 リファは2019年9月13日辞退。 アウレル、アジジは2019年10月7日チームJへ昇格。 デア、ヴィオナは2020年8月22日チームTへ昇格。 フェビは2021年3月11日、アジジは2024年8月25日卒業。 |
| 10月27日 | アウレル・マヨリ                     | 7期    | アンジェリナ、イェシカは2019年7月21日チームKIIIへ昇格。 ガブリエル、ナビラは2019年7月21日チームTへ昇格。 ヘリスマ、ムティアラは2019年8月5日チームKIIIへ昇格。 リファは2019年9月13日辞退。 アウレル、アジジは2019年10月7日チームJへ昇格。 デア、ヴィオナは2020年8月22日チームTへ昇格。 フェビは2021年3月11日、アジジは2024年8月25日卒業。 |
| 10月27日 | アジジ・アサデル                     | 7期    | アンジェリナ、イェシカは2019年7月21日チームKIIIへ昇格。 ガブリエル、ナビラは2019年7月21日チームTへ昇格。 ヘリスマ、ムティアラは2019年8月5日チームKIIIへ昇格。 リファは2019年9月13日辞退。 アウレル、アジジは2019年10月7日チームJへ昇格。 デア、ヴィオナは2020年8月22日チームTへ昇格。 フェビは2021年3月11日、アジジは2024年8月25日卒業。 |
| 10月27日 | デア・エンジェリア                   | 7期    | アンジェリナ、イェシカは2019年7月21日チームKIIIへ昇格。 ガブリエル、ナビラは2019年7月21日チームTへ昇格。 ヘリスマ、ムティアラは2019年8月5日チームKIIIへ昇格。 リファは2019年9月13日辞退。 アウレル、アジジは2019年10月7日チームJへ昇格。 デア、ヴィオナは2020年8月22日チームTへ昇格。 フェビは2021年3月11日、アジジは2024年8月25日卒業。 |
| 10月27日 | フェビ・コマリル                     | 7期    | アンジェリナ、イェシカは2019年7月21日チームKIIIへ昇格。 ガブリエル、ナビラは2019年7月21日チームTへ昇格。 ヘリスマ、ムティアラは2019年8月5日チームKIIIへ昇格。 リファは2019年9月13日辞退。 アウレル、アジジは2019年10月7日チームJへ昇格。 デア、ヴィオナは2020年8月22日チームTへ昇格。 フェビは2021年3月11日、アジジは2024年8月25日卒業。 |
| 10月27日 | ガブリエル・エンジェリナ             | 7期    | アンジェリナ、イェシカは2019年7月21日チームKIIIへ昇格。 ガブリエル、ナビラは2019年7月21日チームTへ昇格。 ヘリスマ、ムティアラは2019年8月5日チームKIIIへ昇格。 リファは2019年9月13日辞退。 アウレル、アジジは2019年10月7日チームJへ昇格。 デア、ヴィオナは2020年8月22日チームTへ昇格。 フェビは2021年3月11日、アジジは2024年8月25日卒業。 |
| 10月27日 | ヘリスマ・プトリ                     | 7期    | アンジェリナ、イェシカは2019年7月21日チームKIIIへ昇格。 ガブリエル、ナビラは2019年7月21日チームTへ昇格。 ヘリスマ、ムティアラは2019年8月5日チームKIIIへ昇格。 リファは2019年9月13日辞退。 アウレル、アジジは2019年10月7日チームJへ昇格。 デア、ヴィオナは2020年8月22日チームTへ昇格。 フェビは2021年3月11日、アジジは2024年8月25日卒業。 |
| 10月27日 | ムティアラ・アザフラ                 | 7期    | アンジェリナ、イェシカは2019年7月21日チームKIIIへ昇格。 ガブリエル、ナビラは2019年7月21日チームTへ昇格。 ヘリスマ、ムティアラは2019年8月5日チームKIIIへ昇格。 リファは2019年9月13日辞退。 アウレル、アジジは2019年10月7日チームJへ昇格。 デア、ヴィオナは2020年8月22日チームTへ昇格。 フェビは2021年3月11日、アジジは2024年8月25日卒業。 |
| 10月27日 | ナビラ・フィトリアナ                 | 7期    | アンジェリナ、イェシカは2019年7月21日チームKIIIへ昇格。 ガブリエル、ナビラは2019年7月21日チームTへ昇格。 ヘリスマ、ムティアラは2019年8月5日チームKIIIへ昇格。 リファは2019年9月13日辞退。 アウレル、アジジは2019年10月7日チームJへ昇格。 デア、ヴィオナは2020年8月22日チームTへ昇格。 フェビは2021年3月11日、アジジは2024年8月25日卒業。 |
| 10月27日 | リファ・ファトマサリ                 | 7期    | アンジェリナ、イェシカは2019年7月21日チームKIIIへ昇格。 ガブリエル、ナビラは2019年7月21日チームTへ昇格。 ヘリスマ、ムティアラは2019年8月5日チームKIIIへ昇格。 リファは2019年9月13日辞退。 アウレル、アジジは2019年10月7日チームJへ昇格。 デア、ヴィオナは2020年8月22日チームTへ昇格。 フェビは2021年3月11日、アジジは2024年8月25日卒業。 |
| 10月27日 | ヴィオナ・ファドリン                 | 7期    | アンジェリナ、イェシカは2019年7月21日チームKIIIへ昇格。 ガブリエル、ナビラは2019年7月21日チームTへ昇格。 ヘリスマ、ムティアラは2019年8月5日チームKIIIへ昇格。 リファは2019年9月13日辞退。 アウレル、アジジは2019年10月7日チームJへ昇格。 デア、ヴィオナは2020年8月22日チームTへ昇格。 フェビは2021年3月11日、アジジは2024年8月25日卒業。 |
| 10月27日 | イェシカ・タマラ                     | 7期    | アンジェリナ、イェシカは2019年7月21日チームKIIIへ昇格。 ガブリエル、ナビラは2019年7月21日チームTへ昇格。 ヘリスマ、ムティアラは2019年8月5日チームKIIIへ昇格。 リファは2019年9月13日辞退。 アウレル、アジジは2019年10月7日チームJへ昇格。 デア、ヴィオナは2020年8月22日チームTへ昇格。 フェビは2021年3月11日、アジジは2024年8月25日卒業。 |
| 12月18日 | アイコ・ハルミ                       | 7期    | アイコは2020年7月29日活動終了。 フェブリオラ、フレヤ、ジェスリンは2020年8月22日チームTへ昇格。 フェブリナは2021年3月11日卒業。 |
| 12月18日 | フェブリナ・ディポネゴロ             | 7期    | アイコは2020年7月29日活動終了。 フェブリオラ、フレヤ、ジェスリンは2020年8月22日チームTへ昇格。 フェブリナは2021年3月11日卒業。 |
| 12月18日 | フェブリオラ・シナンベラ             | 7期    | アイコは2020年7月29日活動終了。 フェブリオラ、フレヤ、ジェスリンは2020年8月22日チームTへ昇格。 フェブリナは2021年3月11日卒業。 |
| 12月18日 | フレヤ・ジャヤワルダナ               | 7期    | アイコは2020年7月29日活動終了。 フェブリオラ、フレヤ、ジェスリンは2020年8月22日チームTへ昇格。 フェブリナは2021年3月11日卒業。 |
| 12月18日 | ジェスリン・カリスタ                 | 7期    | アイコは2020年7月29日活動終了。 フェブリオラ、フレヤ、ジェスリンは2020年8月22日チームTへ昇格。 フェブリナは2021年3月11日卒業。 |
| 2019年   | 氏名                                 | 加入期 | 備考 |
| 1月26日  | ジェシカ・チャンドラ                 | 7期    | 2020年8月22日チームTへ昇格。 |
| 5月26日  | アマニナ・アフィカ                   | 8期    | レファ・アンドリアナは2019年12月30日辞退。 エリナは2020年5月16日活動終了。 アマニナは2020年8月22日チームJへ昇格。 ザラは2020年8月22日チームKIIIへ昇格。 コルネリアは2020年8月22日チームTへ昇格。 |
| 5月26日  | コルネリア・ファニサ                 | 8期    | レファ・アンドリアナは2019年12月30日辞退。 エリナは2020年5月16日活動終了。 アマニナは2020年8月22日チームJへ昇格。 ザラは2020年8月22日チームKIIIへ昇格。 コルネリアは2020年8月22日チームTへ昇格。 |
| 5月26日  | エリナ・カルティカ                   | 8期    | レファ・アンドリアナは2019年12月30日辞退。 エリナは2020年5月16日活動終了。 アマニナは2020年8月22日チームJへ昇格。 ザラは2020年8月22日チームKIIIへ昇格。 コルネリアは2020年8月22日チームTへ昇格。 |
| 5月26日  | レファ・アンドリアナ                 | 8期    | レファ・アンドリアナは2019年12月30日辞退。 エリナは2020年5月16日活動終了。 アマニナは2020年8月22日チームJへ昇格。 ザラは2020年8月22日チームKIIIへ昇格。 コルネリアは2020年8月22日チームTへ昇格。 |
| 5月26日  | ザラ・ヌル                           | 8期    | レファ・アンドリアナは2019年12月30日辞退。 エリナは2020年5月16日活動終了。 アマニナは2020年8月22日チームJへ昇格。 ザラは2020年8月22日チームKIIIへ昇格。 コルネリアは2020年8月22日チームTへ昇格。 |
| 不明     | ガブリエラー・ステファニー           | 8期    | パメラは2020年2月7日活動終了。 ルルは2020年8月22日チームTへ昇格。 サルマは2020年9月1日活動終了。 ガブリエラーは2021年3月11日卒業。 |
| 不明     | ルル・サルサビラ                     | 8期    | パメラは2020年2月7日活動終了。 ルルは2020年8月22日チームTへ昇格。 サルマは2020年9月1日活動終了。 ガブリエラーは2021年3月11日卒業。 |
| 不明     | パメラ・クリサンテ                   | 8期    | パメラは2020年2月7日活動終了。 ルルは2020年8月22日チームTへ昇格。 サルマは2020年9月1日活動終了。 ガブリエラーは2021年3月11日卒業。 |
| 不明     | サルマ・アニッサ                     | 8期    | パメラは2020年2月7日活動終了。 ルルは2020年8月22日チームTへ昇格。 サルマは2020年9月1日活動終了。 ガブリエラーは2021年3月11日卒業。 |
| 6月30日  | アミラ・ファティン                   | 8期    | デフィタは2020年3月30日活動終了。 アミラ、フィオニー、レファ・フィデラは2020年8月22日チームTへ昇格。 ケイシャは2021年3月11日卒業。 |
| 6月30日  | デフィタ・マハラニ                   | 8期    | デフィタは2020年3月30日活動終了。 アミラ、フィオニー、レファ・フィデラは2020年8月22日チームTへ昇格。 ケイシャは2021年3月11日卒業。 |
| 6月30日  | フィオニー・アルフェリア             | 8期    | デフィタは2020年3月30日活動終了。 アミラ、フィオニー、レファ・フィデラは2020年8月22日チームTへ昇格。 ケイシャは2021年3月11日卒業。 |
| 6月30日  | ケイシャ・ラマダニ                   | 8期    | デフィタは2020年3月30日活動終了。 アミラ、フィオニー、レファ・フィデラは2020年8月22日チームTへ昇格。 ケイシャは2021年3月11日卒業。 |
| 6月30日  | レファ・フィデラ                     | 8期    | デフィタは2020年3月30日活動終了。 アミラ、フィオニー、レファ・フィデラは2020年8月22日チームTへ昇格。 ケイシャは2021年3月11日卒業。 |
| 8月3日   | シンディ・ヌグロホ                   | 8期    | フロラ、ニィマス、ウメガは2020年8月22日チームTへ昇格。 シンディは2021年3月11日、フロラは2025年3月5日卒業。 |
| 8月3日   | フロラ・シャフィック                 | 8期    | フロラ、ニィマス、ウメガは2020年8月22日チームTへ昇格。 シンディは2021年3月11日、フロラは2025年3月5日卒業。 |
| 8月3日   | ニィマス・ラトゥ・ラファ             | 8期    | フロラ、ニィマス、ウメガは2020年8月22日チームTへ昇格。 シンディは2021年3月11日、フロラは2025年3月5日卒業。 |
| 8月3日   | ウメガ・マウラナ                     | 8期    | フロラ、ニィマス、ウメガは2020年8月22日チームTへ昇格。 シンディは2021年3月11日、フロラは2025年3月5日卒業。 |
| 2020年   | 氏名                                 | 加入期 | 備考 |
| 1月25日  | アザナ・サリハ                       | 9期    | オリフィア、ディアラは2020年2月17日活動終了。 ケイトリン、カリスタ・エリシア、クリスタベル、ナビラ、プトゥリ、シンタ・デフィは2021年3月11日卒業。 アザナ、インダー、カトリナ、マーシャは2021年3月15日正規メンバーへ昇格。 |
| 1月25日  | ケイトリン・グイネット               | 9期    | オリフィア、ディアラは2020年2月17日活動終了。 ケイトリン、カリスタ・エリシア、クリスタベル、ナビラ、プトゥリ、シンタ・デフィは2021年3月11日卒業。 アザナ、インダー、カトリナ、マーシャは2021年3月15日正規メンバーへ昇格。 |
| 1月25日  | カリスタ・エリシア                   | 9期    | オリフィア、ディアラは2020年2月17日活動終了。 ケイトリン、カリスタ・エリシア、クリスタベル、ナビラ、プトゥリ、シンタ・デフィは2021年3月11日卒業。 アザナ、インダー、カトリナ、マーシャは2021年3月15日正規メンバーへ昇格。 |
| 1月25日  | クリスタベル・ジョセリン             | 9期    | オリフィア、ディアラは2020年2月17日活動終了。 ケイトリン、カリスタ・エリシア、クリスタベル、ナビラ、プトゥリ、シンタ・デフィは2021年3月11日卒業。 アザナ、インダー、カトリナ、マーシャは2021年3月15日正規メンバーへ昇格。 |
| 1月25日  | インダー・チャヤ                     | 9期    | オリフィア、ディアラは2020年2月17日活動終了。 ケイトリン、カリスタ・エリシア、クリスタベル、ナビラ、プトゥリ、シンタ・デフィは2021年3月11日卒業。 アザナ、インダー、カトリナ、マーシャは2021年3月15日正規メンバーへ昇格。 |
| 1月25日  | カトリナ・アイリン                   | 9期    | オリフィア、ディアラは2020年2月17日活動終了。 ケイトリン、カリスタ・エリシア、クリスタベル、ナビラ、プトゥリ、シンタ・デフィは2021年3月11日卒業。 アザナ、インダー、カトリナ、マーシャは2021年3月15日正規メンバーへ昇格。 |
| 1月25日  | マーシャ・レナテェア                 | 9期    | オリフィア、ディアラは2020年2月17日活動終了。 ケイトリン、カリスタ・エリシア、クリスタベル、ナビラ、プトゥリ、シンタ・デフィは2021年3月11日卒業。 アザナ、インダー、カトリナ、マーシャは2021年3月15日正規メンバーへ昇格。 |
| 1月25日  | ナビラ・グスマリア                   | 9期    | オリフィア、ディアラは2020年2月17日活動終了。 ケイトリン、カリスタ・エリシア、クリスタベル、ナビラ、プトゥリ、シンタ・デフィは2021年3月11日卒業。 アザナ、インダー、カトリナ、マーシャは2021年3月15日正規メンバーへ昇格。 |
| 1月25日  | オリフィア・ペイテン                 | 9期    | オリフィア、ディアラは2020年2月17日活動終了。 ケイトリン、カリスタ・エリシア、クリスタベル、ナビラ、プトゥリ、シンタ・デフィは2021年3月11日卒業。 アザナ、インダー、カトリナ、マーシャは2021年3月15日正規メンバーへ昇格。 |
| 1月25日  | プトゥリ・エルザーラ                 | 9期    | オリフィア、ディアラは2020年2月17日活動終了。 ケイトリン、カリスタ・エリシア、クリスタベル、ナビラ、プトゥリ、シンタ・デフィは2021年3月11日卒業。 アザナ、インダー、カトリナ、マーシャは2021年3月15日正規メンバーへ昇格。 |
| 1月25日  | シンタ・デフィ                       | 9期    | オリフィア、ディアラは2020年2月17日活動終了。 ケイトリン、カリスタ・エリシア、クリスタベル、ナビラ、プトゥリ、シンタ・デフィは2021年3月11日卒業。 アザナ、インダー、カトリナ、マーシャは2021年3月15日正規メンバーへ昇格。 |
| 1月25日  | ティアラ・サシ                       | 9期    | オリフィア、ディアラは2020年2月17日活動終了。 ケイトリン、カリスタ・エリシア、クリスタベル、ナビラ、プトゥリ、シンタ・デフィは2021年3月11日卒業。 アザナ、インダー、カトリナ、マーシャは2021年3月15日正規メンバーへ昇格。 |

## 派生ユニット
| ユニット名     | メンバー | 備考 |
| -------------- | --- | --- |
| 4 Gulali       | アヤナ・シャハブ、シンカ・ジュリアニ、シャフィラ・アンジェラ・ヌルハリザ、フェニ・フィトゥリヤンティ                                                     | 仲川遥香プロデュースのJKT48初の派生ユニット。ユニット名はTwitterのハッシュタグによって募集されたものである。 2016年3月、仲川遥香、マルタ・グラシエラの2名がユニットを脱退し、アヤナ・シャハブ、フェニ・フィトゥリヤンティが加入。                                                           |
| 4 Duren        | シンタ・ナオミ、ロナ・アングレアニ | 2016年9月、レズキー・ウインランティ・ディクがユニット脱退。 2016年12月、センディ・アリアニがユニット脱退。 2017年6月、ロナ・アングレアニ、デナ・シティ・ロヒャティの2名がオーディションを経て加入。 2018年3月、近野莉菜がユニット脱退。 2018年4月、デナ・シティ・ロヒャティがユニット脱退。 |
| JKT48 Acoustic | ロナ・アングレアニ(Vo)、ナディラ・シンディ・ワンタリ(Vo+Gu)、ニ・マデ・アユ・ファニア・アウレリア(Vo+Gu)、フランシスカ・サラスワティ・プスパ・デウィ(Vo) | 2017年9月、公式ユニットとして認められる。 |

## オーディション
合格者のうち太字となっているのは2025年5月1日現在、在籍しているメンバー。
共通募集要項
- 13歳から18歳までの女性
- プロダクションに所属しておらず、日常的にジャカルタに通い活動ができ、JKT48との契約が可能なこと

### 第1期生オーディション
- 応募期間：2011年9月13日 - 9月18日
- 応募総数：約1,200名
- 一次審査 - 書類
- 二次審査 - 面接（2011年9月末）
- 最終審査 - ダンス・歌唱（2011年11月2日）：合格者28名

合格者
アリサ・アストリ、アリサ・ガリアモファ、アヤナ・シャハブ、ベビー・チャエサラ・アナディラ、シンディ・グラ、クレオパトラ、ドゥリマ・リズキー、デフィ・キナル・プトゥリ、ディアスタ・プリスワリニ、ファヒラ、フリスカ・アナスタシア・ラクサニ、ガブリエラ・マルガレット・ワラオー、ガイダ・ファリシャ、インタニア・プラタマ・イルハム、ジェシカ・ファニア、ジェシカ・フェランダ、メロディー・ヌランダニ・ラクサニ、ナビラ・ラトナ・アユ・アザリア、ネネン・ロスディアナ、野澤玲奈（AKB48へ移籍後卒業）、レズキー・ウィランティ・ディク、リカ・レヨナ、センディ・アリアニ、シャニア・ジュニアナタ、シティ・ガヤトリ、ソニア・ナタリア、ソニャ・パンダルマワン、ステラ・コルネリア

### 第2期生オーディション
- 応募期間：2012年8月13日 - 8月31日
- 応募総数：約4,500名
- 二次審査：合格者67名
- 最終審査（2012年10月6日）：合格者31名
- JKT48 2期生最終オーディション in Tokyo（2012年11月3日）：合格者31名

合格者
アリシア・チャンジア、アルテア・カリスタ、アニサ・アティア、シンディ・ユフィア、デラ・デリラ、デリア・エルディタ、デナ・シティ・ロヒャティ、ドゥイ・プトゥリ・ボニタ、ファヒルヤニ・シャファリヤンティ、インタル・プトゥリ・カリーナ、ジェニファー・ハンナ、ジェニファー・ラヘル・ナタシャ、リディア・マウリダ・ジュハンダル、ナディファ・カリマ、ナディラ・シンディ・ワンタリ、ナタリア、ノエラ・システリナ、ノフィンタ・ディニ、ヌリハリマ・オクタフィアンティ、オクティ・セフピン、オリフィア・ロッブレック、プリシリア・サリ・デウィ、ラトゥ・フィエンニ・フィトゥリリア、リスカ・ファイルニッサ、ロナ・アングレアニ、サクティア・オクタピアニ、シンタ・ナオミ、シンカ・ジュリアニ、タリア、タリア・イファンカ・エリサベス、フィフィヨナ・アプリアニ

### 第3期生オーディション
- 応募期間：2013年11月3日 - 11月30日
- 応募総数：10,957名
- 最終審査（2014年3月15日）：参加者61名 → 合格者32名

合格者
アリシア・フェリヤナ、アマンダ・ドウィ・アリスタ、アンデラ・ユウォノ、アンジー・プトゥリ・クルニアサリ、アニンディタ・ラーマ・チャヒャディ、アユ・サフィラ・オクタフィアニ、チキタ・ラフェンスカ・マヌサ、イレィン・ハルタント、ファリナ・ヨギ・デファニ、フェニ・フィトゥリヤンティ、フランシスカ・サラスワティ・プスパ・デウィ、インダー・プルマタ・サリ、ケジア・プトゥリ・アンディンタ、マリア・ゲノフェフア・ナタリア・デシー・プルナマサリ・グナワン、マルタ・グラシエラ、ミシェル・クリスト・クスナディ、ミレニア・クリスティエン・グロリ・ゴエナワン、ナディファ・サルサビラ、ニ・マデ・アユ・ファニア・アウレリア、ニナ・ハミダ、ピピト・アナンダ、プトゥリ・ファリン・カルティカ、リズカ・カリラ、シャッファ・ナビラ、シャニ・インディラ・ナティオ、シャニア・グラシア、ソフィア・メイファリアニ、ステファニー・プリシラ・インダルト・プトゥリ、シャフィラ・アンジェラ・ヌルハリザ、トゥリアロナ・クスマ、ヤンセン・インディアニ、ゼビ・マグノリア・ファワズ

### 第4期生オーディション
- 応募期間：2015年1月10日 - 1月31日
- 最終審査（2015年5月）：合格者12名

合格者
アドリアニ・エリサベス、クリスティ、シンディ・ハプサリ・マハラニ・プジアントロ・プトゥリ、フィドリ・インマンダ・アッザフラ、ジェシカ・ベルリアナ・エカワルダニ、ジナン・サファ・サフィラ、マデ・デヴィ・ラニタ・ニンタラ、メガ・スルヤニ、メラティ・プトゥリ・ラヘル・セシリア、スリ・リンタン、タン・ジー・フイ・セリーヌ、ザフラ・ユリヴァ・デルマワン

### 第5期生オーディション
- 応募期間：2016年4月1日 - 5月10日
- 最終審査（2016年5月）：合格者17名

合格者
アディスティ・ザラ、アンギタ・デスティアナ・デウィ、チンティヤ・ハニンディタキラナ・ウィラワン、チトラ・アユ・プラナジャヤ・ウィブラド、ディアニ・アマリア・ラマダニ、エリザベス・グロリア・セティアワン、イヴ・アントワネット・イヒワン、ガブリェラ・マルセリナ、ハシャキラ・ウタミ・クスマワルダニ、ヘルマ・ソニャ、ヌルハヤティ、プティ・ナディラ・アザリア、レギナ・アンジェリナ、リッサンダ・プトゥリ・トゥアリッサ、ルート・ダマヤンティ・シタンガン、サニア・ジュリア・モントラル、フィオレタ・ブルハン

### 第6期生オーディション
- 応募期間：2017年10月1日 - 11月5日
- 最終審査（2018年4月7日・4月8日）：合格者14名

合格者
アマンダ・プリセラ、アナスタシャ・ナルワストゥ・テティ、アリエラ・カリスタ・イヒワン、デニス・カロリーン、エリカ・エビサワ・クスワン、エリカ・シンティア、ギタ・スカル・アンダリニ、グラシエラ・ルーツ・ウィラント、ジハン・ミフタフル・ジャナー、カンディヤ・ラファ・マウリディタ、プトゥリ・チャーヤニン・アングライニ、リナンダ・シャープトゥリ、リスカ・アメリア・プトゥリ、サールザ・グラシタ

### JKT48 Academyオーディション（7期生）
- 応募期間：2018年6月29日 - 8月31日

合格者
アイコ・ハルミ、アンジェリナ・クリスティ、アウレル・マヨリ、アジジ・アサデル、カリスタ・レア、デア・エンジェリア、フェビ・コマリル、フェブリナ・ディポネゴロ、フェブリオラ・シナンベラ、フレヤ・ジャヤワルダナ、ガブリエル・エンジェリナ、ヘリスマ・プトリ、ジェシカ・チャンドラ、ジェスリン・カリスタ、カニャ・チャヤ、ムティアラ・アザフラ、ナビラ・フィトリアナ、リファ・ファトマサリ、ヴィオナ・ファドリン、イェシカ・タマラ

### JKT48 Academyオーディション（8期生）
- 応募期間：2019年2月8日 - 4月7日

合格者
アマニナ・アフィカ、アミラ・ファティン、シンディ・ヌグロホ、コルネリア・ファニサ、デフィタ・マハラニ、エリナ・カルティカ、フィオニー・アルフェリア、フロラ・シャフィック、ガブリエラー・ステファニー、ケイシャ・ラマダニ、ルル・サルサビラ、ニィマス・ラトゥ・ラファ、パメラ・クリサンテ、レファ・アンドリアナ、レファ・フィデラ、サルマ・アニッサ、ウメガ・マウラナ、ザラ・ヌル

### JKT48 Academyオーディション（9期生）
- 応募期間：2019年10月8日 - 11月11日

合格者
アザナ・サリハ、ケイトリン・グイネット、カリスタ・エリシア、クリスタベル・ジョセリン、インダー・チャヤ、アリス・フェフィナ・プラセティオ、カトリナ・アイリン、マーシャ・レナテェア、ナビラ・グスマリア、オリフィア・ペイテン、プトゥリ・エルザーラ、シンタ・デフィ、ティアラ・サシ

### JKT48 Academyオーディション（10期生）
- 応募期間：2020年6月2日 - 6月30日

合格者
アリア・ギセール、アマンダ・スクマ、アウレリア、カリスタ・アリフィア、ガブリエラ・アビゲール、インディラ・セルニ、ジェスリン・エリー、ライシャ・シファ

### 第11期生オーディション
- 応募期間：2022年8月22日 - 9月22日

合格者
アリア・アマンダ、アニンディア・ラマダニ、アウリア・アシラ、キャスリーン・ニクシー、セリーヌ・テファニ、チェルシー・ダヴィナ、シンティア・ヤプテラ、デナ・ナタリア、デシー・ナタリア、ゲンディス・マイランニサ、グレース・オクタヴィアニ、グリーセラー・アダリア、ジーン・ヴィクトリア、ミシェル・アレクサンドラ

### 第12期生オーディション
- 応募期間：2023年8月23日 - 9月30日

合格者
アビガイル・ラチェル、アデリヌ・ウィジャヤ、アイサ・マハラニ、アウレル・アラナ、カトリーヌ・ヴァレンシア、フリッツィー・ロスメリアン、ヒラリー・アビガイル、ジャッズリン・トリシャ、レチシア・モリーン、ミシェル・レヴィア、ナイラ・スジ、ニナ・トゥータチア、オリヌ・マヌエル、レギナ・ウィリアン、リブカ・ブディマン、シャビルキス・ナイラ、ヴィクトリア・キムベルリー

### 第13期生オーディション
- 応募期間：2024年8月26日 - 9月30日

合格者
アストレラ・ヴィルジアナンダ、アウリア・リザ、ボン・アプリリ、ハギア・ソピア、フマイラ・ラマダニ、ジャクリーン・インマヌエラ、ジミマ・エヴォディ、ミカエラ・クシャント、ヌル・インタン

## 選抜総選挙
シングル表題曲およびカップリング曲を歌うメンバーをファン投票によって決定するイベント。第1回が2014年に開催され、その後2019年の第6回まで開催された。

## 作品

### シングル
| 枚                   | リリース                                                         | タイトル                                                                       | 販売形態                                    | 備考 |
| Hits Recordsレーベル | Hits Recordsレーベル                                             | Hits Recordsレーベル                                                           | Hits Recordsレーベル                        | Hits Recordsレーベル                                                                                       |
| -------------------- | ---------------------------------------------------------------- | ------------------------------------------------------------------------------ | ------------------------------------------- | --- |
| 1                    | 2013年5月17日 2013年5月11日                                      | RIVER                                                                          | CD+DVD CD                                   | 通常盤 劇場盤                                                                                              |
| 2                    | 2013年7月3日                                                     | 夕陽を見ているか? Apakah Kau Melihat Mentari Senja? Yuuhi wo Miteiruka?        | CD+DVD CD                                   | 通常盤 劇場盤                                                                                              |
| 3                    | 2013年8月21日                                                    | 恋するフォーチュンクッキー Fortune Cookie yang Mencinta Koisuru Fortune Cookie | CD+DVD CD                                   | 通常盤 劇場盤                                                                                              |
| 4                    | 2013年11月26日                                                   | 真夏のSounds good! Musim Panas Sounds Good! Manatsu no Sounds Good!            | CD+DVD CD                                   | 通常盤 劇場盤                                                                                              |
| 5                    | 2014年3月5日                                                     | フライングゲット Flying Get                                                    | CD                                          | Alfa Group盤 劇場盤                                                                                        |
| 6                    | 2014年6月11日                                                    | ギンガムチェック Gingham Check                                                 | CD+DVD CD                                   | 通常盤 劇場盤                                                                                              |
| 7                    | 2014年8月27日                                                    | 心のプラカード Papan Penanda Isi Hati Kokoro no Placard                        | CD+DVD CD                                   | 通常盤 劇場盤                                                                                              |
| 8                    | 2014年12月24日                                                   | 風は吹いている Angin Sedang Berhembus Kaze wa Fuiteiru                         | CD+DVD CD                                   | 通常盤 劇場盤                                                                                              |
| 9                    | 2015年3月27日                                                    | パレオはエメラルド Pareo adalah Emerald Pareo wa Emerald                       | CD+DVD CD                                   | 通常盤 劇場盤 Basic Version                                                                                |
| 10                   | 2015年5月27日                                                    | 希望的リフレイン Refrain Penuh Harapan Kibouteki Refrain                       | CD+DVD Music Download Card                  | 通常盤 Music Card                                                                                          |
| 11                   | 2015年8月26日                                                    | ハロウィン・ナイト Halloween Night                                             | CD+DVD Music Download Card                  | 通常盤 Music Card                                                                                          |
| 12                   | 2016年1月1日                                                     | Beginner                                                                       | CD+DVD Music Download Card                  | 通常盤 Music Card                                                                                          |
| 13                   | 2016年6月1日                                                     | 前しか向かねえ Hanya Lihat Ke Depan Mae Shika Mukanee                          | CD+DVD Music Download Card                  | 通常盤 Music Card                                                                                          |
| 14                   | 2016年9月21日                                                    | LOVE TRIP                                                                      | CD+DVD Music Download Card                  | 通常盤 Music Card                                                                                          |
| 15                   | 2016年12月21日                                                   | 最高かよ Luar Biasa! Saikou Kayo                                               | CD+DVD Music Download Card                  | 通常盤 Music Card                                                                                          |
| 16                   | 2017年3月8日                                                     | So Long!                                                                       | CD+DVD Music Download Card                  | 通常盤 Music Card                                                                                          |
| 17                   | 2017年6月7日 2017年8月11日                                       | 鈴懸なんちゃら Indahnya Senyum Manismu dst. Suzukake Nanchara                  | Music Download Card CD+DVD                  | Music Card 通常盤                                                                                          |
| 18                   | 2017年12月14日 2018年1月12日                                     | 君はメロディー Dirimu Melody Kimi wa Melody                                    | Music Download Card CD+DVD                  | Music Card 通常盤                                                                                          |
| 19                   | 2018年7月7日 2018年8月                                           | Everyday、カチューシャ/UZA Everyday, Kachuusha/UZA                             | Music Download Card CD+DVD                  | Music Card 通常盤                                                                                          |
| 20                   | 2019年1月12日 2019年1月25日 2019年2月1日 2019年2月 2019年3月30日 | ハイテンション High Tension                                                    | DOWNLOAD CARD 音楽配信 DOWNLOAD CARD CD+DVD | DOWNLOAD CARD（選抜メンバーVersion） JOOX限定配信 一般配信 DOWNLOAD CARD（アンダーガールズversion） 通常盤 |
| 21                   | 2020年1月9日 2020年2月                                           | Rapsodi                                                                        | DOWNLOAD CARD CD+DVD                        | DOWNLOAD CARD 通常盤                                                                                       |
| 22                   | 2021年3月16日                                                    | だらしない愛し方 Cara Ceroboh untuk Mencinta Darashinai Aishikata              | CD 音楽配信                                 | 通常盤 一般配信                                                                                            |
| 23                   | 2022年6月17日 2022年8月31日                                      | Flying High                                                                    | CD 音楽配信                                 | 通常盤 一般配信                                                                                            |
| 24                   | 2023年10月11日                                                   | さよならクロール Sayonara Crawl                                                | CD 音楽配信                                 | 通常盤 一般配信                                                                                            |
| 25                   | 2024年5月9日                                                     | Magic Hour                                                                     | CD 音楽配信                                 | 通常盤 一般配信                                                                                            |
| 26                   | 2025年2月3日                                                     | ＃好きなんだ #KuSangatSuka #SukiNanda                                          | CD 音楽配信                                 | 通常盤 一般配信                                                                                            |

#### 配信シングル
| 枚 | リリース       | タイトル                                                                   | レーベル                     |
| -- | -------------- | -------------------------------------------------------------------------- | ---------------------------- |
| 1  | 2016年12月2日  | Christmas Single                                                           | Inside & Dentsu Inter Admark |
| 2  | 2018年7月1日   | JKT48 CIRCUS DOWNLOAD CARD                                                 |                              |
| 3  | 2018年10月20日 | JKT48 CIRCUS PART 2 DOWNLOAD CARD                                          |                              |
| 4  | 2019年4月18日  | Sousenkyo 2018 Top 3                                                       |                              |
| 5  | 2019年5月31日  | JKT48 CIRCUS PART 3 DOWNLOAD CARD                                          |                              |
| 6  | 2019年9月4日   | JKT48 CIRCUS PART 4 DOWNLOAD CARD                                          |                              |
| 7  | 2021年2月6日   | JKT48 Acoustic                                                             |                              |
| 8  | 2021年4月2日   | Bukan PHO (Cover Version)                                                  |                              |
| 9  | 2022年5月27日  | Berani Bersuara ᐸ3 ᐸ3 (feat. Laleilmanino)                                 |                              |
| 10 | 2023年4月28日  | 未来が目にしみる Masa Depan yang Menyilaukan Mata Mirai ga Me ni Shimiru   |                              |
| 11 | 2023年6月12日  | ポニーテールとシュシュ (2023 ver.) Ponytail dan Shu-shu Ponytail to Shushu |                              |
| 12 | 2023年11月18日 | 僕らのユリイカ Eureka Milik Kita Bokura no Eureka                          |                              |
| 13 | 2023年12月30日 | Seventeen                                                                  |                              |
| 14 | 2023年12月30日 | Green Flash                                                                |                              |
| 15 | 2024年3月22日  | Ini Ramadan Kita (feat. Nasida Ria)                                        |                              |
| 16 | 2024年3月27日  | 雨の動物園 (New Era ver.) Kebun Binatang Saat Hujan Ame no Doubutsuen      |                              |
| 17 | 2024年3月27日  | 青空片想い (Special Release) Langit Biru Cinta Searah Aozora Kataomoi      |                              |
| 18 | 2024年8月21日  | あまのじゃくバッタ Belalang yang Membangkang Amanojaku Batta               |                              |
| 19 | 2024年9月2日   | チャンスの順番 Saatnya Kesempatan Chance no Junban                         |                              |

#### 参加シングル
AKB48
| リリース       | タイトル | 参加曲               | 名義                | メンバー   |
| -------------- | --- | -------------------- | ------------------- | ---------- |
| 2012年2月15日  | GIVE ME FIVE! | NEW SHIP             | スペシャルガールズA | メロディー |
| 2012年12月5日  | 永遠プレッシャー | とっておきクリスマス |                     | 高城       |
| 2012年12月5日  | 永遠プレッシャー | 私たちのReason       |                     | 仲川       |
| 2013年5月22日  | さよならクロール | さよならクロール     |                     | 高城       |
| 2013年8月21日  | 恋するフォーチュンクッキー | 愛の意味を考えてみた | アンダーガールズ    | 高城       |
| 2013年10月30日 | ハート・エレキ | 快速と動体視力       | アンダーガールズ    | 高城       |
| 2013年10月30日 | ハート・エレキ | 細雪リグレット       | Team K              | 野澤       |
| 2013年10月30日 | ハート・エレキ | Tiny T-shirt         | Team B              | 高城       |
| 2013年12月11日 | 鈴懸の木の道で 「君の微笑みを夢に見る」 と言ってしまったら 僕たちの関係は どう変わってしまうのか、 僕なりに何日か 考えた上での やや気恥ずかしい 結論のようなもの | Mosh & Dive          |                     | 高城       |
| 2014年2月26日  | 前しか向かねえ | 君の嘘を知っていた   | Beauty Giraffes     | 高城、野澤 |

### アルバム
| 枚                   | リリース             | タイトル                            | 販売形態                   | 備考                 |
| Hits Recordsレーベル | Hits Recordsレーベル | Hits Recordsレーベル                | Hits Recordsレーベル       | Hits Recordsレーベル |
| -------------------- | -------------------- | ----------------------------------- | -------------------------- | -------------------- |
| 1                    | 2013年2月16日        | ヘビーローテーション Heavy Rotation | CD+DVD CD                  | TYPE-A TYPE-B        |
| 2                    | 2016年3月23日        | 神曲たち Mahagita Kamikyokutachi    | CD+DVD Music Download Card | 通常盤 Music Card    |
| -                    | 2017年2月22日        | JKT48 Festival Greatest Hits        | CD                         |                      |
| 3                    | 2017年9月13日        | B・E・L・I・E・V・E                 | Music Download Card CD     | Music Card 通常盤    |
| 4                    | 2019年10月9日        | Joy Kick! Tears                     | DOWNLOAD CARD              |                      |
| 4                    | 2019年10月末         | Joy Kick! Tears                     | CD                         |                      |

#### 劇場公演アルバム
| 枚                    | リリース日            | タイトル                                                     | 販売形態               |
| JKT48 Projectレーベル | JKT48 Projectレーベル | JKT48 Projectレーベル                                        | JKT48 Projectレーベル  |
| --------------------- | --------------------- | ------------------------------------------------------------ | ---------------------- |
| 1                     | 2014年12月7日         | 恋愛禁止条例 Aturan Anti Cinta Renai Kinshi Jourei           | CD                     |
| 2                     | 2014年12月7日         | 僕の太陽 Matahari Milikku Boku no Taiyou                     | CD                     |
| 3                     | 2018年6月30日         | ただいま恋愛中 Sekarang Sedang Jatuh Cinta Tadaima Renaichuu | Music Download Card CD |
| 4                     | 2018年10月14日        | 逆上がり Back Hip Circle Saka Agari                          | DOWNLOAD CARD          |
| 5                     | 2019年8月7日          | アイドルの夜明け Fajar Sang Idola Idol no Yoake              | DOWNLOAD CARD          |

#### 参加アルバム
AKB48
- 次の足跡（2014年1月22日）

### 映像作品

#### 劇場公演
| 枚                    | リリース日            | タイトル                                                              | 販売形態              | レコードNo:           |
| JKT48 Projectレーベル | JKT48 Projectレーベル | JKT48 Projectレーベル                                                 | JKT48 Projectレーベル | JKT48 Projectレーベル |
| --------------------- | --------------------- | --------------------------------------------------------------------- | --------------------- | --------------------- |
| 1                     | 2013年7月6日          | パジャマドライブ Pajama Drive                                         | 2DVD+CD               |                       |
| 2                     | 2013年12月21日        | 恋愛禁止条例 Aturan Anti Cinta Renai Kinshi Jourei                    | DVD                   |                       |
| 3                     | 2013年12月21日        | 僕の太陽 Matahari Milikku Boku no Taiyou                              | DVD                   |                       |
| 4                     | 2014年11月8日         | 誰かのために Demi Seseorang Dareka no Tame ni                         | DVD+CD                |                       |
| 5                     | 2014年11月8日         | 青春ガールズ Gadis Gadis Remaja Seishun Girls                         | DVD+CD                |                       |
| 6                     | 2015年8月12日         | 手をつなぎながら Sambil Menggandeng Erat Tanganku Te wo Tsunaginagara | DVD                   |                       |
| 7                     | 2016年4月9日          | シアターの女神 Dewi Theater Theater no Megami                         | DVD                   |                       |
| 8                     | 2016年11月20日        | 最終ベルが鳴る Bel Terakhir Berbunyi Saishuu Bell ga Naru             | DVD                   |                       |

#### コンサート
| 枚                    | リリース日            | タイトル                                                                                       | レコードNo:           |
| JKT48 Projectレーベル | JKT48 Projectレーベル | JKT48 Projectレーベル                                                                          | JKT48 Projectレーベル |
| --------------------- | --------------------- | ---------------------------------------------------------------------------------------------- | --------------------- |
| 1                     | 2013年12月7日         | JKT48 IN CONCERT“PERKENALKAN NAMA KAMI, JKT48” JULY 4TH 2013 TENNIS INDOOR SENAYAN CONCERT DVD |                       |
| 2                     | 2014年10月4日         | JKT48 2ND ANNIVERSARY LIVE IN CONCERT PERFORMING ALL OUT ! Terimakasih telah menjadi temanku   |                       |
| 3                     | 2016年1月1日          | 3RD ANNIVERSARY JKT48 LIVE IN CONCERT - SAYA MASIH ANAK KECIL -                                |                       |
| 4                     | 2016年7月19日         | JKT48 Request hour 2016 -setlist best 30-                                                      |                       |
| 5                     | 2016年8月19日         | JKT48 Live in Concert "Pintu masa depan - mirai no tobira"                                     |                       |

#### テレビ

##### JKT48 School
| 枚                    | リリース日            | タイトル              | レコードNo:           |
| JKT48 Projectレーベル | JKT48 Projectレーベル | JKT48 Projectレーベル | JKT48 Projectレーベル |
| --------------------- | --------------------- | --------------------- | --------------------- |
| 1                     | 2015年7月4日          | JKT48 School Vol. 1   |                       |
| 2                     | 2015年7月4日          | JKT48 School Vol. 2   |                       |

#### その他
| 枚                    | リリース日            | タイトル                                                                               | レコードNo:           |
| JKT48 Projectレーベル | JKT48 Projectレーベル | JKT48 Projectレーベル                                                                  | JKT48 Projectレーベル |
| --------------------- | --------------------- | -------------------------------------------------------------------------------------- | --------------------- |
| 1                     | 2015年5月19日         | JKT48 Journal - Members Life Stories About - Hopes, Dreams, Challenge and Achievements |                       |

## タイアップ
| 楽曲                        | タイアップ | 収録作品                               |
| --------------------------- | --- | -------------------------------------- |
| Heavy Rotation              | CM：日本常盤薬品工業 『なめらか本舗』 CM：大塚製薬 『ポカリスエット』Youth Sweat Beautiful、Heavy Rotation Dance Cover編                                         | 1stアルバム『Heavy Rotation』          |
| Kimi no Koto ga Suki Dakara | CM：花王 『ロリエ』Active Day・Relax Night編 | 1stアルバム『Heavy Rotation』          |
| Ponytail to Chou-chou       | CM：花王 『ビオレ』 | 1stアルバム『Heavy Rotation』          |
| Baby! Baby! Baby!           | CM：SHARP 『AQUOS』 CM：グリコ 『ポッキー』 | 1stアルバム『Heavy Rotation』          |
| Oogoe Diamond               | CM：Indosat 『IM3』SMS Suka-Suka編 | 1stアルバム『Heavy Rotation』          |
| Gomenne、Summer             | CM：大塚製薬 『ポカリスエット』Love Letter編、Movie編、Presentation編                                                                                            | 1stアルバム『Heavy Rotation』          |
| RIVER                       | CM：Honda 『ホンダ・ブリオ』 | 1stシングル「RIVER」                   |
| Mirai no Kajitsu            | CM：Lawson 劇場版ポケットモンスター ベストウイッシュ 神速のゲノセクト ミュウツー覚醒インドネシア版エンディングテーマ Trans7 『JKT48 Missions』オープニングテーマ | 1stシングル「RIVER」                   |
| Kimi ni Au Tabi Koi wo Suru | CM：Rohto 『Lip Ice Sheer Colour』 CM：Rohto 『OXY』 | 1stシングル「RIVER」                   |
| Fortune Cookie in Love      | CM：Indosat 『IM3』SMS Suka-Suka編 CM：Unicharm 『Extra Dry Super Ultra Slim』 CM：Sido Muncul 『Tolak Angin』 RCTI昼ドラマ 『フォーチュンクッキー』テーマソング | 3rdシングル「Fortune Cookie in Love」  |
| Manatsu no Sounds Good!     | CM：大塚製薬 『ポカリスエット』Go Sweat Go ION編 | 4thシングル「Manatsu no Sounds Good!」 |
| Flying Get                  | CM：スカパーJSAT 『WAKUWAKU JAPAN』 | 5thシングル「Flying Get」              |
| Aitakatta                   | CM：YAMAHA 『Mio J』 | 5thシングル「Flying Get」              |
| Shoujo Tachi yo             | CM：グリコ 『ポッキー』 | 5thシングル「Flying Get」              |

## 出演

### コンサート
インドネシア
- 日本ポップカルチャーフェスティバル「J-POP コンサート」（2012年2月25日、バライ・カルティニ エクスポセンター）
- Konser Cinta Jakarta（2012年6月23日、RCTI）
- Konser Terbaik-Terbaik AMI 15th（2012年7月9日、RCTI）
- Mega Konser JKT48（2012年7月17日、RCTI）
- Mahakarya RCTI 23 Tahun（2012年8月8日、RCTI）
- Konser Super Dahsyat（2012年9月1日、RCTI）
- Pesta Lamp10n（2012年10月8日、Global TV）
- Ama21ng MNCTV（2012年10月20日、MNCTV）
- 11th Anniversary Concert Kota Wisata Batu（2012年11月10日、Kawasan Alun Alun Kota Batu,  Provinsi Jawa Timur）
- HUT Emas Seskoal 50 Anniversary（2012年11月17日、Pantai Carnaval Ancol, Jakarta）
- Konser Super Dahsyat "Hello Goodbye"（2012年11月26日、RCTI）
- Salut Indonesia 2012（2012年12月2日、Global TV）
- Konser Natal Kemegahan Kasihmu（2012年12月24日、RCTI）
- Konser JKT48 Warnai Harimu（2013年2月17日、RCTI）
- Konser INFINITY 8th Star Media Nusantara（2013年4月16日、RCTI）
- Konser JKT48 di Gor UNY（2013年4月20日、Universitas Negeri Yogyakarta）
- Konser Kota Terang Hemat Energi（2013年4月27日、Lapangan Tembak Kodikmar, Surabaya）
- Konser 『はじめまして。JKT48と申します。』"Perkenalkan Nama Kami JKT48"
  - 2013年6月23日、D’Liquid Cafe, Makassar
  - 2013年6月27日、GOR Sritex Arena, Solo
  - 2013年6月28日、Ballroom Grand Jatra, Balikpapan
  - 2013年6月30日、Ballroom ITC Surabaya, Surabay
  - 2013年7月3日・4日、Tennis Indoor Senayan, Jakarta
- Live Concert in Semarang（2013年9月22日、GOR Jatidiri Semarang, Jl. Karangrejo Asrama Atlit）
- JKT48 Datang Live in Banjarmasin（2013年9月29日、Gedung Sultan Suriansyah, Banjarmasin）
- Indosat IM3 "From Bogor With Love"（2013年10月5日、Puri Begawan, Bogor）
- "JKT48 Action!!!" concert in Batam（2013年10月13日、Ballroom Pacific Palace Hotel, Batam）
- JKT48 Live in Palangkaraya（2013年10月26日、Stadion Sanaman Mantikei, Jabiren Raya, Kota Palangkaraya）
- "JKT48 Geulis!" concert in Bandung（2013年11月2日、Auditorium Sabuga Convention Center, Bandung）
- JKT48 Live in Yogyakarta "Ngayogyakarlove"（2013年12月1日、Sportorium Universitas Muhammadiyah Yogyakarta）
- "JKT48 Oyi!" concert in Malang（2013年12月8日、Graha Cakrawala Universitas, Negeri Malang）
- JKT48 2nd Anniversary Live in Concert "Performing All Out! Terima kasih telah menjadi temanku"（2013年12月21日、Plenary Hall, Jakarta Convention Center, Jakarta）
- JKT48 The Exclusive Concert（2014年3月7日、Trans Studio Bandung, Kota Bandung, Jawa Barat）
- JKT48 5th Single CD Flying Get Launching Concert（2014年3月15日、Balai Kartini Nusa Indah Theatre, Jl. Gatot Subroto Kav. 37, Jakarta）

日本
- AKB48紅白対抗歌合戦（2011年12月20日、TOKYO DOME CITY HALL） - 16名
- AKB48 リクエストアワーセットリストベスト100 2012（2012年1月20日、TOKYO DOME CITY HALL） - 12名
- AKB48コンサート 業務連絡。頼むぞ、片山部長! in さいたまスーパーアリーナ（2012年3月23日 - 25日、さいたまスーパーアリーナ） - 16名
- AKB48 in TOKYO DOME 〜1830mの夢〜（2012年8月24日 - 26日、東京ドーム） - 16名
- AKB48紅白対抗歌合戦（2012年12月17日、TOKYO DOME CITY HAL） - 16名
- AKB48グループ臨時総会 〜白黒つけようじゃないか!〜（2013年4月28日、日本武道館） - 16名

### テレビ
インドネシア
- JKT48 School（2012年4月15日 - 6月3日、Global TV）
- Mega Konser JKT48（2012年7月17日、RCTI）
- JKT48 2nd Generation Audition（2012年9月29日、RCTI）
- JKT48 2nd Generation Final Audition（2012年10月6日、RCTI）
- JKT48 2nd Generation Road To Japan（2012年10月27日、RCTI）
- JKT48 2nd Generation Final Audition in Japan（2012年11月17日、RCTI）
- Konser JKT48 Warnai Harimu（2013年2月17日、RCTI）
- JKT48 Missions（2013年6月23日 - 2013年9月22日 (ヒアトゥス)、Trans7）
- Konser "Perkenalkan, nama kami JKT48"（2013年7月7日、Trans7）
- Konser "Perkenalkan, nama kami JKT48" - Part 2（2013年8月11日、Trans7）
- JKT48 Story（2013年8月31日-2013年11月2日 (ヒアトゥス、RCTI）
- JKT48 2nd Anniversary Live in Concert episode 1（2014年1月19日、antv）
- JKT48 Audition 3rd Generation（2014年1月28日、RCTI）
- HONDA The Power of Dreams Presents Pemilihan Member Single Ke-6 JKT48（2014年4月26日、antv）
- iCLUB48（2014年10月11日-2015年3月14日、NET.）
- Pemilihan Member Single Ke-10 JKT48 Powered by HONDA The Power of Dreams（2015年5月2日、NET.）
- YOKOSO JKT48（2014年12月14日 - 2015年3月8日、antv）
- The Ichiban (一番)（2015年12月13日 - 2016年2月14日, RTV）
- Pemilihan Member Single Ke-13 JKT48 Powered by HONDA The Power of Dreams（2015年5月7日、RTV）
- Tokyo Trip: Luxury or Ordinary (東京旅行：ラグジュアリーまたは普通) (17〜18日、24〜25日、2016年9月, RTV)
- Japantry! (2017年1月15日 - 2017年2月26日, JAK TV)
- Pemilihan Member Single Ke-17 JKT48 Powered by HONDA The Power of Dreams（2017年4月22日、RTV)
- The Next Idol'48 (即座に2017年, NET.)

日本
- AKB48のぐぐたす民（2012年3月27日 - 3月29日、テレビ東京） - メロディー、ガイダ、ナビラ
- AKBと××!（2012年9月13日・9月27日、読売テレビ）
- 週刊AKB（2012年9月14日 - 9月28日、テレビ東京）
- AKB48のあんた、誰?（2013年4月29日、NOTTV） - 高城亜樹、仲川遥香、キナル、フェランダ、メロディー、ナビラ
- AKB子兎道場（2013年5月17日、テレビ東京） - 高城亜樹、仲川遥香、キナル、ナビラ
- AKBINGO!（2015年4月14日、日本テレビ） - 仲川遥香 他JKT48メンバー多数
- AKB48 SHOW!（2016年11月5日 - 、NHK BSプレミアム）- 仲川遥香 他JKT48メンバー多数

### ドラマ
インドネシア
- 『ガルーダの戦士ビマ』（2013年6月30日 - 12月22日、RCTI） - ステラ、（ゲスト出演：フリスカ、ガイダ、仲川）

日本
- 警部補 矢部謙三2（2013年7月5日 - 8月30日、テレビ朝日） - ナビラ[注釈 15]
- TORIKU（2013年7月5日 - 8月30日、テレビ朝日） - ナビラ[注釈 16]

### 映画
- VIVA JKT48（2014年6月5日公開予定）監督：Awi Suryadi　メインキャスト：メロディー、仲川、ナビラ、シャニア、アヤナ、シンディ、ロナ、シンタ[180]

### CM
インドネシア
- 大塚製薬　『ポカリスエット』（2011年12月 - ）
  - Youth Sweat Beautiful、Heavy Rotation Dance Cover
  - Love Letter編、Movie編、Presentation編 - 仲川、シャニア、高城、メロディー
  - Go Sweat Go ION
- 楽天
- 花王　『ロリエ』
  - Active Day - ステラ、メロディー、ディク
  - Relax Night - クレオパトラ、ディク
- YAMAHA　『Mio J』
- 花王　『ビオレ』 - ステラ、メロディー、ディク
- SHARP　『AQUOS』
- グリコ　『ポッキー』 - ファニア、ナビラ、グラ、ディク、メロディー、ステラ、ガブリエラ、ソニャ
- Indosat　『IM3』
  - SMS Suka-Suka
  - IM3 Play
- Lawson - ナビラ、グラ、ロナ、フィエンニ、ノエラ、ユフィア
- Rohto　『Lip Ice Sheer Colour』 - メロディー、フェランダ、シャニア、仲川、ロナ
　『OXY』 - ナビラ、メロディー、仲川、高城、シャニア、フェランダ、ファニア、ベビー
- Honda　『BRIO』
　『JAZZ』 - メロディー、フェランダ、仲川、シャニア、ベビー、ナビラ、リカ、デフィ、ガイダ、フィフィヨナ、ラトゥ、ユフィア、タリア、アヤナ、ジェニファー、ファニア
- Unicharm　『Extra Dry Super Ultra Slim』
- スカパーJSAT　『WAKUWAKU JAPAN』 - 仲川、メロディー、ユフィア、ガイダ、アヤナ、シンタ、ラトゥ、フィフィヨナ
- Sido Muncul　『Tolak Angin』
- カカオトーク　『KakaoTalk Plus Friend』

日本
- 常盤薬品工業　『なめらか本舗』

### イベント（冠イベント）
インドネシア
- Meet and Greet JKT48（2011年12月18日、FX Center, Jakarta）
- ヘビーローテーションMV発表会（2012年1月14日、FX Center, Jakarta）
- Meet and Greet JKT48（2012年3月4日、Senayan City, JL. Asia Afrika Lot 19 - Central Jakarta）
- Scavenger Hunt 48 with JKT48（2012年4月8日、Senayan City, JL. Asia Afrika Lot 19 - Central Jakarta）
- Meet and Greet JKT48（2012年4月29日、Log In Store, Bandung, Jawa Barat）
- Buka Puasa dan Beramal Bersama JKT48（2012年8月4日、Marley Signature Bar and Food, Energy Building, Jakarta）
- Indonesia 67th Independence Day Singing "Hari Merdeka"（2012年8月15日、Universitas ESA Unggul, Jakarta）
- Meet and Greet JKT48（2012年9月20日・10月4日・10月10日・10月15日・10月23日・10月30日、JKT48 Theater, FX Center, Jakarta）
- Official Guidebook "LOVE JKT48" Sign Event（2012年10月13日・10月15日、JKT48 Theater, FX Center, Jakarta）
- OFC Event Bowling Tournament 2012（2012年10月21日、 Jakarta Bowling Center, Pasar Festival Kuningan）
- OFC Event Fun Billiard with JKT48（2012年11月29日、  Pasar Festival Kuningan）
- JKT48 First anniversary event（2012年12月23日、Gedung Basket Indoor Area Hall B Senayan, Jakarta）
- OFC Promo CD Event（2012年12月27日、JKT48 Theater, FX Center, Jakarta）
- OFC New Year Event（2013年1月1日、JKT48 Theater, FX Center, Jakarta）
- JKT48 Charity Event（2013年1月29日、JKT48 Theater, FX Center, Jakarta）
- OFC Futsal Event（2013年2月2日、Hanggar Futsal Pancoran, Jakarta Selatan, DKI Jakarta）
- Event Jogja（2013年2月10日、Liquid Cafe, Jalan Magelang KM. 5,5, Sleman, DI Yogyakarta）
- JKT48 Valentine Event（2013年2月14日、JKT48 Theater, FX Center, Jakarta）
- OFC Basketball Fun with JKT48（2013年2月25日、Hoops Arena, La codefin Kemang South Jakarta）
- Renai Kinshi Jourei Charity Show 〜What can I do for Someone?〜（2013年3月11日、JKT48 Theater, FX Center, Jakarta）
- OFC Dodge Ball Event（2013年3月29日、Hanggar IBM Futsal, Pancoran Jakarta Selatan DKI Jakarta）
- Individual Handshake Event（2013年4月14日、JKT48 Theater, FX Center, Jakarta）
- JKT48 1st Single「RIVER Theater Version」CD Selling Event（2013年5月11日、JKT48 Theater, FX Center, Jakarta）
- "Renai Kinshi Jourei" Ladies and Kids Show（2013年5月25日、JKT48 Theater, FX Center, Jakarta）
- "RIVER" Individual Handshake Event（2013年6月1日、JKT48 Theater, FX Center, Jakarta）
- Indonesia 68th Independence Day Singing "Hari Merdeka"（2013年8月17日、Halte Lapangan Blok S, Senopati, Jakarta Selatan）
- JKT48 Handshake Festival（2013年11月10日、Epicentrum Walk, Jl. H R Rasuna Said, Jakarta）
- Musim Panas Sounds Good! CD dilect selling（2013年12月8日・12月15日、Mal Kelapa Gading 3, Jalan Kelapa Gading Boulevard, DKI Jakarta）
- JKT48 2nd Anniversary Live in Concert（2013年12月21日、Jakarta Convention Center, Jakarta）
- JKT48 New Year Special Event "Battle of White and Red"（2014年1月1日、JKT48 Theater, FX Center, Jakarta）
- Fun Bowling with JKT48: Part 2（2014年2月22日、JKT48 Theater, FX Center, Jakarta）
- JKT48 "Musim Panas Handshake Festival"（2014年2月23日、Kartika Expo Center, Balai Kartini, Jakarta）

シンガポール
- JKT48 in AKB48 Official Cafe Singapore（2012年3月3日、AKB48 Official Cafe Singapore）

日本
- ジャカルタって、どこ?（2012年11月4日、AKB48 CAFE & SHOP AKIHABARA）

### イベント（ゲスト参加）
インドネシア
- HelloFest8 ANIMA EXPO（2012年2月4日、Balai Kartini, Jakarta）
- 桜祭り2012（2012年4月28日、Citywal, Lippo Cikarang Cikarang, Jawa Barat）
- iFEST 2012（2012年5月5日、PRJ Kemayoran, Jakarta）
- Pocari Sweat Futsal Championship 2012（2012年5月13日、Hall A Basket Senayan, Jakarta）
- Inter Milan Summer Tour 2012オープニング（2012年5月23日、Lapangan Bola Blok S, Jakarta）
- Fesbukan 2012（2012年6月3日、Universitas Padjadjaran, Bandung）
- Euro RCTI 2012（2012年6月8日・7月1日、Lap.Seskoal Cipulir, Jakarta）
- Youtube Indonesia Launch Event（2012年6月14日、Jakarta）
- Jakarta Fair Harajuku Cosplay JMusic 2012（2012年6月24日、Panggung Budaya-Gambir Expo, Jakarta）
- POPCON Asia 2012（2012年6月29日、Jakarta Convention Center, Senayan, Jakarta）
- リトル東京ブロックM縁日祭（2012年6月30日、Little Tokyo Block M, Jakarta）
- AMI AWARDS 15th（2012年7月4日、RCTI）
- AEON Environmental Foundation Event（2012年7月15日、Bekasi, West Java）
- 100TH ANNIVERSARRY SHARP（2012年9月15日、FX Center, Jakarta）
- ジャカルタ日本祭2012（2012年9月23日・9月26日・9月30日、Jakarta）
- Hai Day Honda Brio 2012（2012年10月27日、Parkir Timur Senayan, Jakarta）
- Rakuten Expo  Jakarta 2012（2012年11月12日、Grand Indonesia, Central Jakarta）
- HUT Emas Seskoal @ Pantai Carnaval Ancol（2012年11月17日、Pantai Karnaval, Taman Impian Jaya Ancol, Jakarta）
- Pekan Produk Kreatif Indonesia 2012（2012年11月21日、Rasuna Epicentrum Superblock, South Jakarta）
- Yahoo! OMG Awards 2012（2012年11月24日、Kartika Expo, Balai Kartini, Jakarta）
- Kaskus 13th Anniversary "Jelajah TKP!"（2012年11月25日、Plaza Barat dan Tennis Indoor, Senayan, Jakarta）
- IAH Games National Championship（2012年12月1日、Emporium Pluit Mall, Jakarta）
- Nobar Barclay Premier League "MANCHESTER UNITED vs LIVERPOOL"（2013年1月13日、Summarecon Mall Serpong, Jl. Boulevard Gading Serpong, Jakarta）
- 2013年ジャカルタ ジャパン クラブ新年会（2013年1月15日、Ballroom 3, Mulia Hotel, Senayan, Jakarta）
- Dahsyatnya Awards 2013（2013年1月21日、RCTI）
- ALSEACE 2013 - SMA Al-Azhar BSD（2013年2月24日、BSD City, Tangerang Selatan）
- CLAS:H（2013年3月3日、Gandaria City, Jl. Sultan Iskandar Muda Kebayoran Lama, Jakarta）
- EARTH DAY FESTIVAL（2013年4月20日、Universitas Negeri Yogyakarta）
- PGN Anniversary at Monas（2013年5月19日、Monas, Jakarta）
- ジャカルタ日本祭2013（2013年9月1日・9月6日・9月8日、Jakarta）
- Anime Festival Asia Indonesia 2013（2013年9月7日、Jakarta Convention Center, Jakarta）
- Indonesia International Motor Show 2013（2013年9月21日・9月28日、Jakarta International Expo, Jakarta）
- Mandiri Karnaval Nusantara（2013年10月6日、Senayan City, Jakarta）
- Hai Day 2013（2013年10月19日、Parkir Timur Senayan, Jakarta）
- Gowes Sehat Alfamart（2013年10月27日、Parkir Timur Senayan, Jakarta）
- Liga Basket antar Operator 2013（2013年11月2日・11月24日、Lapangan basket Hall A Senayan, Jakarta）
- Honda Jazz Tunning Contest（2013年11月9日、Gandaria City Mall Jakarta Selatan）
- Pocari Sweat Futsal Championship（2013年11月16日、Basket Hall Senayan, Jakarta）
- "EFestival" - Britama Arena, Kelapa Gading（2013年11月17日、Britama Arena Kelapa Gading, Jakarta）
- Pekan Produk Kreatif Indonesia 2013（2013年11月28日、Epicentrum Walk, Jl. H R Rasuna Said, Jakarta）
- Pekan Otomotif Surabaya（2013年11月30日、Grand City, Surabaya）
- JakCloth Yes 2013（2013年12月5日、Parkir Timur Senayan, Jakarta）
- Lawson Grand Karaoke Champion（2013年12月14日、Universitas Bunda Mulia, Jl. Lodan Raya No. 2, Ancol, Jakarta Utara）
- Indonesia-Japan Expo 2013（2013年12月22日、Jakarta International Expo, Jakarta）
- Christmas with LINE supported by Indosat（2013年12月28日、Mal Kelapa Gading 3, Jalan Kelapa Gading Boulevard, DKI Jakarta）
- Dahsyatnya Awards 2014（2014年1月14日、RCTI）
- Japan Beauty Week Opening Ceremony（2014年1月23日、Plaza Senayan, Jakarta）
- WAKUWAKU JAPAN MUSIC FESTIVAL（2014年2月15日、Jakarta Convention Center, Jakarta）
- Java Jazz Festival 2014（2014年3月1日、Jakarta International Expo, Jakarta）

日本
- Festival Indonesia 2013（2013年9月21日・9月22日、六本木ヒルズ）

## 公演

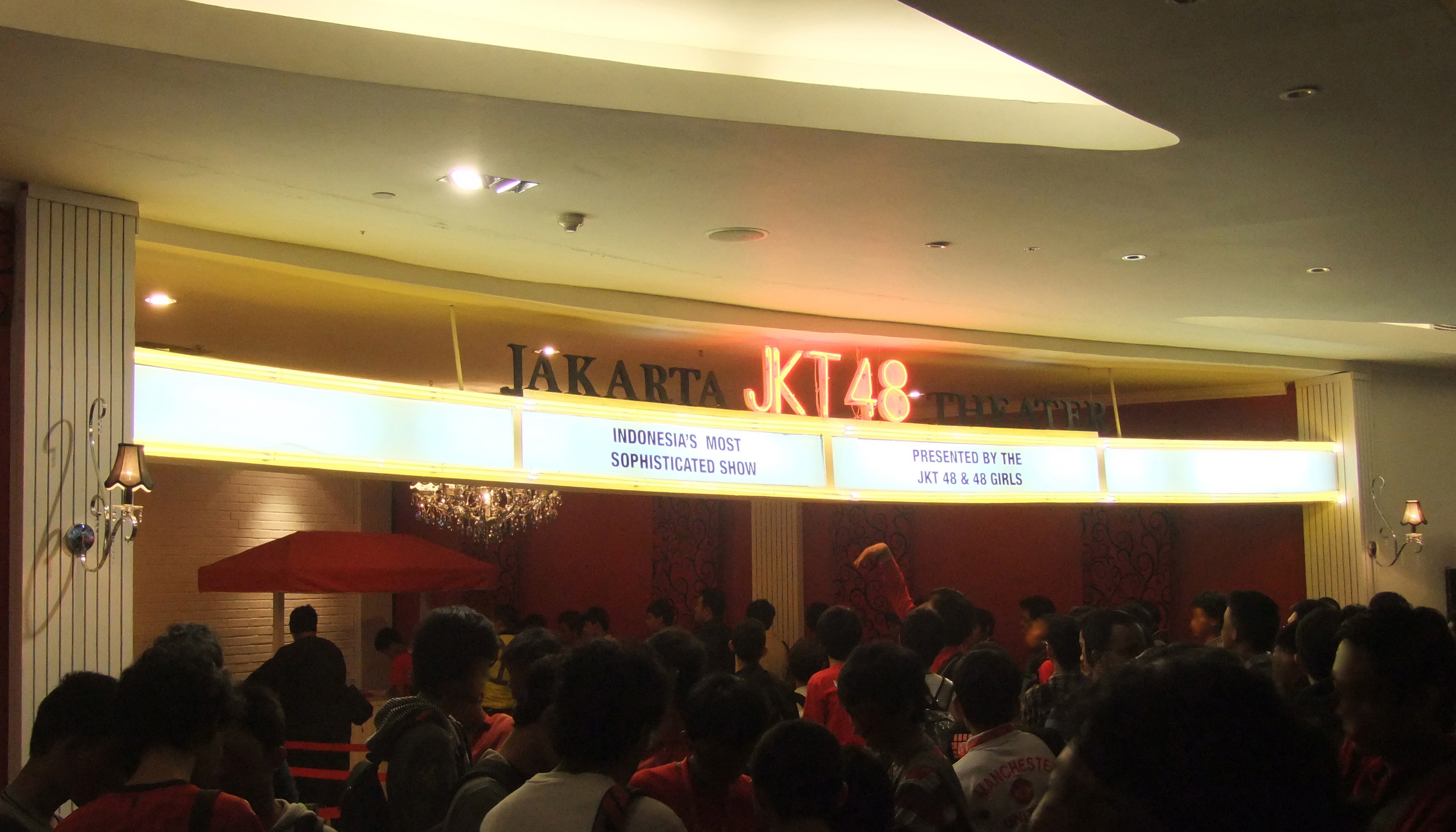
JKT48劇場

### 仮劇場での公演
1. パジャマドライブ（Pajama Drive）
  - 2012年5月17日 - 20日（8公演、Nyi Ageng Serang, Pasar Festival, Kuningan Jakarta Selatan）
  - 2012年6月14日 - 17日（7公演、Studio 7 Pasaraya Grande Blok M Jakarta）
  - 2012年7月13日 - 15日（6公演、Studio 7 Pasaraya Grande Blok M Jakarta）

### JKT48劇場での公演
JKT48
1. 恋愛禁止条例（Aturan Anti Cinta）：2021年3月20日 -
2. 青春ガールズ（Gadis - Gadis Remaja）：2021年3月27日 - 2022年12月22日
3. 制服の芽（Tunas di Balik Seragam）：2021年5月29日 - 2024年12月27日
4. バンザイ！JKT48（Banzai! JKT48）：2022年3月12日 - 2024年3月10日
5. ラムネの飲み方（Cara Meminum Ramune）：2023年1月15日 -
6. JKT48 初のオリジナル公演 (Pertaruhan Cinta)：2025年9月 -

チームJ
1. 恋愛禁止条例（Aturan Anti Cinta）：2012年12月26日 - 2013年12月28日（132公演）
2. 誰かのために（Demi Seseorang）：2014年1月18日[181] - 2015年4月26日[182]（117公演）
3. シアターの女神（Dewi Theater）：2015年5月17日[183] - 2016年11月27日
4. ただいま恋愛中（Sekarang sedang Jatuh Cinta）：2017年5月19日 - 2019年3月1日
5. アイドルの夜明け（Fajar Sang Idola）：2019年3月3日 - 2021年3月14日

- 特別公演
  - パジャマドライブ（Pajama Drive）：2014年9月3日、5日（2公演）
  - 僕の太陽（Matahari Milikku）：2015年2月13日 - 3月13日（11公演）
  - チームJ「B•E•L•I•E•V•E」公演（ウェイティング公演）：2016年12月9日 - 2017年5月14日

チームKIII
1. 僕の太陽（Matahari Milikku）：2013年6月28日 - 2014年2月22日[184]（107公演）
  1. リバイバル公演：2015年5月6日 - 7月29日
2. 青春ガールズ（Gadis-Gadis Remaja）：2014年3月8日[185] - 2015年3月14日[186]（113公演）
3. 最終ベルが鳴る（Bel Terakhir Berbunyi）：2015年8月1日 - 2016年11月27日
4. 逆上がり（Back Hip Circle）：2018年3月4日 - 2020年11月13日
5. ラムネの飲み方 (Cara Meminum Ramune) :2020年11月15日 - 2021年3月13日

- 特別公演
  - 恋愛禁止条例（Aturan Anti Cinta）[187]：2013年12月26日 - 28日（3公演）
  - パジャマドライブ（Pajama Drive）
    - 2014年9月2日、4日（2公演）
    - 2015年3月31日 - 4月29日（10公演）

  - チームKIII「B•E•L•I•E•V•E」公演（ウェイティング公演）：2016年12月8日 - 2018年2月27日
    - 2017年9月8日の「JKT48 Theater 5th Anniversary」にて、劇場公演満席を20回達成したら新公演に移行するという発表があった[188]。同年12月9日、劇場公演満席20回を達成した。

  - 少女のロマンス（Romansa Sang Gadis、ファンプロデュース公演）：2019年4月13日 - 6月21日

チームT
- パジャマドライブ（Pajama Drive）：2015年1月31日 - 3月6日[189]（9公演）

1. 手をつなぎながら（Sambil Menggenggam Erat Tanganku）：2015年3月15日[190] - 2016年11月26日 1.リバイバル公演：2019年2月23日 - 8月30日
2. 恋愛禁止条例（Aturan Anti Cinta）：2016年12月7日 - 2017年5月22日
3. 僕の太陽（Matahari Milikku）：2017年7月8日 - 12月9日
4. 誰かのために（Demi Seseorang）：2017年12月10日 - 2018年4月18日
5. 青春ガールズ（Gadis-Gadis Remaja）：2018年4月20日 - 8月25日
6. シアターの女神（Dewi Theater）：2018年9月2日 - 2019年2月17日
7. 制服の芽（Tunas di Balik Seragam）：2019年9月1日 - 12月29日
8. Fly, Team T!：2020年8月22日 - 2021年3月12日

研究生
1. パジャマドライブ（Pajama Drive、1期生）：2012年9月8日 - 12月13日（67公演）
2. パジャマドライブ（Pajama Drive、2期生）：2013年1月11日 - 5月12日（69公演）
3. 僕の太陽（Matahari Milikku）：2013年5月17日 - 6月25日（27公演）
4. パジャマドライブ（Pajama Drive、3期生）：2014年5月24日[191] - 2015年1月17日（88公演）
5. パジャマドライブ (Pajama Drive、4・5期生) ：2016年8月7日 - 11月19日 (36公演)
6. パジャマドライブ (Pajama Drive、10期生) :2022年11月19日 - 2024年2月3日
7. 会いたかった (Ingin Bertemu、11期生) :2023年4月30日 -
8. パジャマドライブ (Pajama Drive、11期生・12期生) : 2024年5月30日・31日 -

アカデミー クラスA
- パジャマドライブ（Pajama Drive）：2019年3月23日[192] - 2021年3月11日
- 僕の太陽（Matahari Milikku）：2020年2月28日 - 2020年8月15日

特別公演
1. パジャマドライブリバイバル公演
  1. 2013年9月7日 - 8日（4公演）
  2. 2014年9月6日 - 7日[193]（4公演)
  3. 2018年10月27日（2期生、1公演）

### 出張公演
- スラバヤ
  1. チームT 手をつなぎながら：2016年7月17日 - 21日（6公演）
  2. チームKIII 最終ベルが鳴る：2016年7月26日 - 30日（6公演）
  3. チームJ シアターの女神：2016年7月31日 - 8月4日（5公演）
- 東京都千代田区外神田（秋葉原）に所在するAKB48劇場で公演。
  1. 僕の太陽 ～仲川遥香、ありがとうを伝えに来ました。withJKT48～：2016年10月15日 - 16日（3公演）

## 書籍
インドネシア
- hai Vol.34（2012年8月20-27日、Kompas Gramedia）
- LOVE JKT48（2012年9月14日） - 公式ガイドブック
- TIC JKT48 Special Edition（2012年9月23日）
- LOVE JKT48 2013 The 2nd Official Guide Book（2013年6月5日） - 公式ガイドブック